# Автомобільна промисловість в США

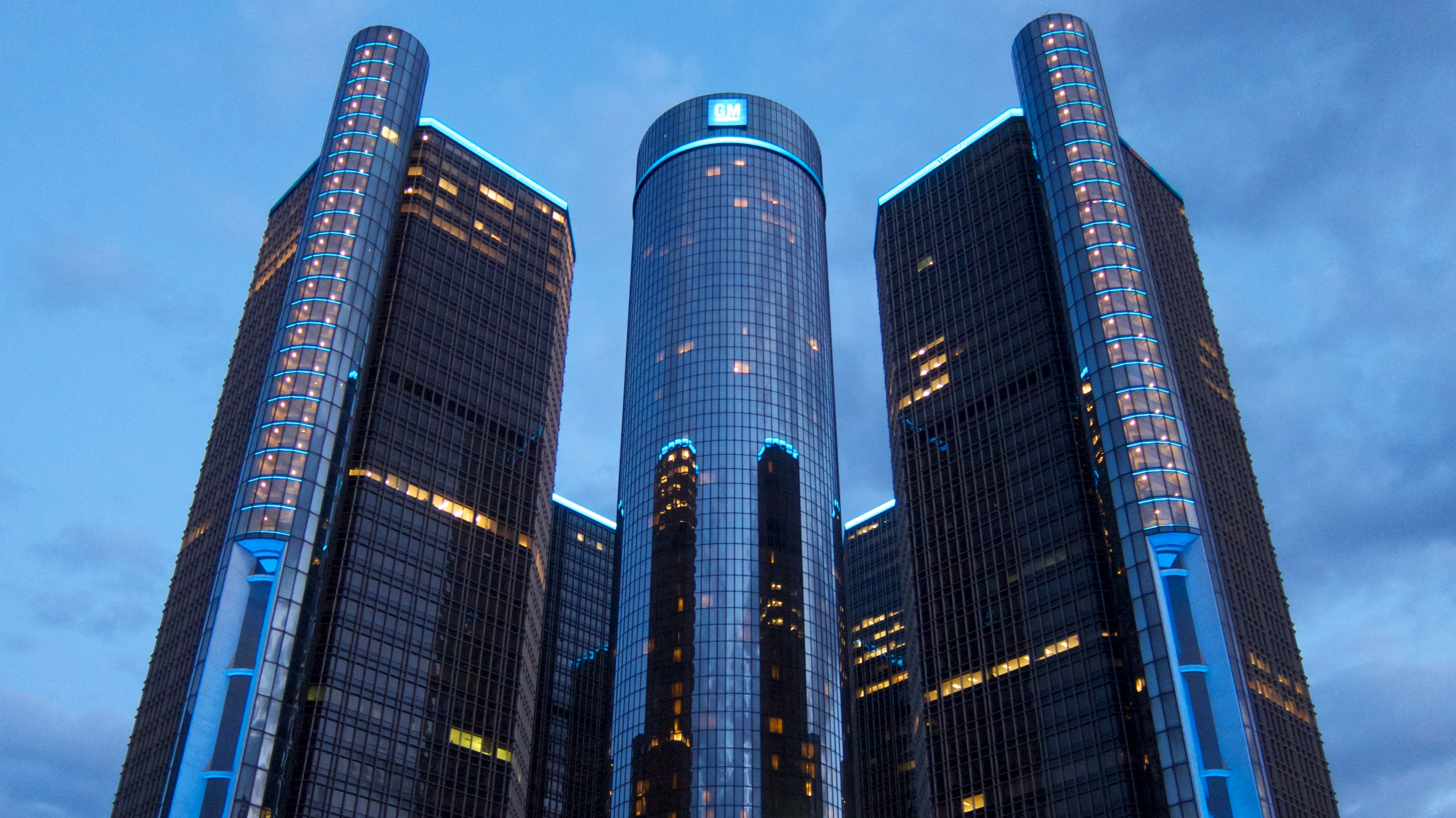
Штаб-квартира GM

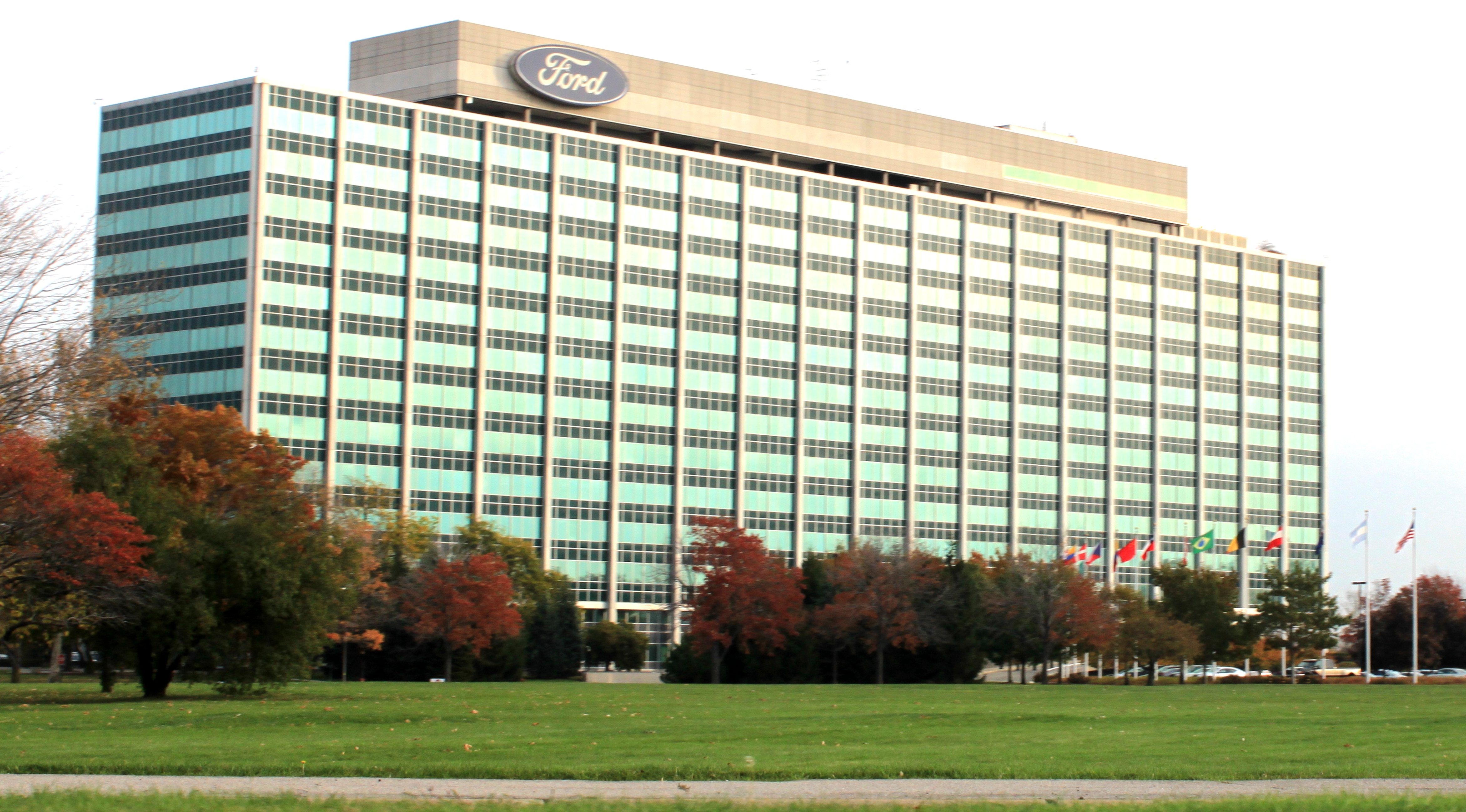
Штаб-квартира Ford

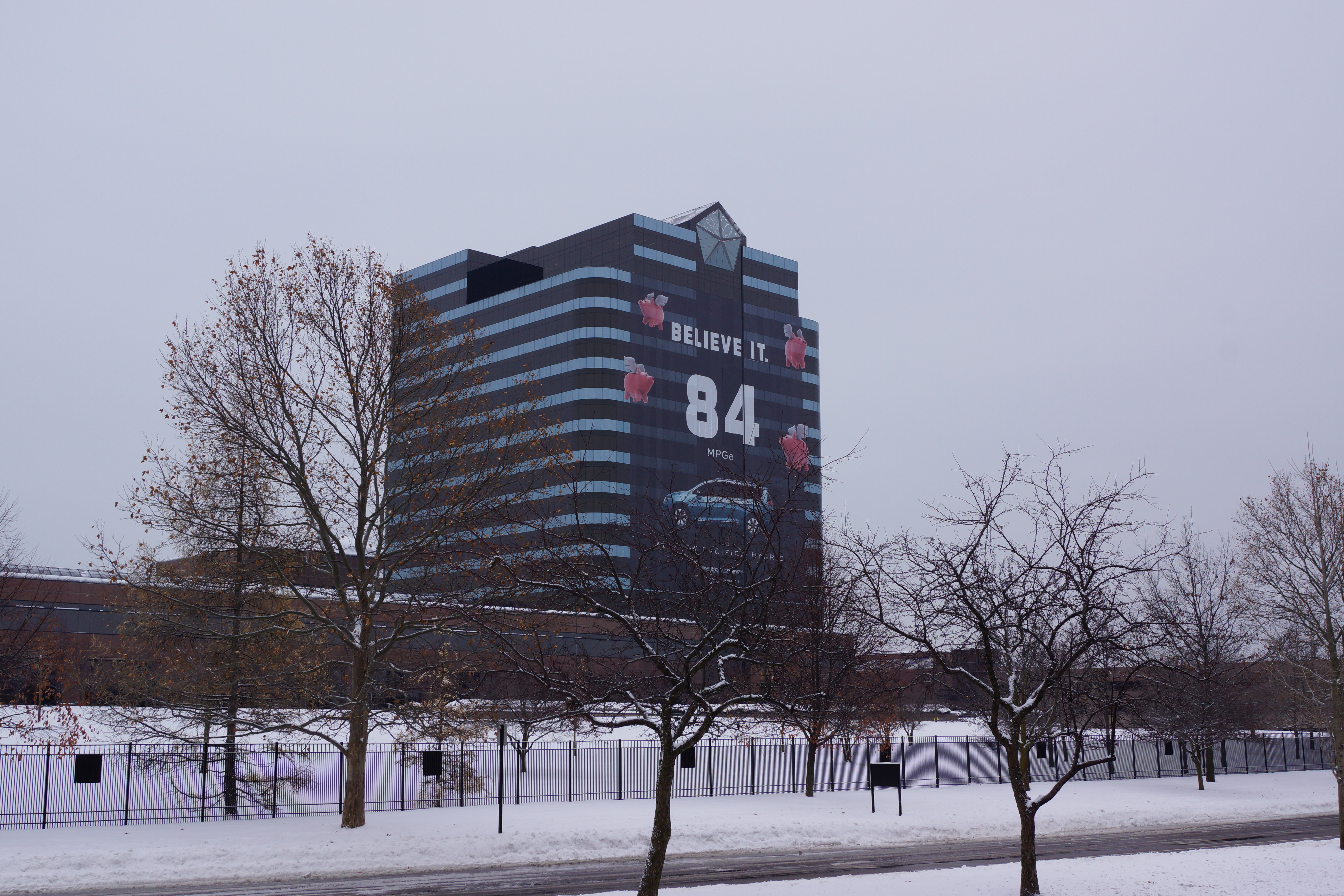
Штаб-квартира Chrysler

Автомобільна промисловість США — галузь економіки США.
Автомобільна промисловість США веде свою історію з 1890-х років. Вона швидко стала найбільшою у світі за результатами розміру внутрішнього ринку і використання масового виробництва. У 1980-х Японія тимчасово обігнала США за обсягом виробництва автомобілів. І тільки у 2008 році Китай перевершив Сполучені Штати за цим показником. Нині США займають 2-ге місце серед найбільших виробників у світі із обсягом у 8—10 мільйонів автомобілів щорічно. Винятками були 5,7 мільйона автомобілів, вироблених у 2009 році (через кризу в автомобільній промисловості 2008—2010 років) та піковий рівень виробництва у 13—15 мільйонів одиниць протягом 1970-х та на початку 2000-х.
Автомобільна галузь починала свій розвиток із появою сотень різних виробників, але до кінця 1920-х років залишилося всього три великих компанії: General Motors, Ford Motor Company та Chrysler Corporation. Після Великої депресії та Другої світової війни ці компанії продовжили розвиток і виробили близько трьох чвертей всіх автомобілів в світі до 1950 року (8,005,859 із 10,577,426). Починаючи з 1970-х років поєднання високих цін на нафту і посилення конкуренції з боку іноземних виробників автомобілів серйозно вплинуло на американські компанії. До 2008 року галузь опинилася у кризі. В результаті General Motors і Chrysler навіть були оголошені банкрутами. Але відповідно до Autodata Corp, червень 2014 з урахуванням сезонних коливань в річному численні, обсяг продажів є найбільшим в історії із 16,98 мільйонами автомобілів і таким чином був побитий попередній рекорд липня 2006 року.
До початку 1980-х років, більшість виробничих потужностей належали до Великої трійки (GM, Ford, Chrysler) та AMC. Їх частка на ринку США почала стрімко падати коли численні іноземні автомобільні компанії побудували свої заводи в США.
Toyota мала 31,000 прямих працівників в США в 2012 році, що означало загальний фонд заробітної плати у близько 2,1 млрд $, порівняно із 80,000 працівників у Ford, який забезпечував свої 3,300 дилерських центрів та 71,100 працівників у Chrysler, який забезпечував свої 2,328 дилерських центрів.

## Історія

### До 1930 року

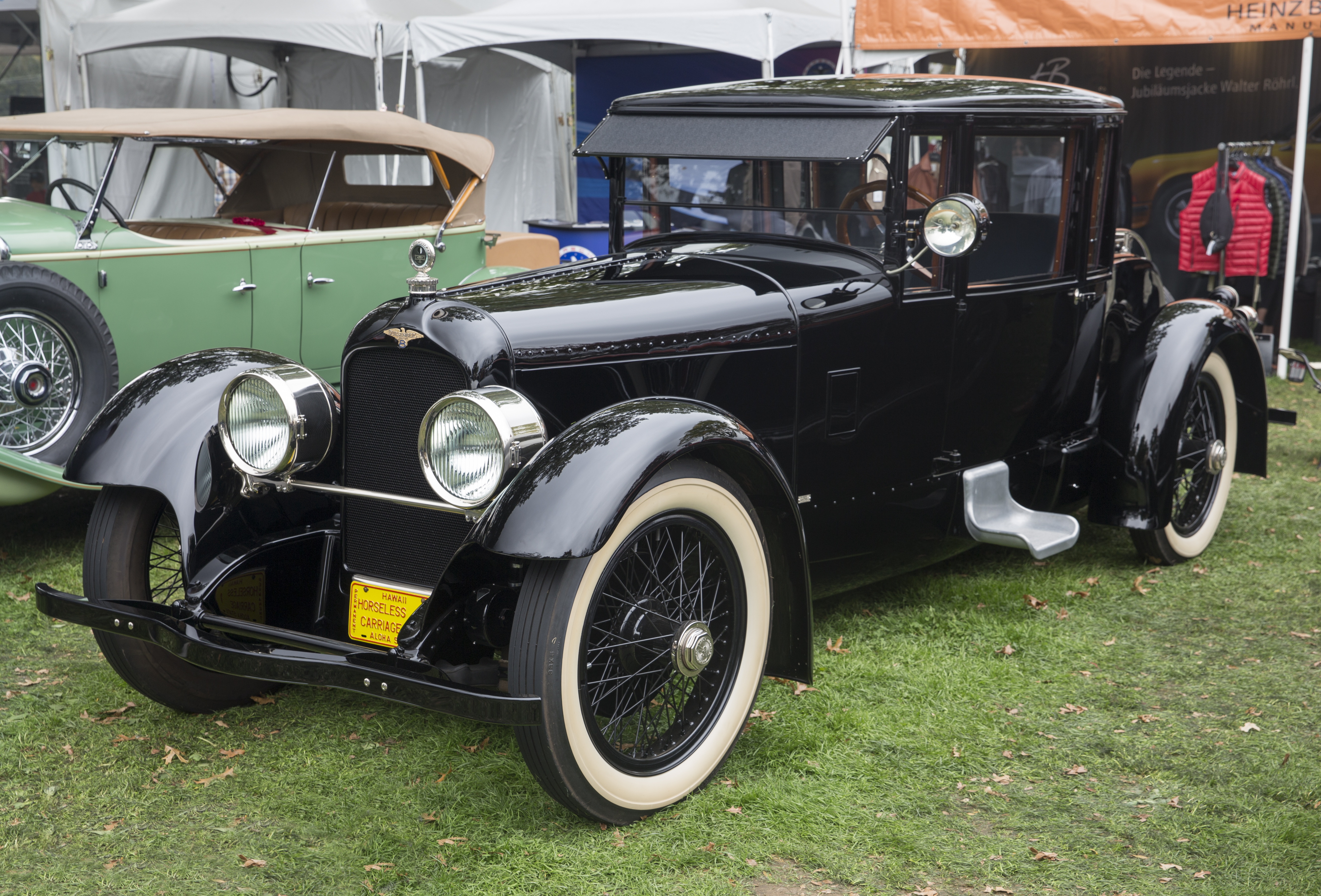
1921 Duesenberg Model A

Розвиток автономних транспортних засобів супроводжувався численними технологіями і компонентами. Різні типи джерел енергії використовувалися на ранніх автомобілів, включаючи паровий, електричний і бензиновий двигуни. Тисячі підприємців були залучені в розробку, монтаж і маркетинг ранніх автомобілів на невеликому і місцевому масштабі. Збільшення обсягу продажів сприяло виробництву у великих масштабах на заводах із ширшим розподілом ринку. Ренсом E. Олдс і Томас Б. Джеффері почали масове виробництво своїх автомобілів. Генрі Форд зосередився на виробництві автомобіля, який багато представників американського середнього класу могли собі дозволити.

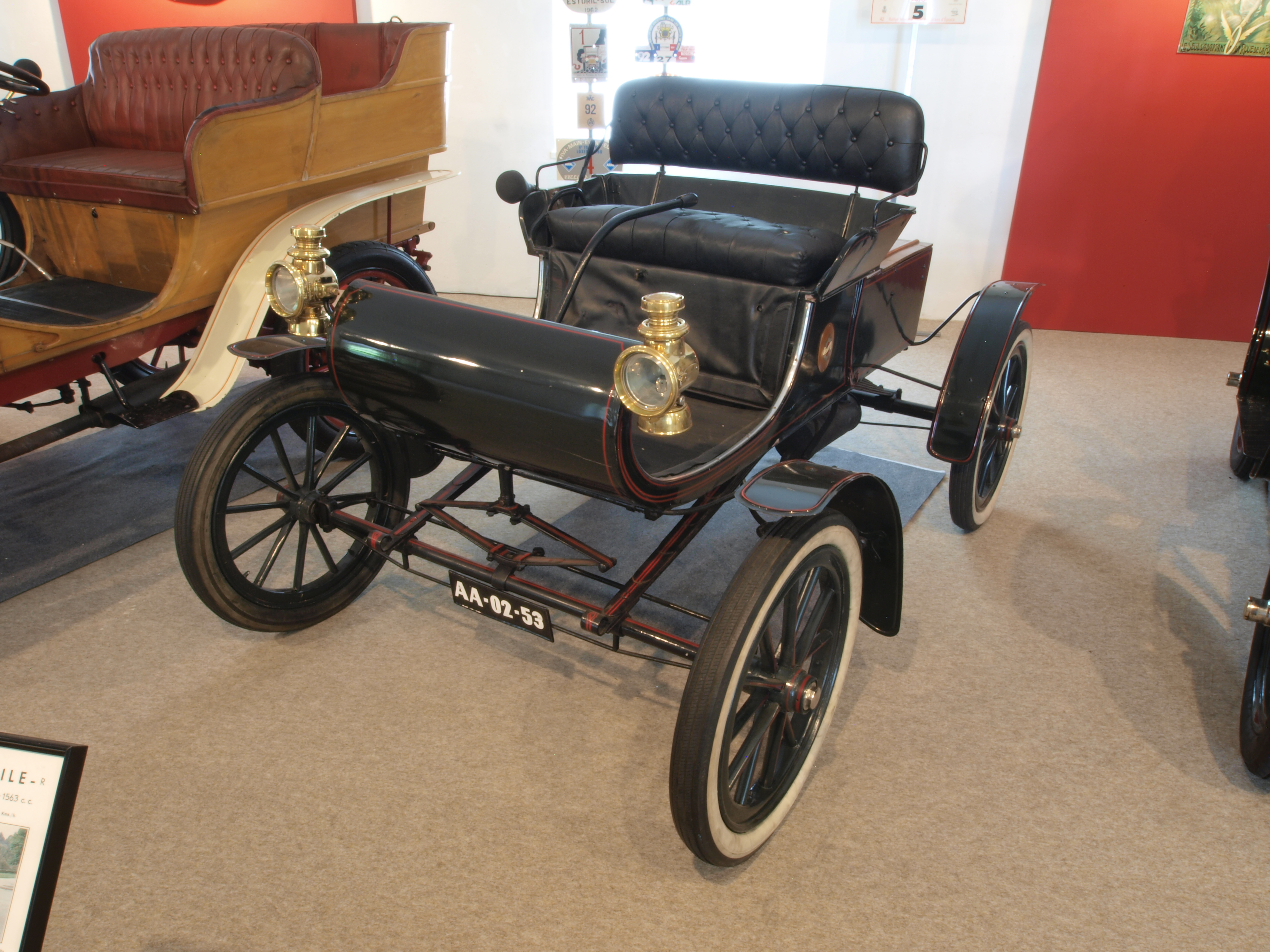
Oldsmobile Curved Dash (1901—1907)
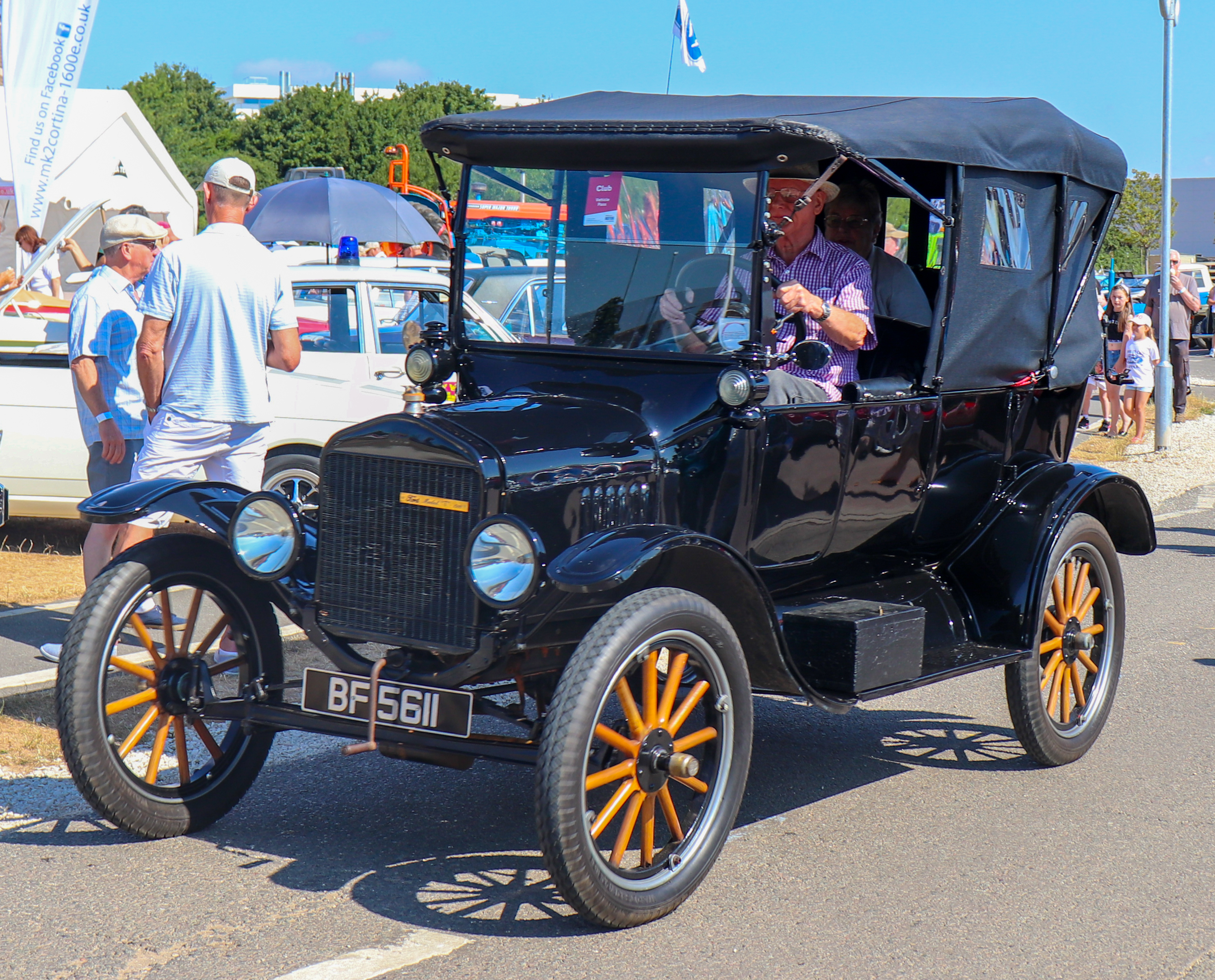
Ford Model T (1908—1927)
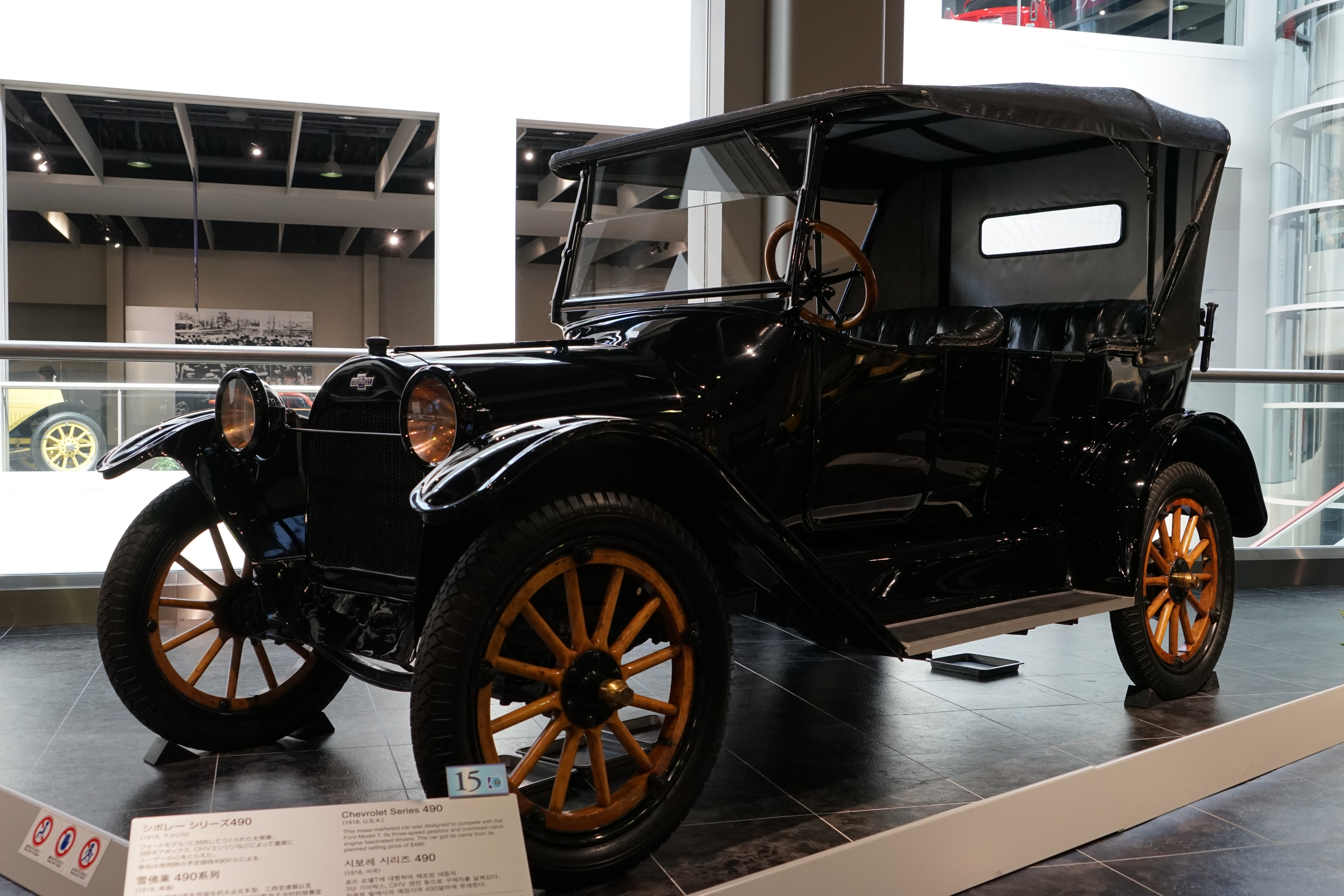
Chevrolet Series 490 (1915—1922)
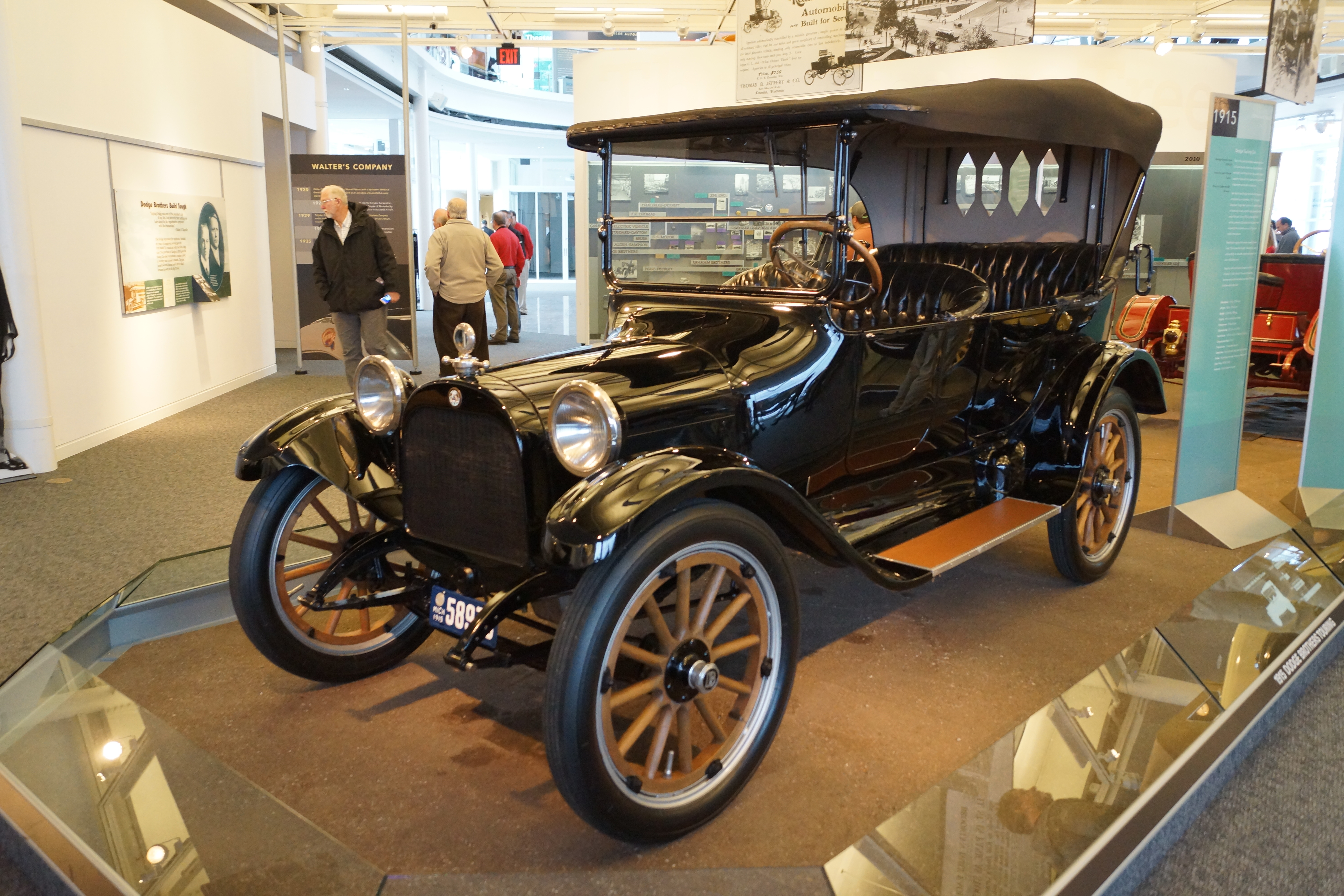
Dodge 30-35 (1914—1916)

### 1930—1945-ий роки
У 1930-ті роки розпочався занепад багатьох автовиробників через економічні наслідки Великої депресії. У той час ринок розкішних автомобілів формувала еліта американського автомобілебудування, так звані "Three Ps" (люксові «три П») — Packard (Пакард), Pierce-Arrow (Пірс-Ерроу) і Peerless (Пірлесс). У роки Великої депресії вижив і ряд дрібних виробників дорогих автомобілів, але більшість з них, зокрема Peerless, Franklin, Marmon, Ruxton, Stearns-Knight, Stutz, Duesenberg, Auburn і Pierce-Arrow протягом 1930-х років були змушені взагалі згорнути виробництво легкових автомобілів.
Коли США вступили в Другу світову війну, все місцеве виробництво легкових автомобілів припинилося в лютому 1942 року.

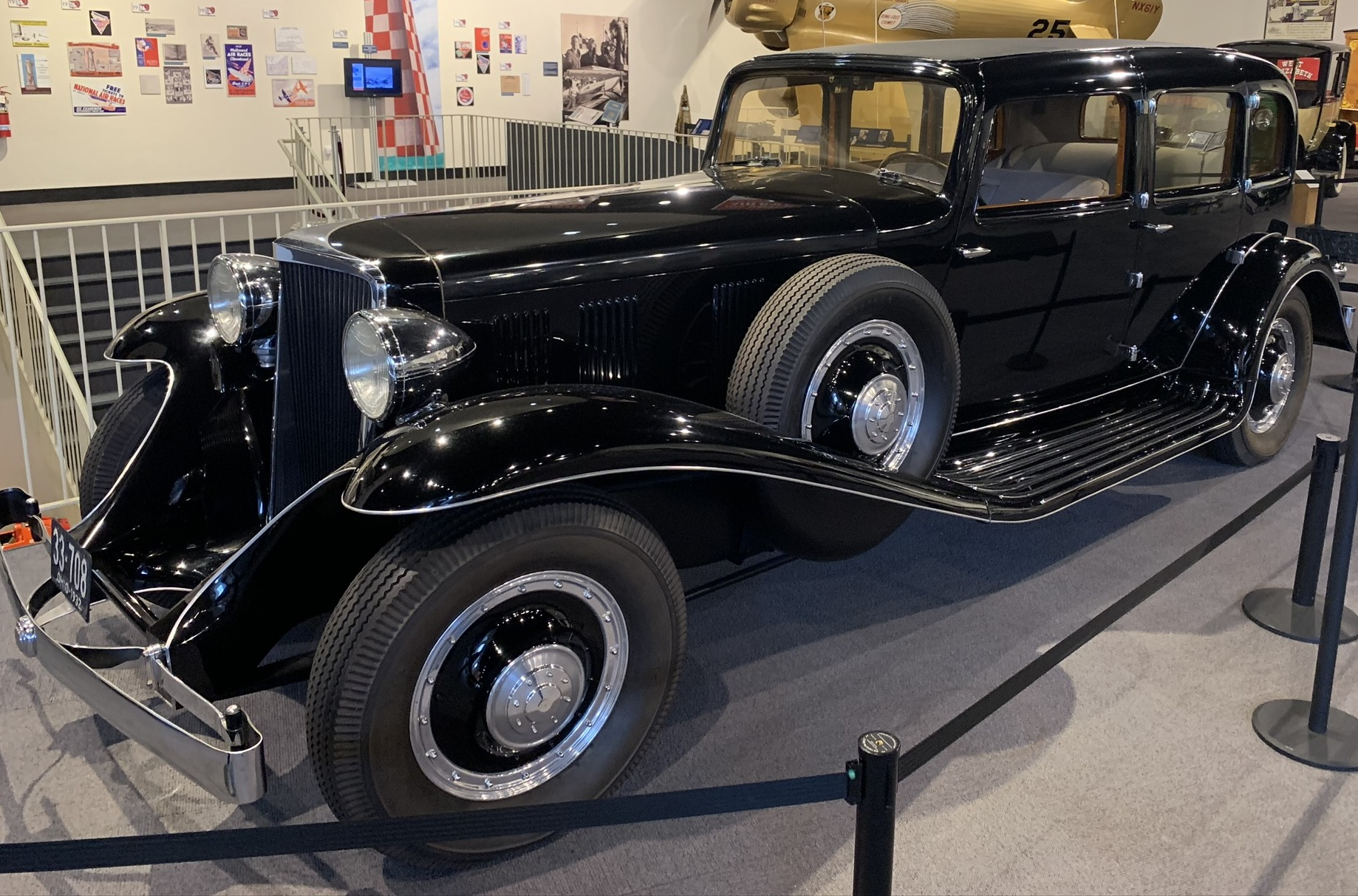
1932 Peerless V-16 Prototype
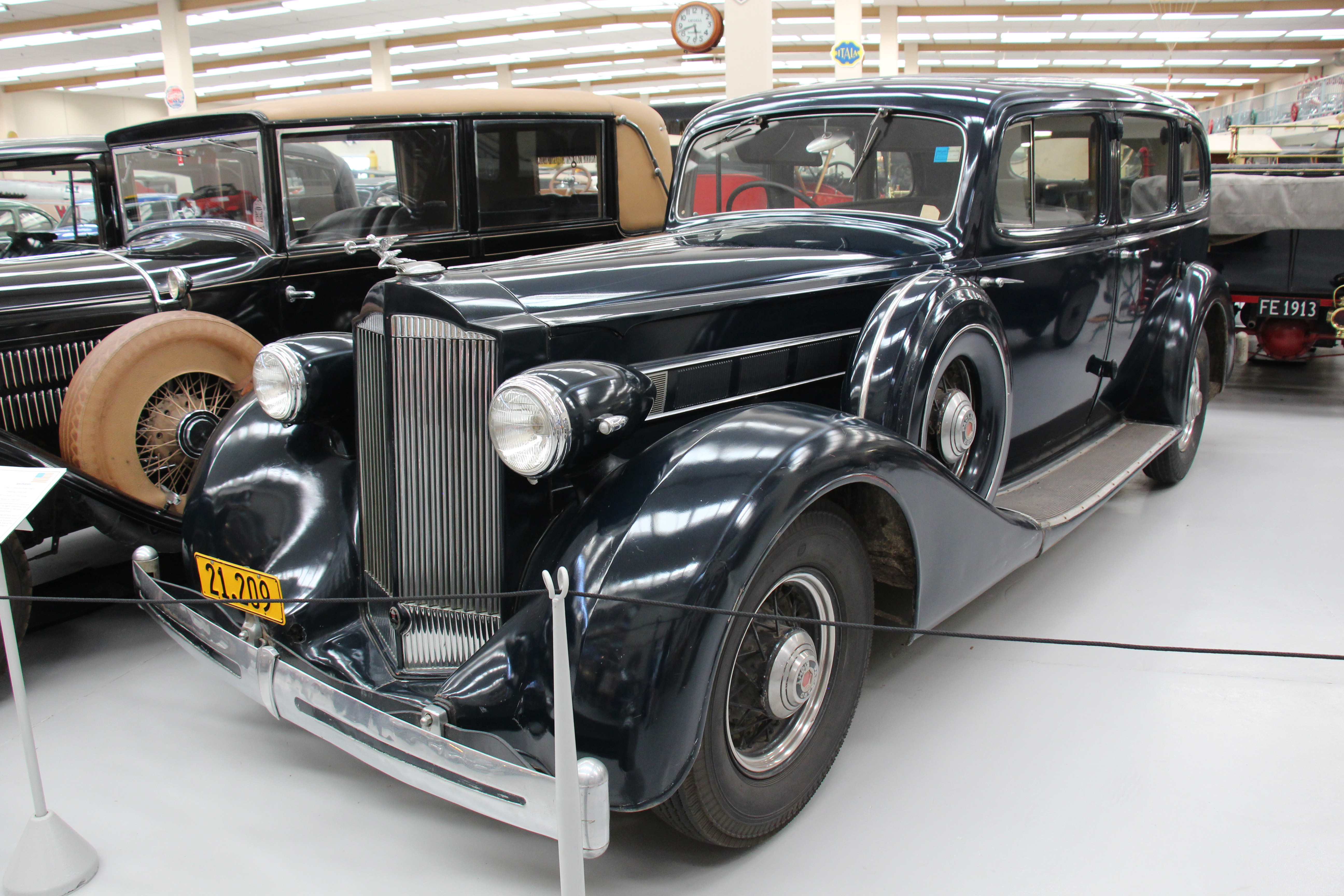
1935 Packard 120 Sedan
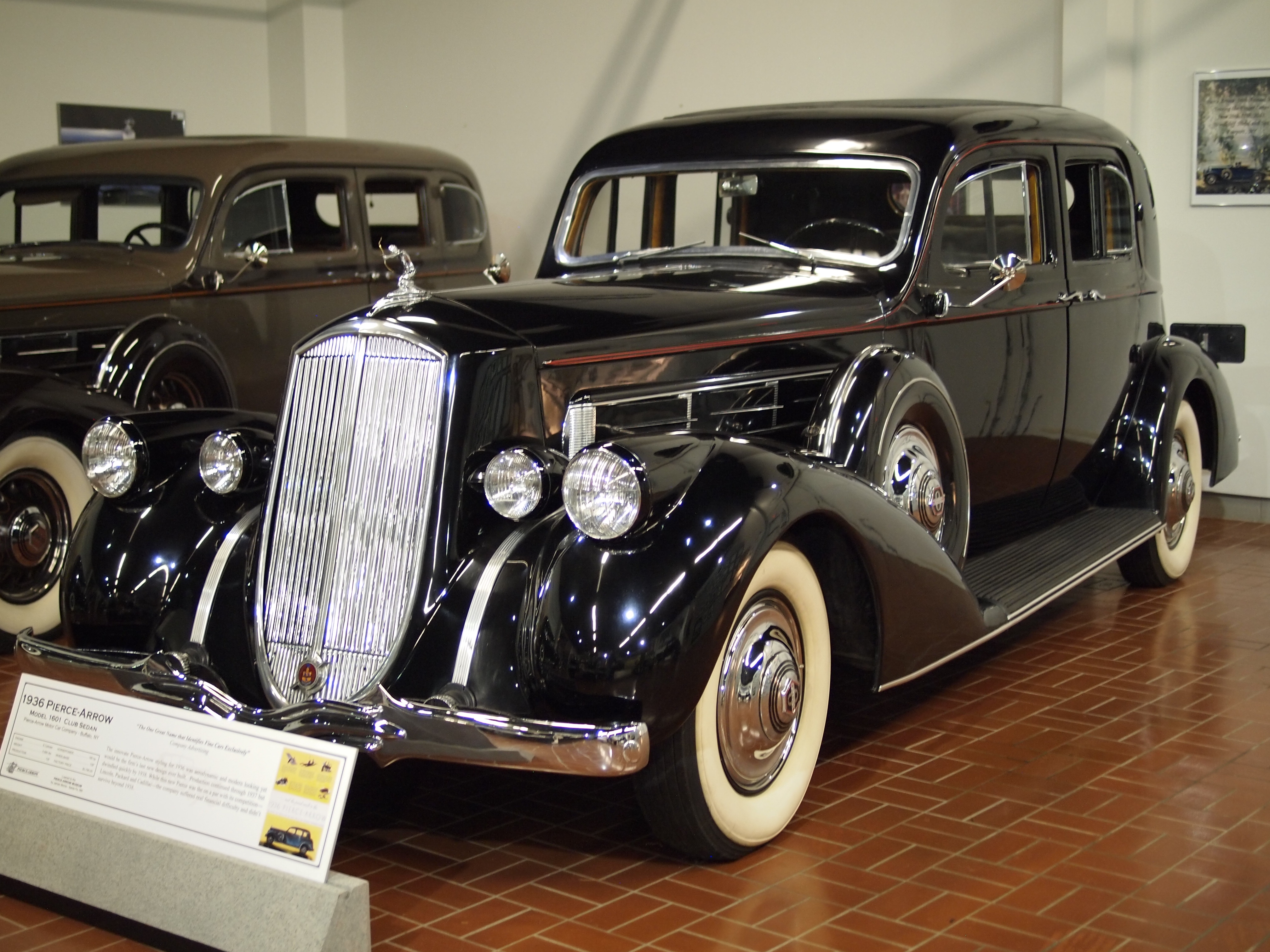
1936 Pierce-Arrow Model 1601 Club Sedan
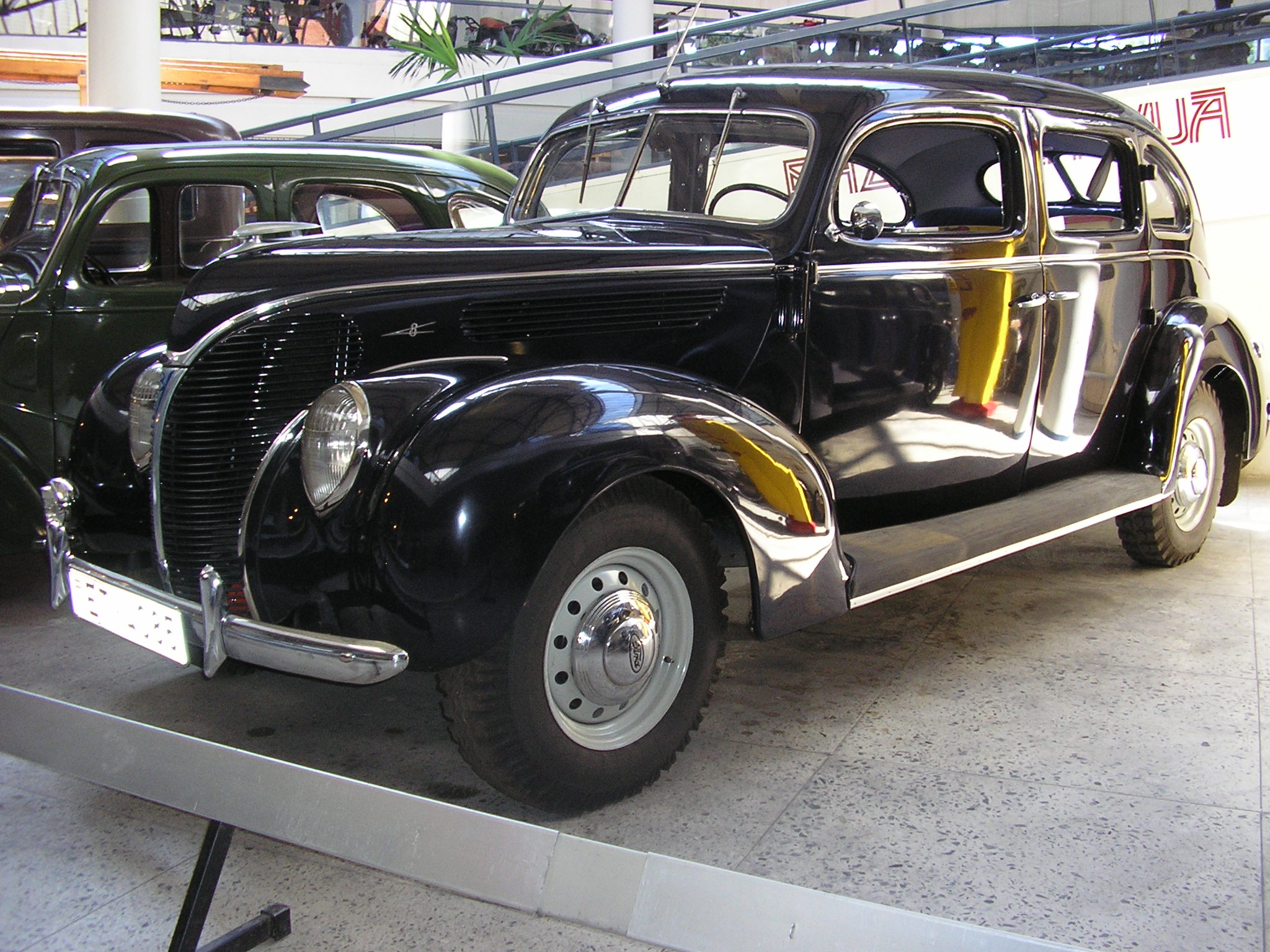
Ford De Luxe (1937—1940)
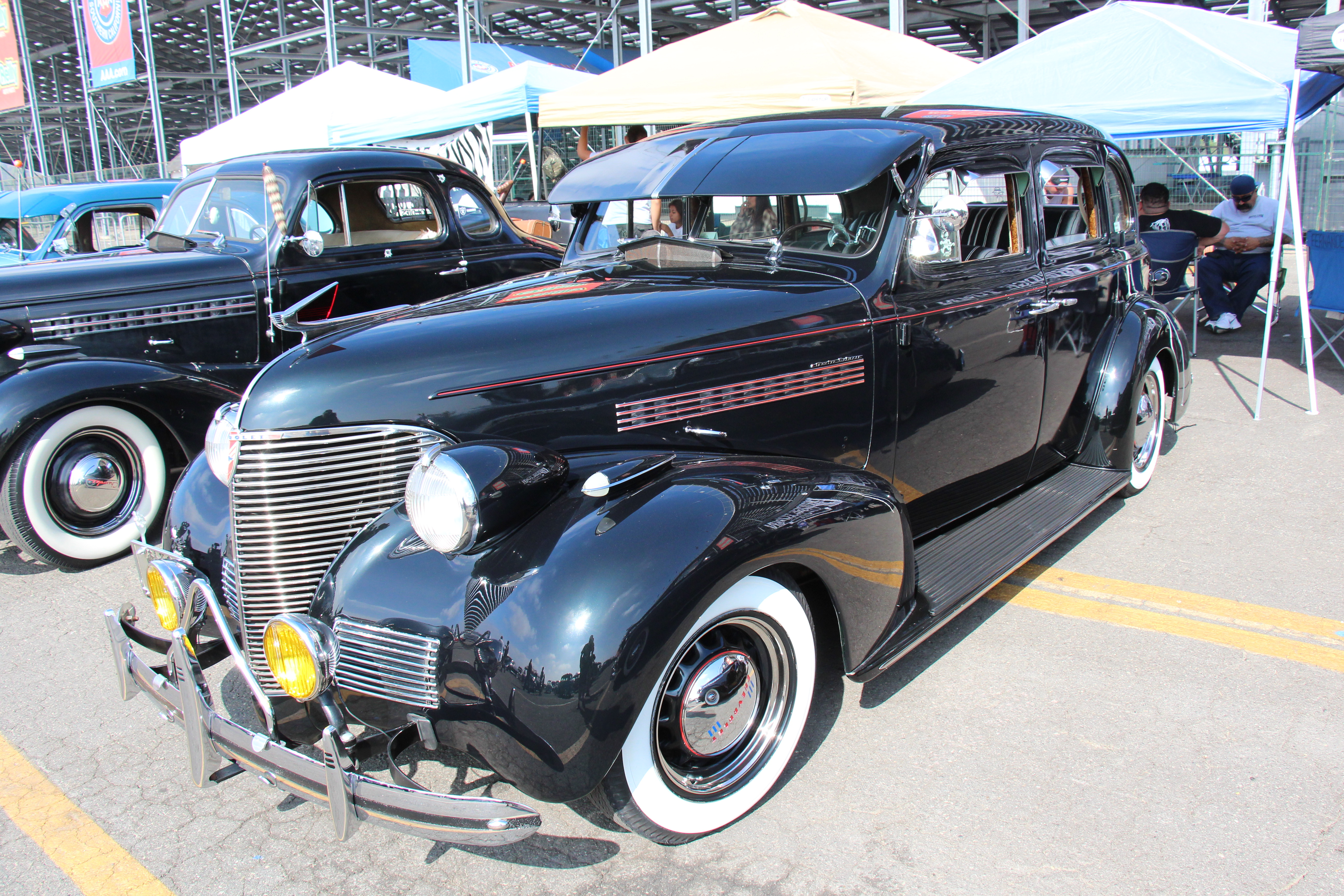
Chevrolet Master (1933—1942)
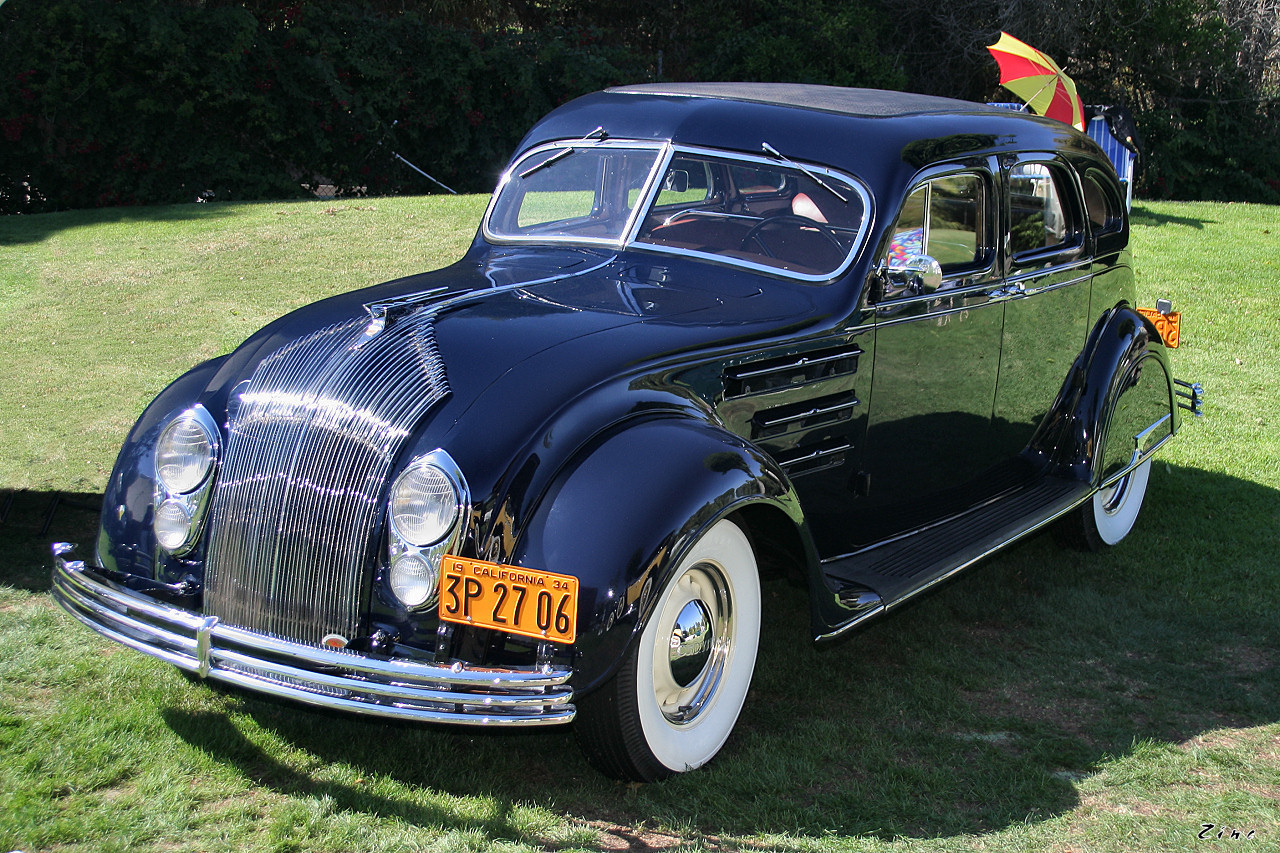
Chrysler Airflow (1934—1937)

### 1945—1950-ті роки
Початкове виробництво автомобілів після Другої світової війни було уповільнене. Проте, американська автомобільна промисловість відображає повоєнне процвітання кінця 1940-х років і 1950-х років. Автомобілі виросли в загальному розмірі, а також в розмірі двигуна протягом 1950-х років.
Chevrolet Corvette і Ford Thunderbird, представлені в 1953 і 1955 роках відповідно, були розроблені, щоб захопити ринок спорткарів. Проте, Thunderbird виріс в розмірах в 1958 році і перетворився в особистий автомобіль підвищеної комфортності (personal luxury car).

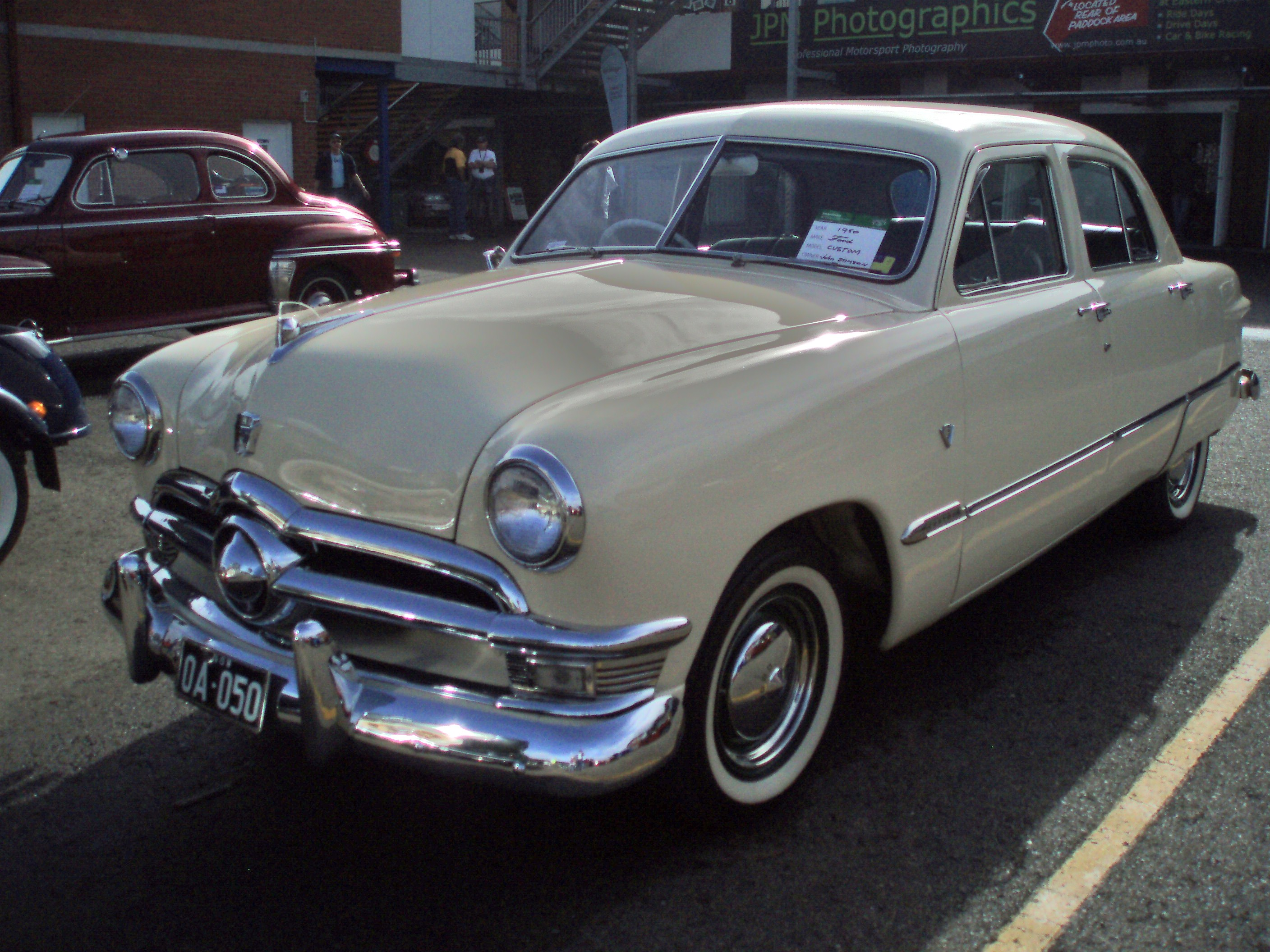
Ford Crestline (1949—1951)
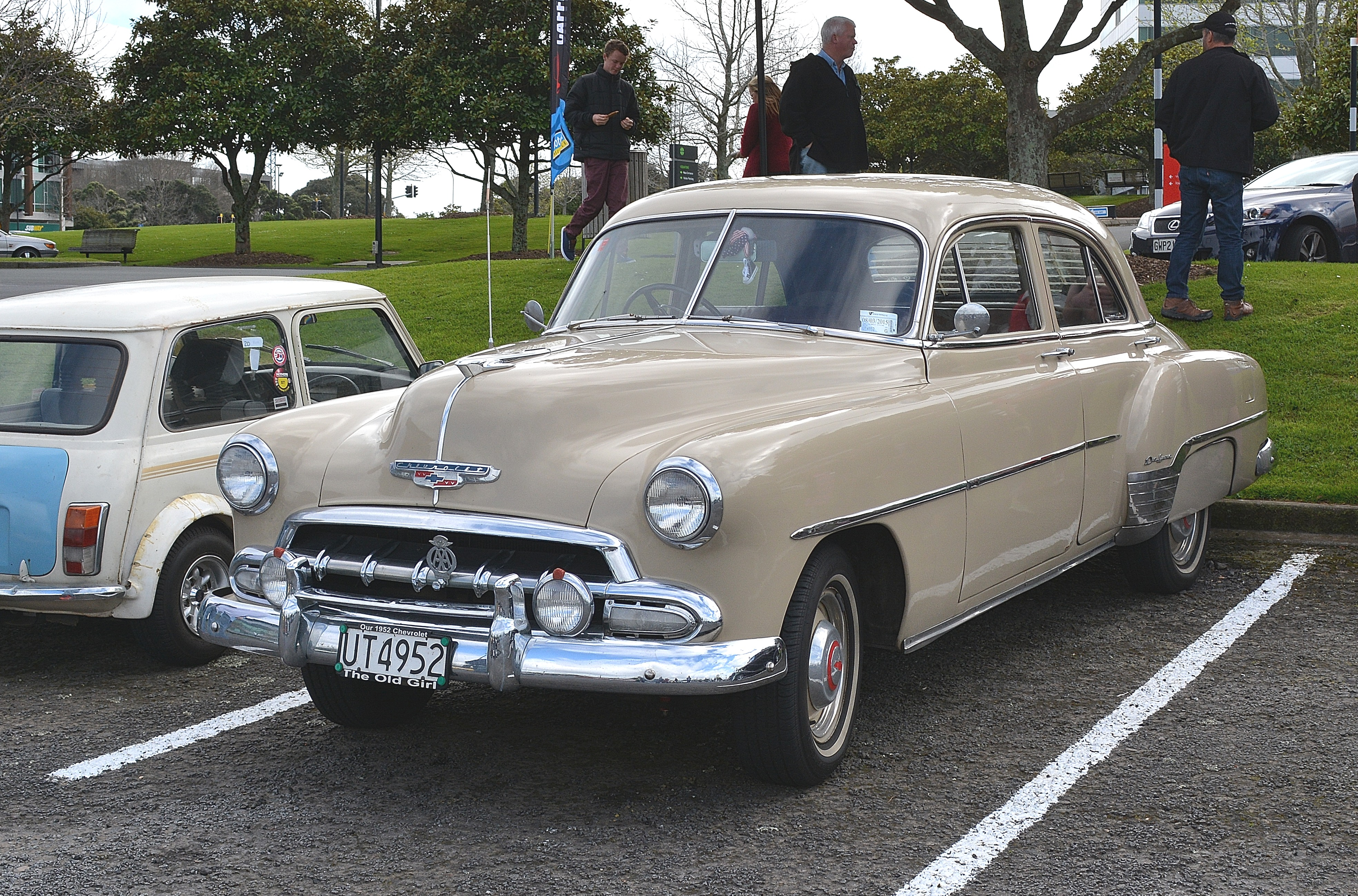
Chevrolet Deluxe (1949—1952)
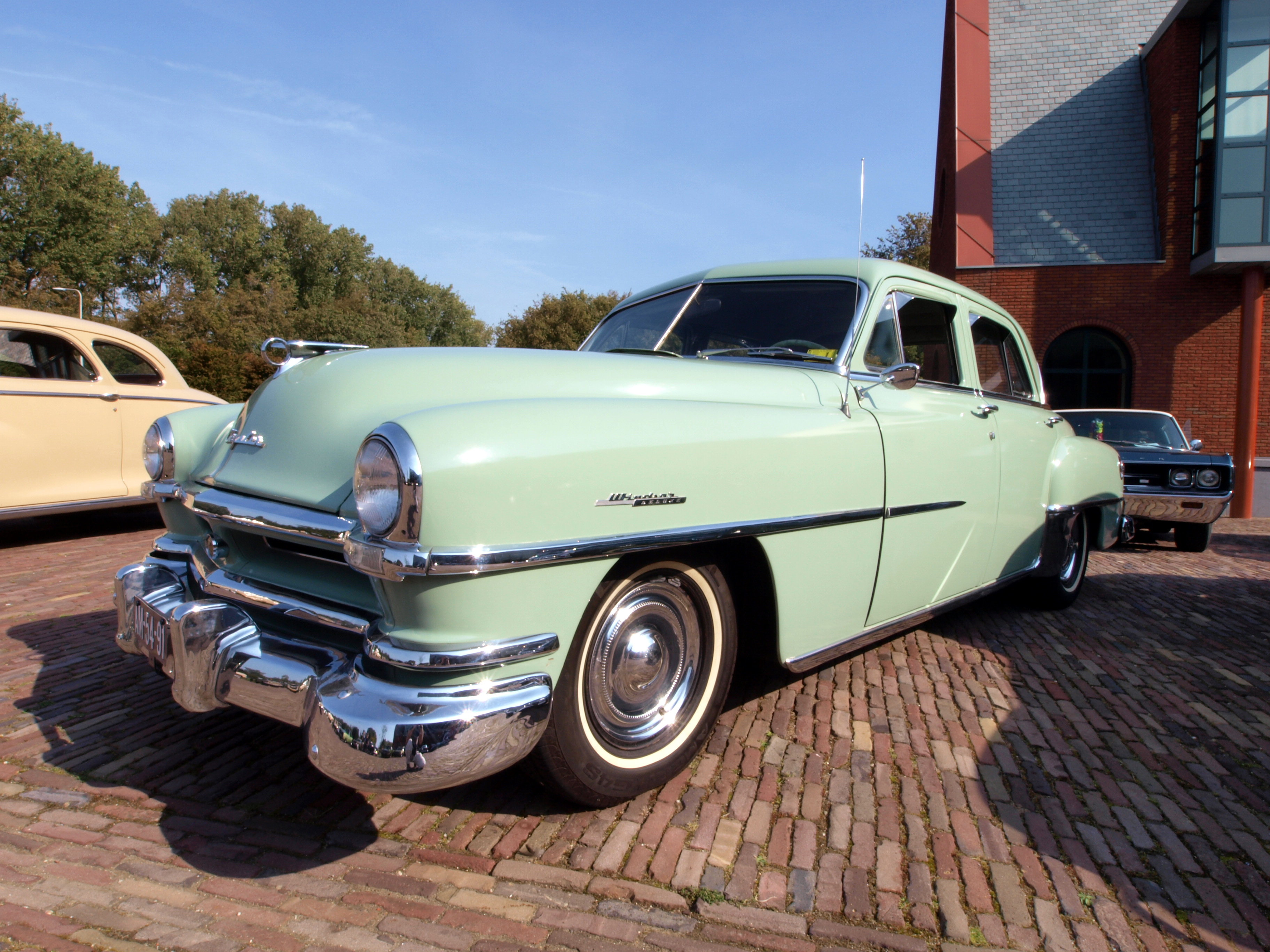
Chrysler Windsor (1953—1954)
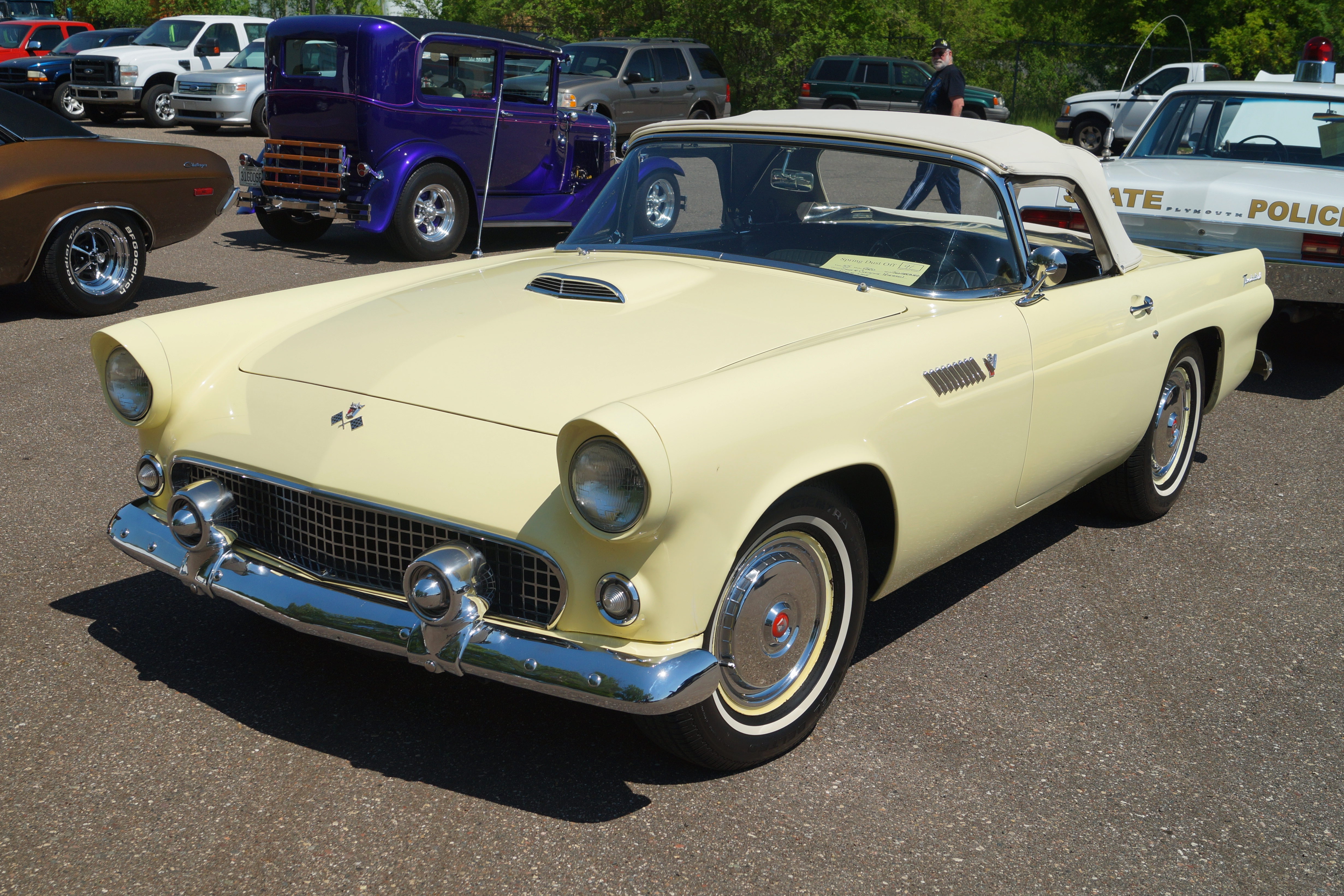
Ford Thunderbird (1955—1957)
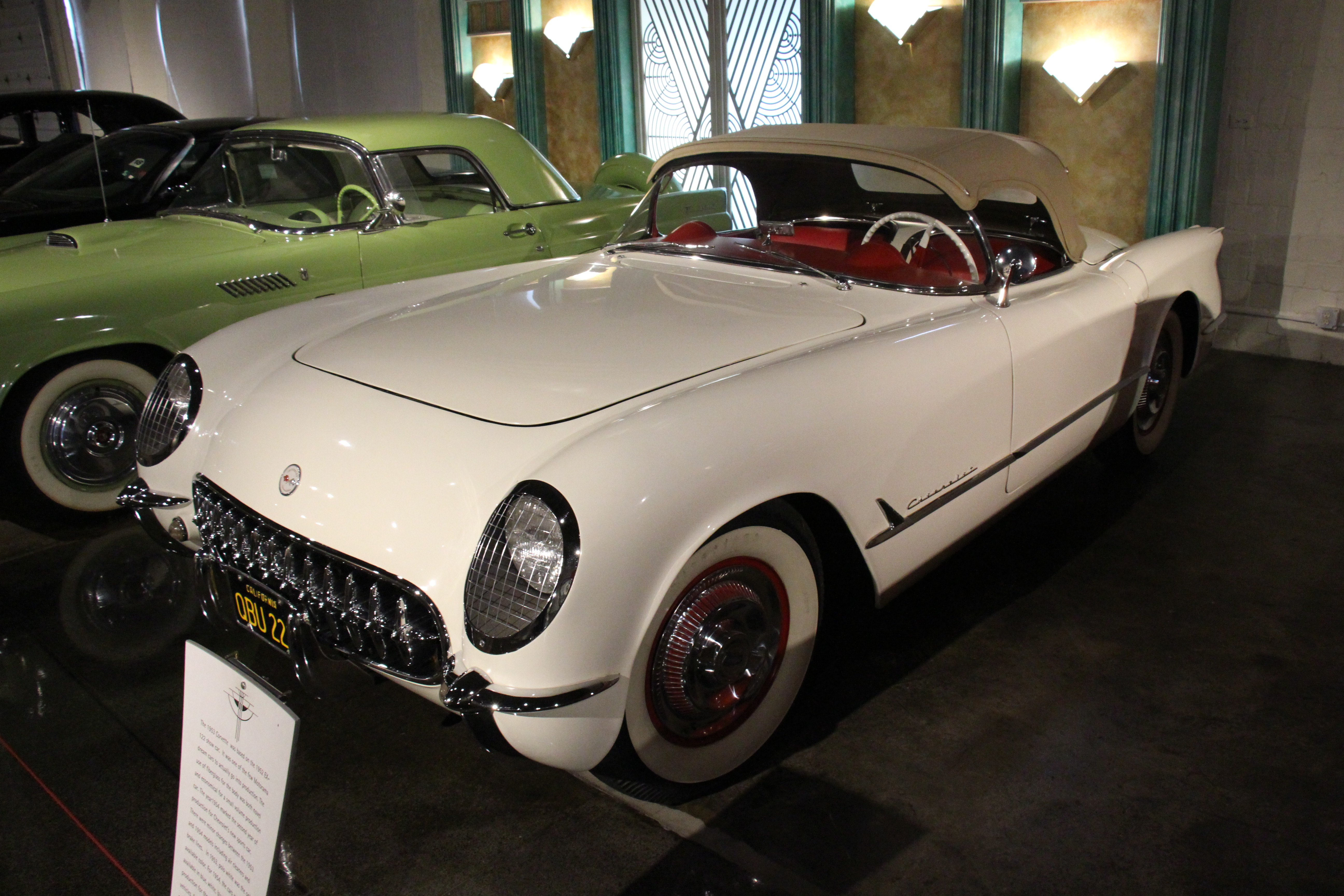
Chevrolet Corvette  (1953—1962)
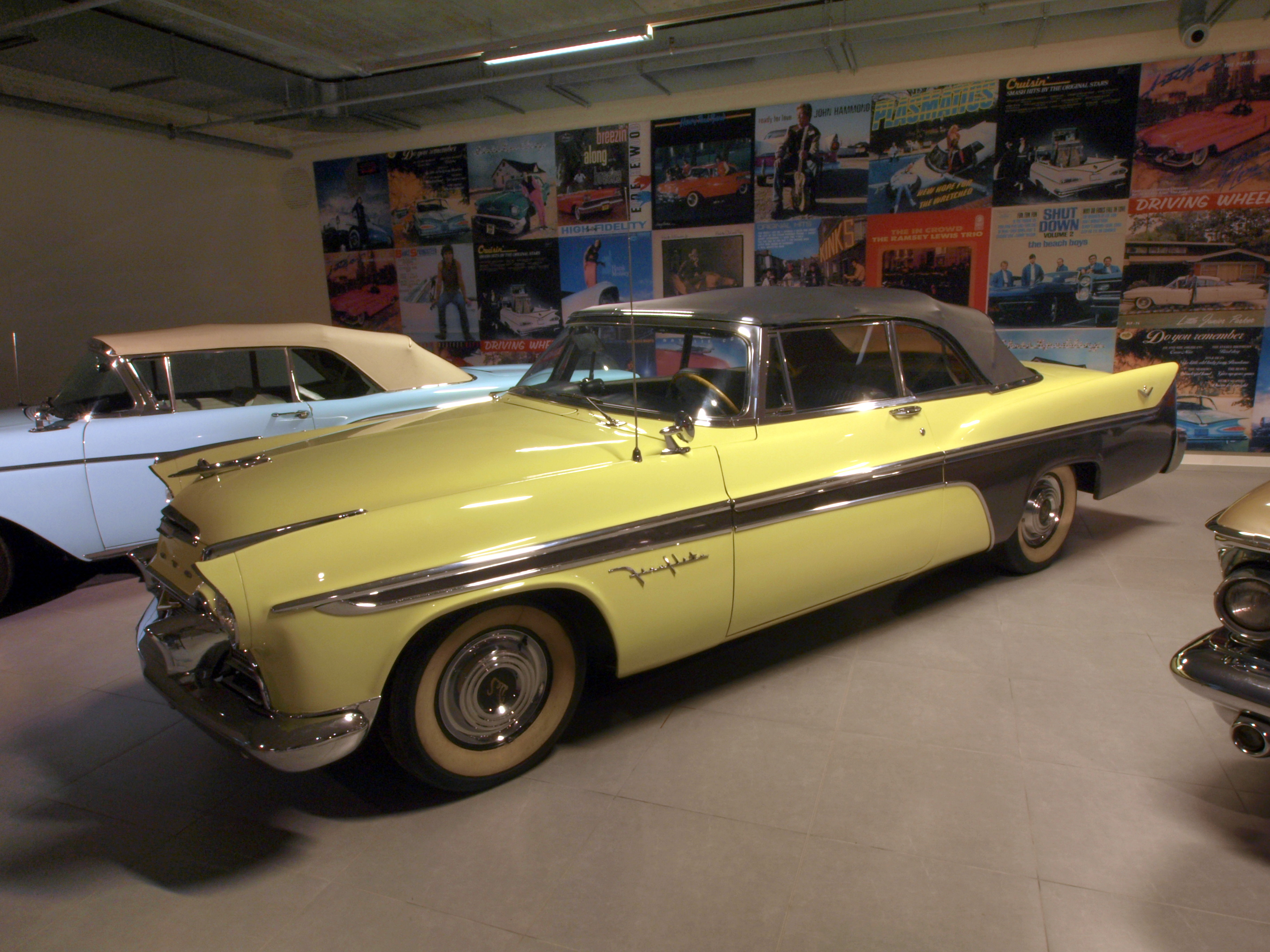
DeSoto Fireflite (1955—1960)

### 1960-ті роки
Великі зміни відбуваються у розвитку автомобілебудування в 1960-ті роки, а «Велика трійка» займає домінуюче становище в промисловості. Volkswagen Beetle був бестселером.
До 1960 року Rambler був третім найпопулярнішим автомобільним брендом в Сполучених Штатах після Ford та Chevrolet. У відповідь на це місцеві автовиробники розробили автомобілі компактного розміру, такі як Ford Falcon, Chevrolet Corvair, Studebaker Lark і Plymouth Valiant.
Понікари були представлені в 1964 році з появою Ford Mustang. Цей автомобіль поєднував спортивний довгий капот, невелику задню частину кузова і невелике заднє сидіння. Автомобіль виявився вельми успішним і невдовзі виникли імітатори, в тому числі Chevrolet Camaro, Pontiac Firebird, Plymouth Barracuda (фактично представлений за два тижні до Ford Mustang) і Dodge Challenger, AMC Javelin і AMC AMX, а також «люкс» версія Ford Mustang — Mercury Cougar.
Маслкари також були представлені в 1964 році з появою Pontiac GTO. Вони поєднали середньорозмірний корпус з високою вихідною потужністю двигуна. Конкуренти також були швидко представлені, в тому числі Chevrolet Chevelle SS, Dodge R/T (Coronet і Charger), Plymouth Road Runner/GTX, Ford Torino, та AMC SC/Rambler.

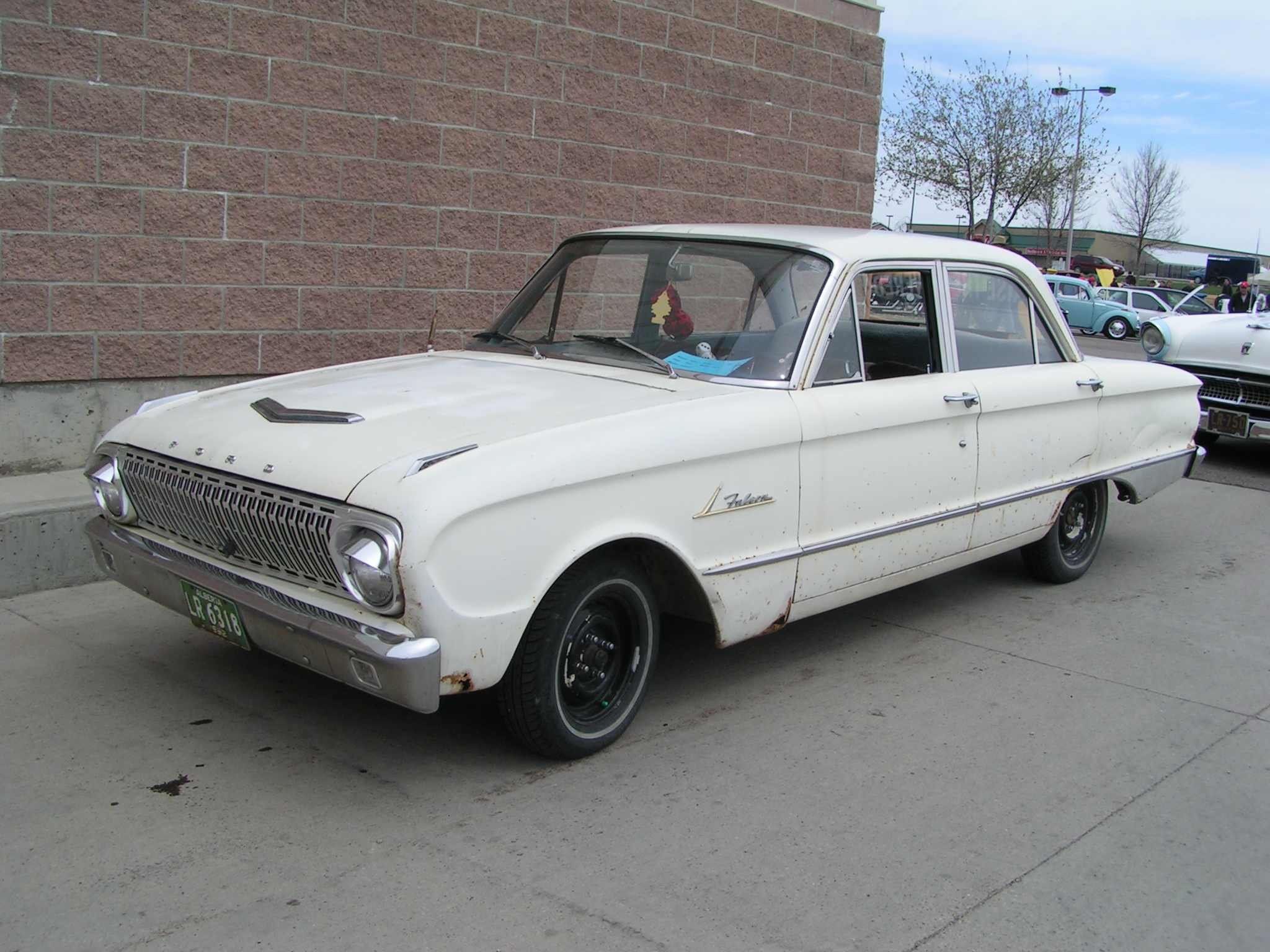
Ford Falcon (1960—1963)
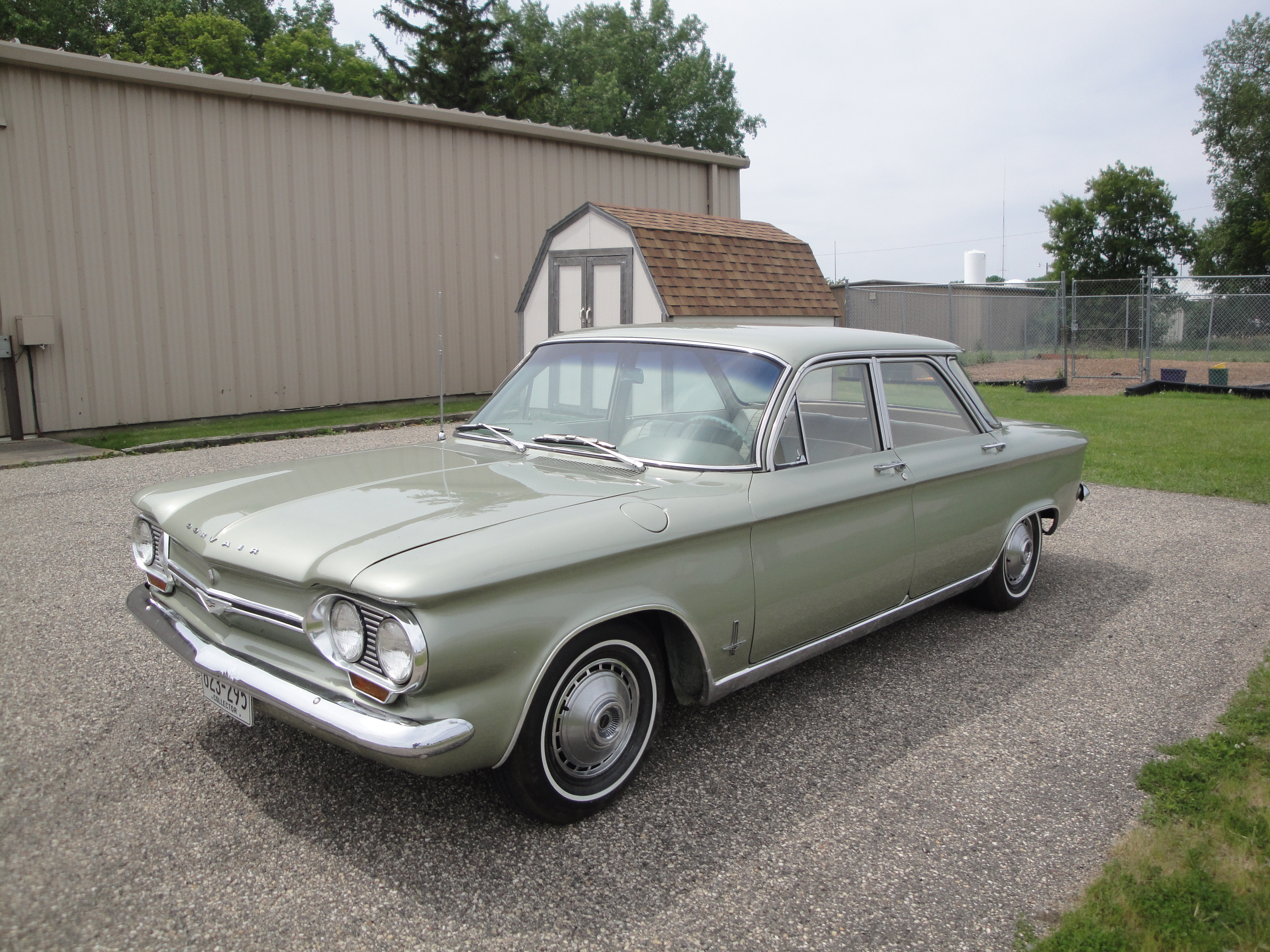
Chevrolet Corvair (1960—1964)
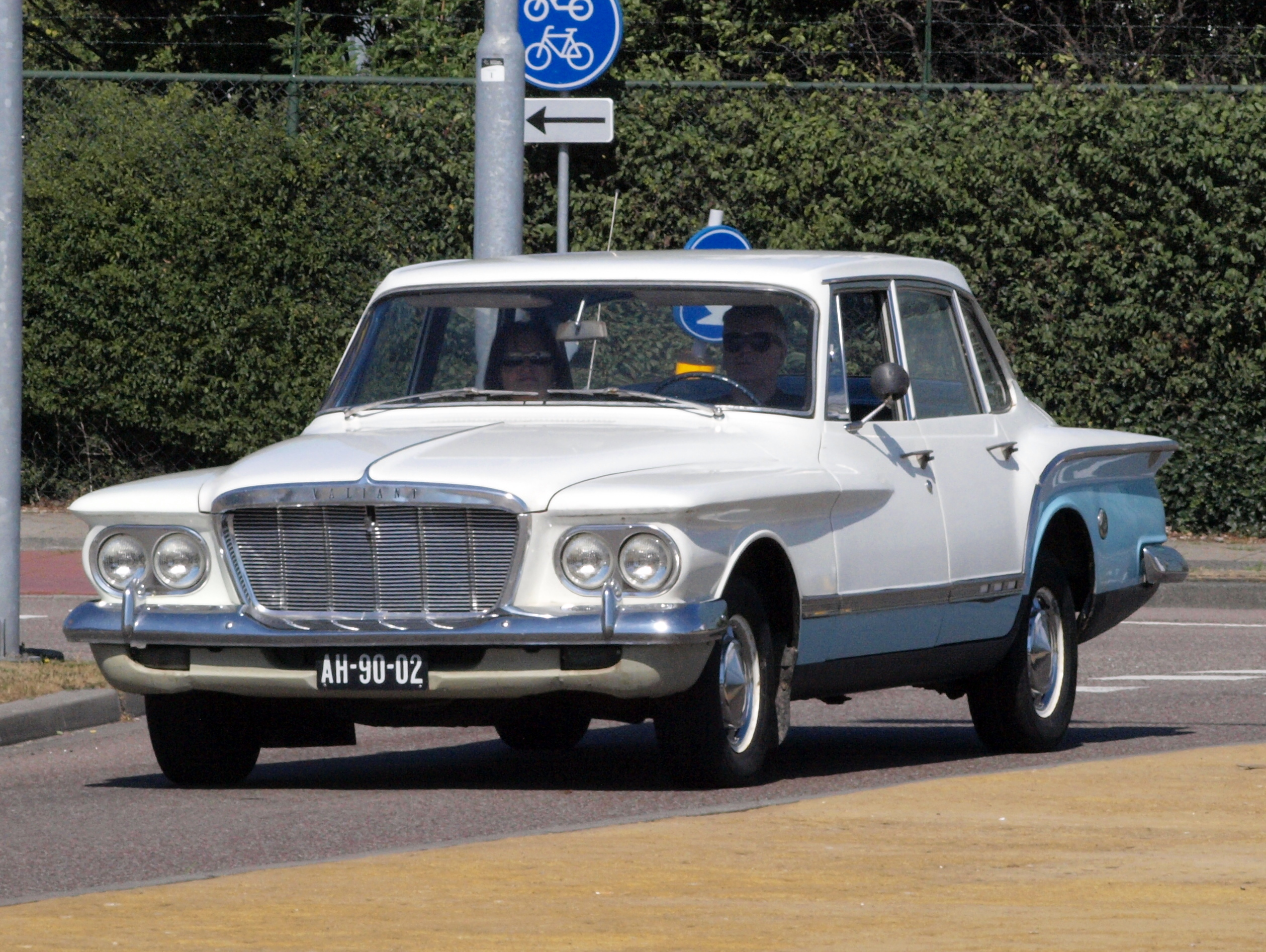
Chrysler/Plymouth Valiant (1960—1962)
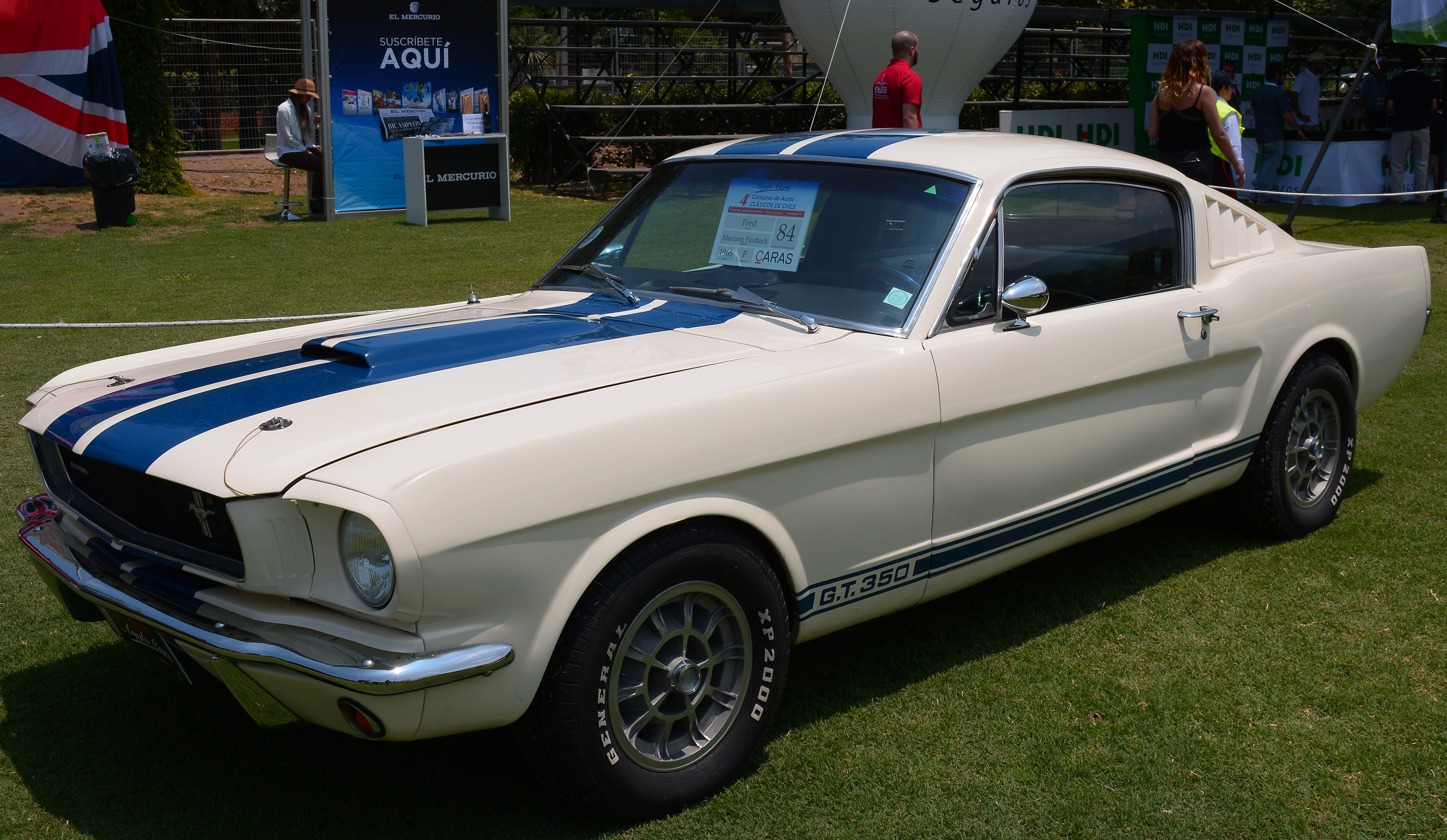
Ford Mustang (1964—1973)
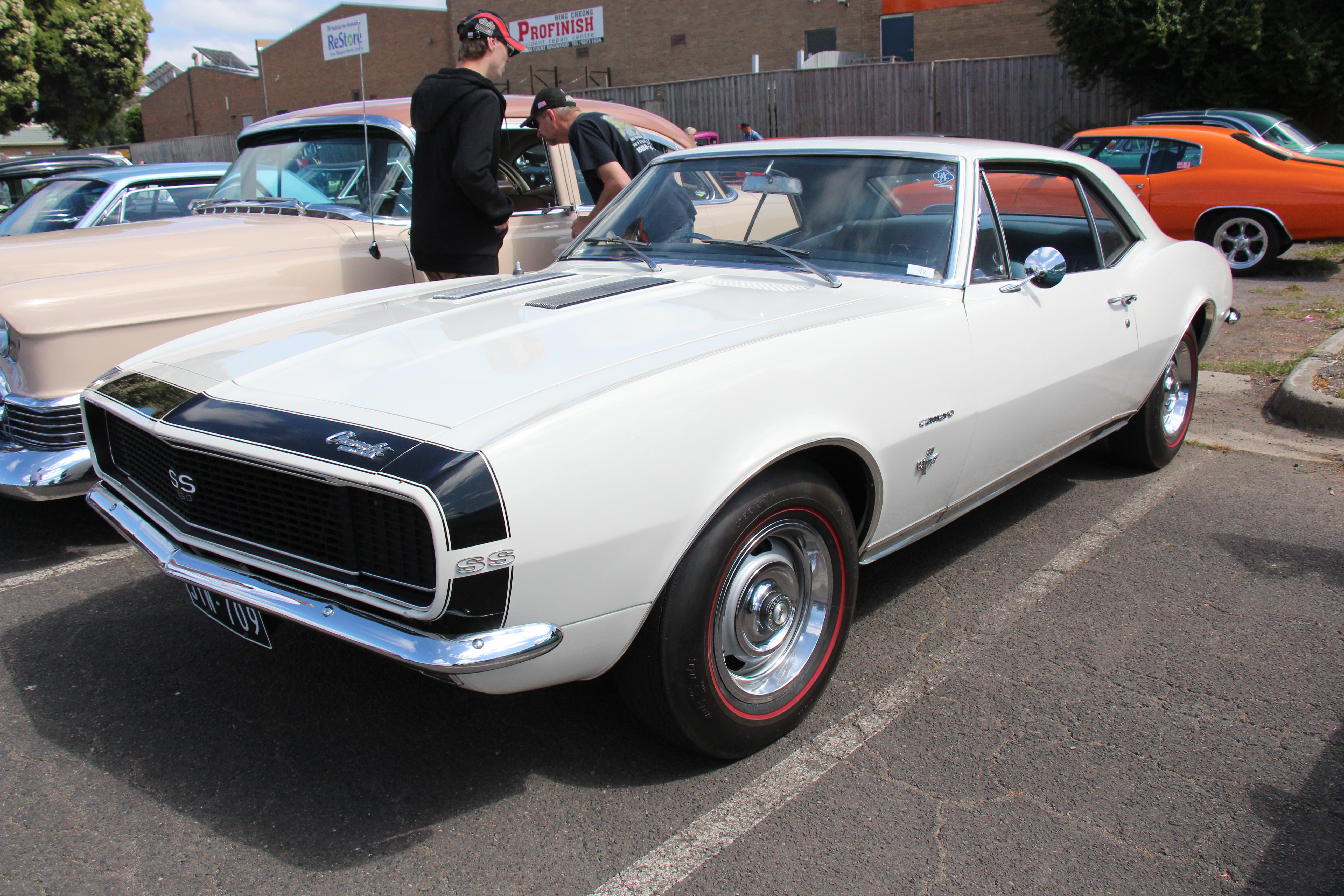
Chevrolet Camaro (1967—1969)
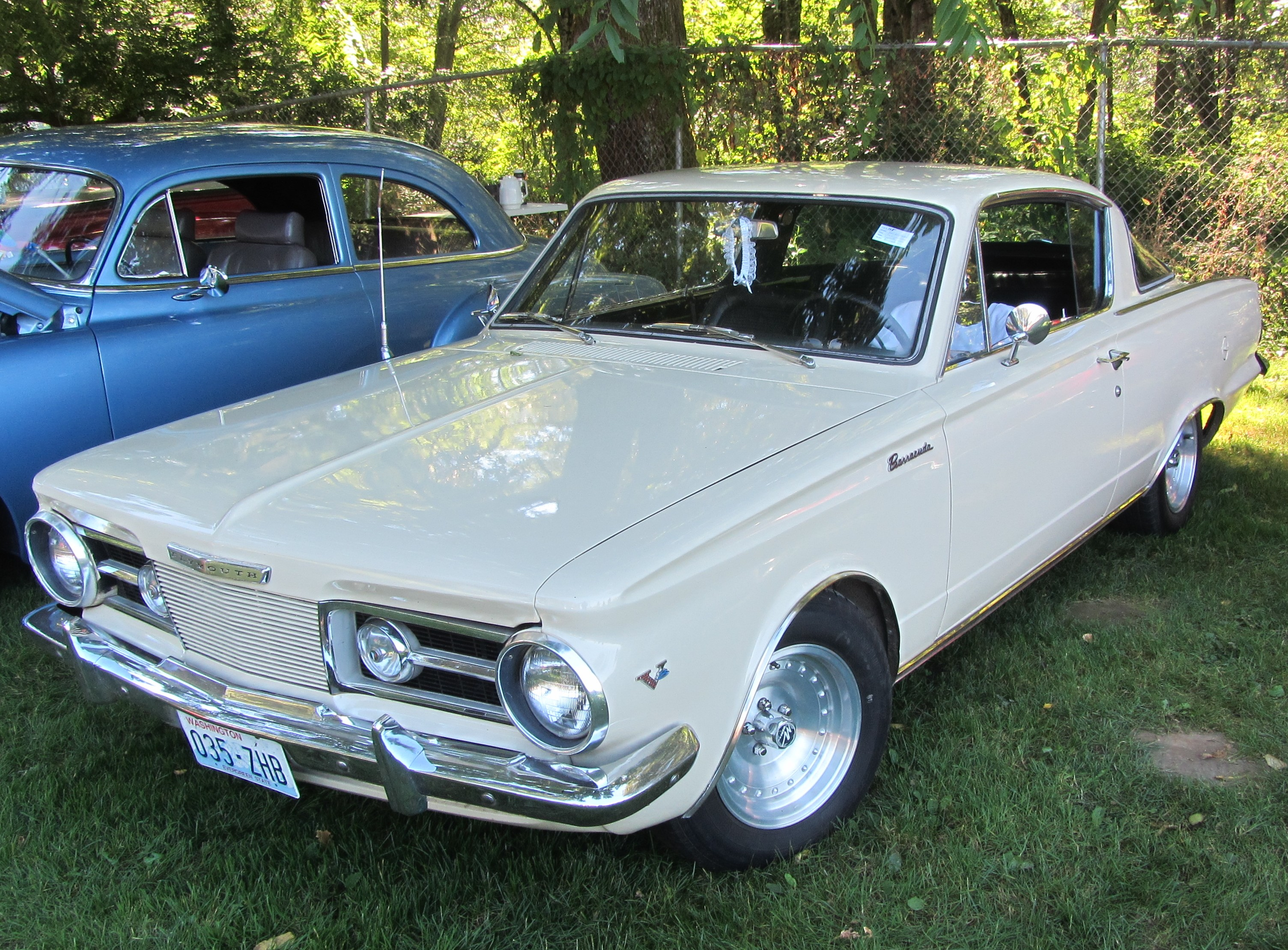
Plymouth Barracuda (1964—1966)

### 1970-ті роки
До 1969 року, імпортні виробники автомобілів (в першу чергу Volkswagen і Toyota) збільшили свою частку на автомобільному ринку США. У відповідь на це, місцеві виробники автомобілів представили нові компактні і субкомпактні автомобілі, такі як Ford Pinto і Ford Maverick, Chevrolet Vega та AMC Gremlin, AMC Hornet і AMC Pacer.
Першим серйозним ударом по Великій трійці стала Нафтова криза 1973 року, яка викликала 4-кратне зростання цін на нафту, що призвело до політики зменшення розмірів кузовів і обмеження потужності багатолітрових двигунів американських легкових автомобілів, а друга нафтова криза 1979—1980 років через Ірано-іракську війну призвела до різкого зльоту цін на пальне і введення корпоративних норм обмеження витрати палива (Corporate Average Fuel Economy, CAFE), а також до значного посилення конкуренції на американському ринку з боку іноземних виробників компактних і економічних автомобілів. Це змусило Велику трійку перевести основну частину своїх модельних лінійок на передній привід і почати впровадження систем упорскування пального, що збіглося з посиленням екологічного контролю та широким застосуванням систем каталітичних нейтралізаторів.

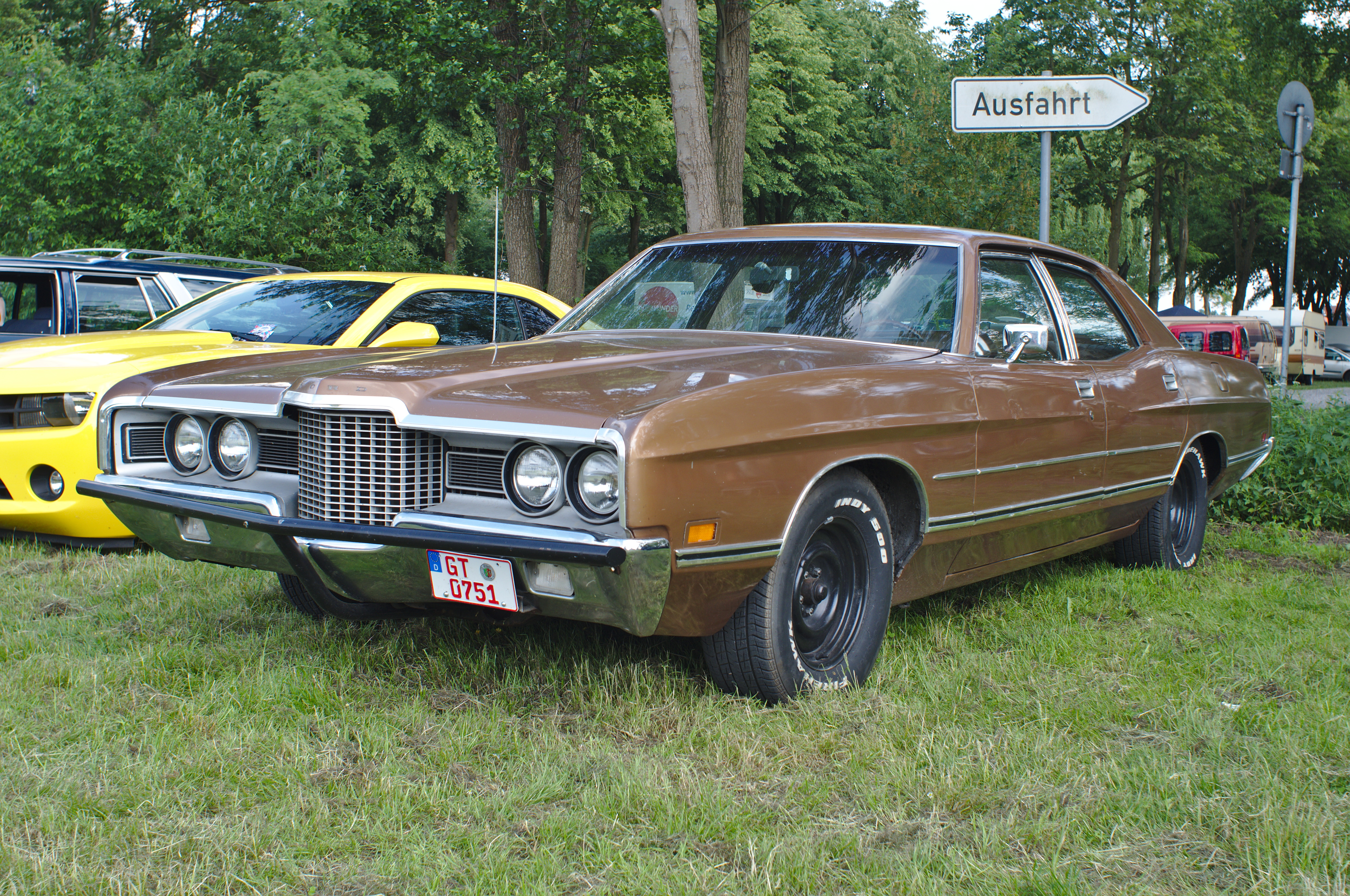
Ford LTD (1968—1978)
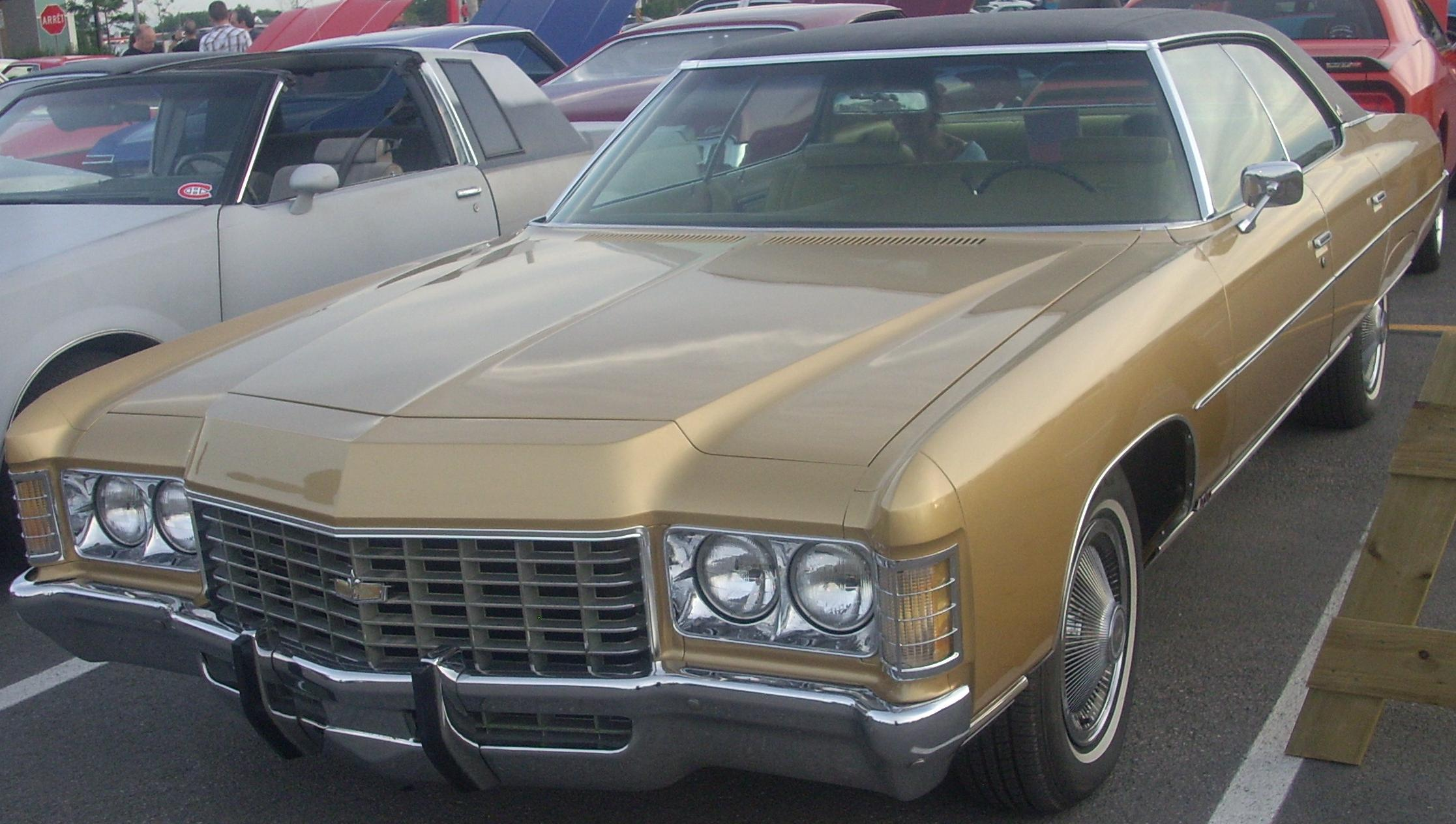
Chevrolet Caprice (1970—1976)
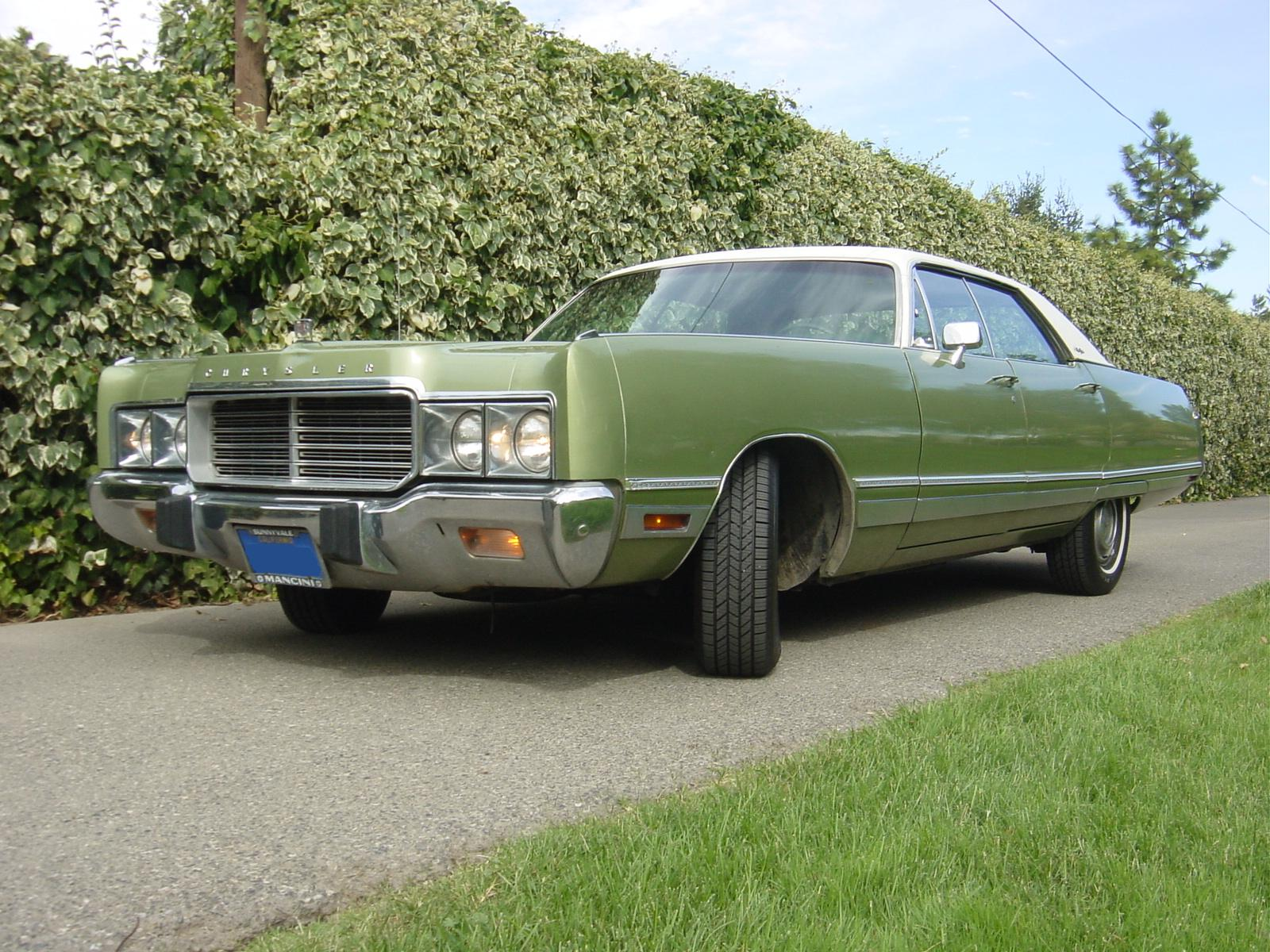
Chrysler New Yorker (1969—1973)
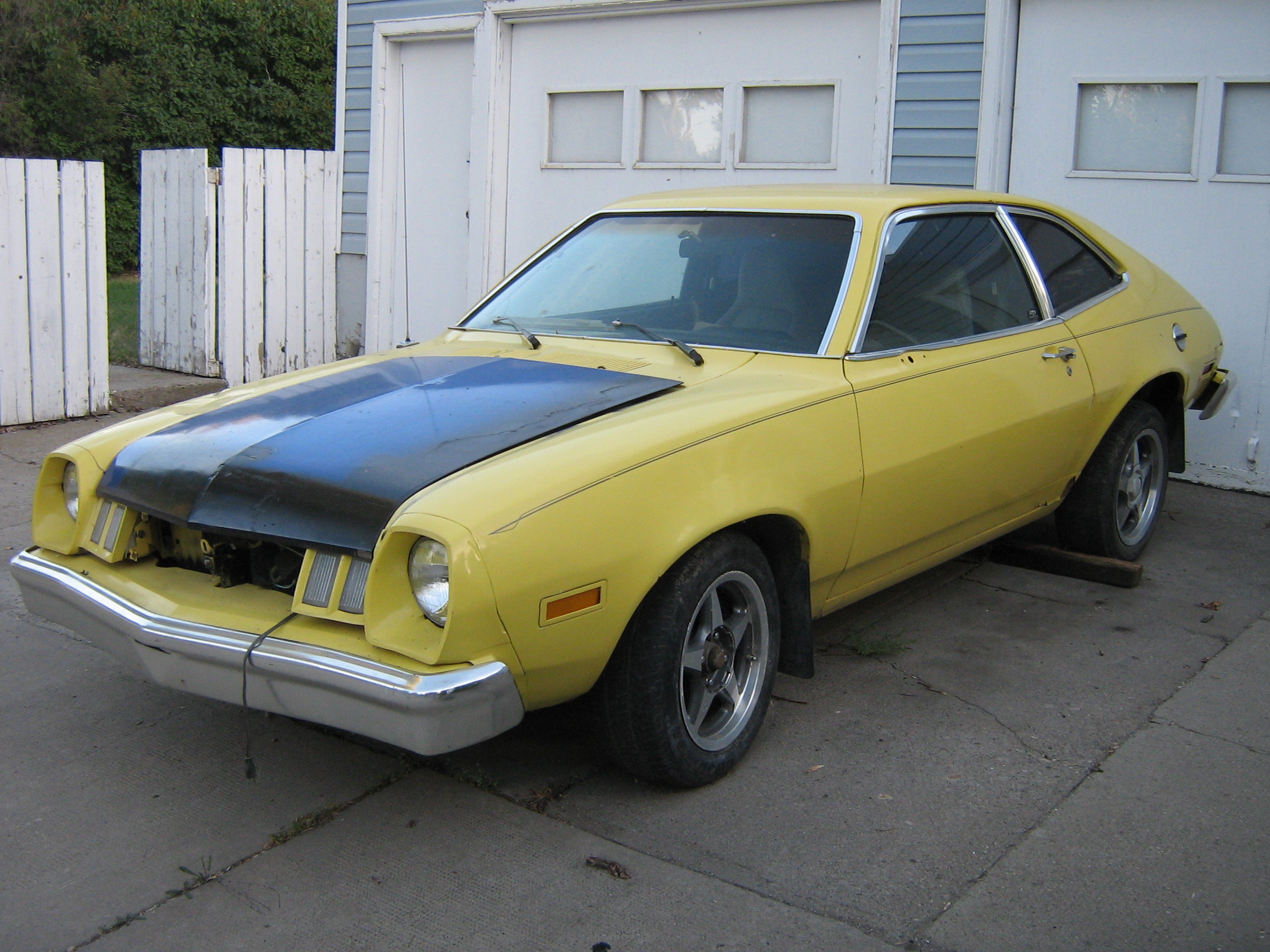
Ford Pinto (1970—1980)
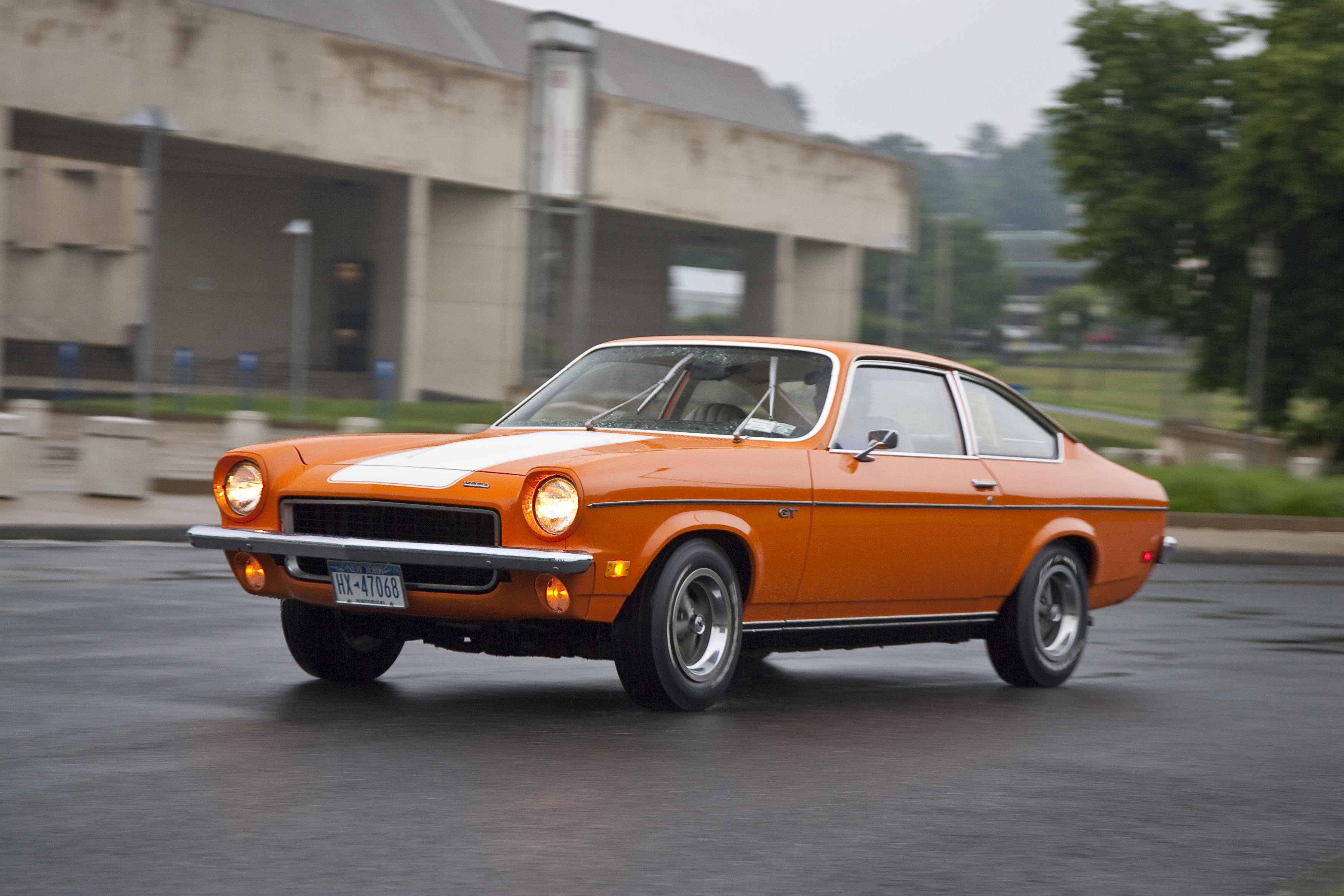
Chevrolet Vega (1970—1977)
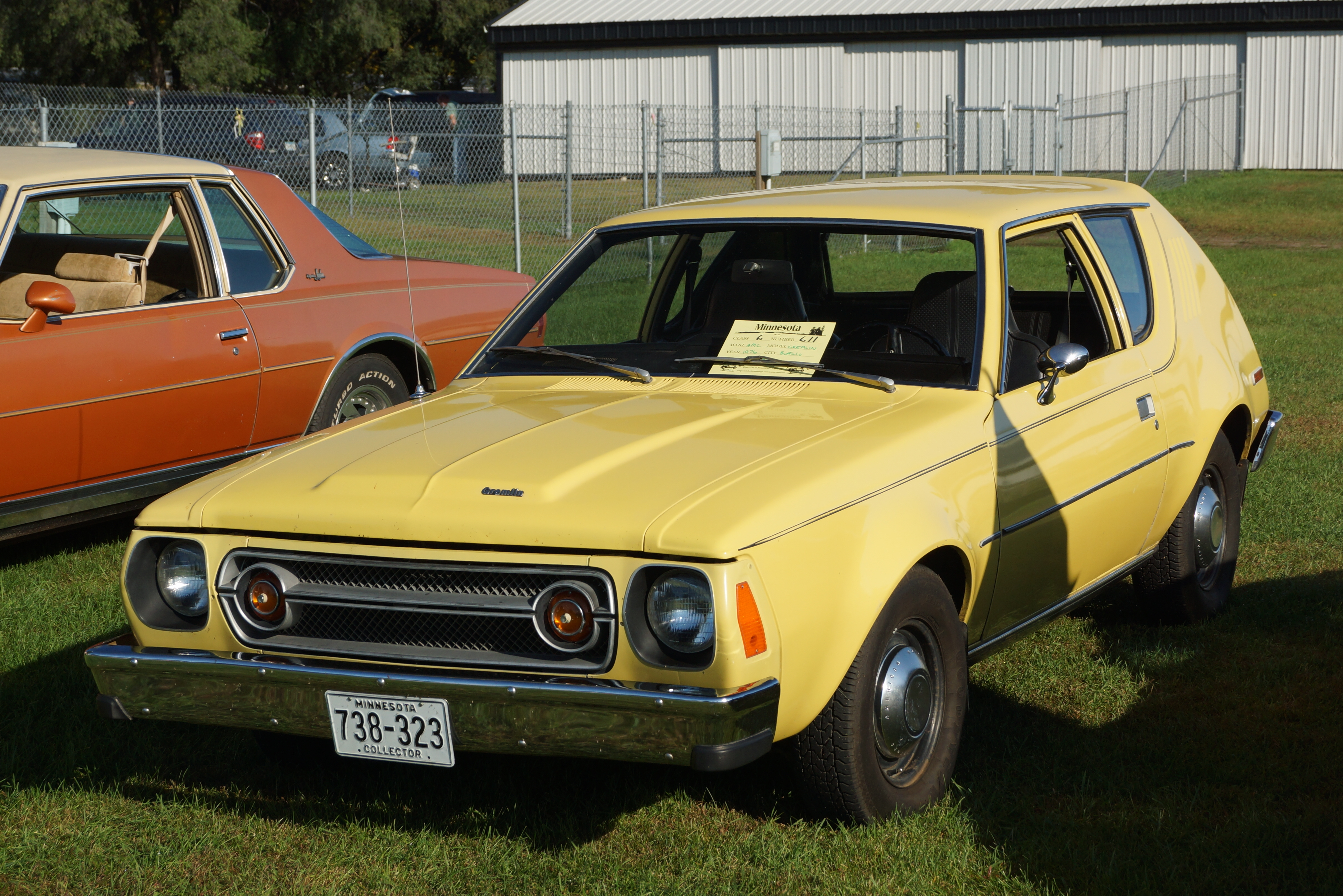
AMC Gremlin (1970—1978)

### 1980-ті роки
До середини 1980-х років ціни на нафту різко впали, допомагаючи привести до активізації американської автомобільної промисловості. У той час як Ford і Chrysler скорочували витрати виробництва, GM вкладає значні кошти в нові технології.
У 1980-х також з'явився новий клас економічних сімейних мінівенів, наприклад, проект Chrysler T115. На початку 1980-х японські виробники Honda, Toyota і Suzuki організували в США складальні філії, а відстала у впровадженні сучасних технологій Велика трійка почала створювати з ними спільні підприємства, наприклад, NUMMI — СП між GM і Toyota в Каліфорнії. Ряд виробників вантажівок Autocar, Freightliner, Mack, Navistar втратили самостійність, фактично ставши філіями європейських компаній Volvo Trucks, Mercedes-Benz. Позбулася виробництва важких вантажівок і Велика трійка.

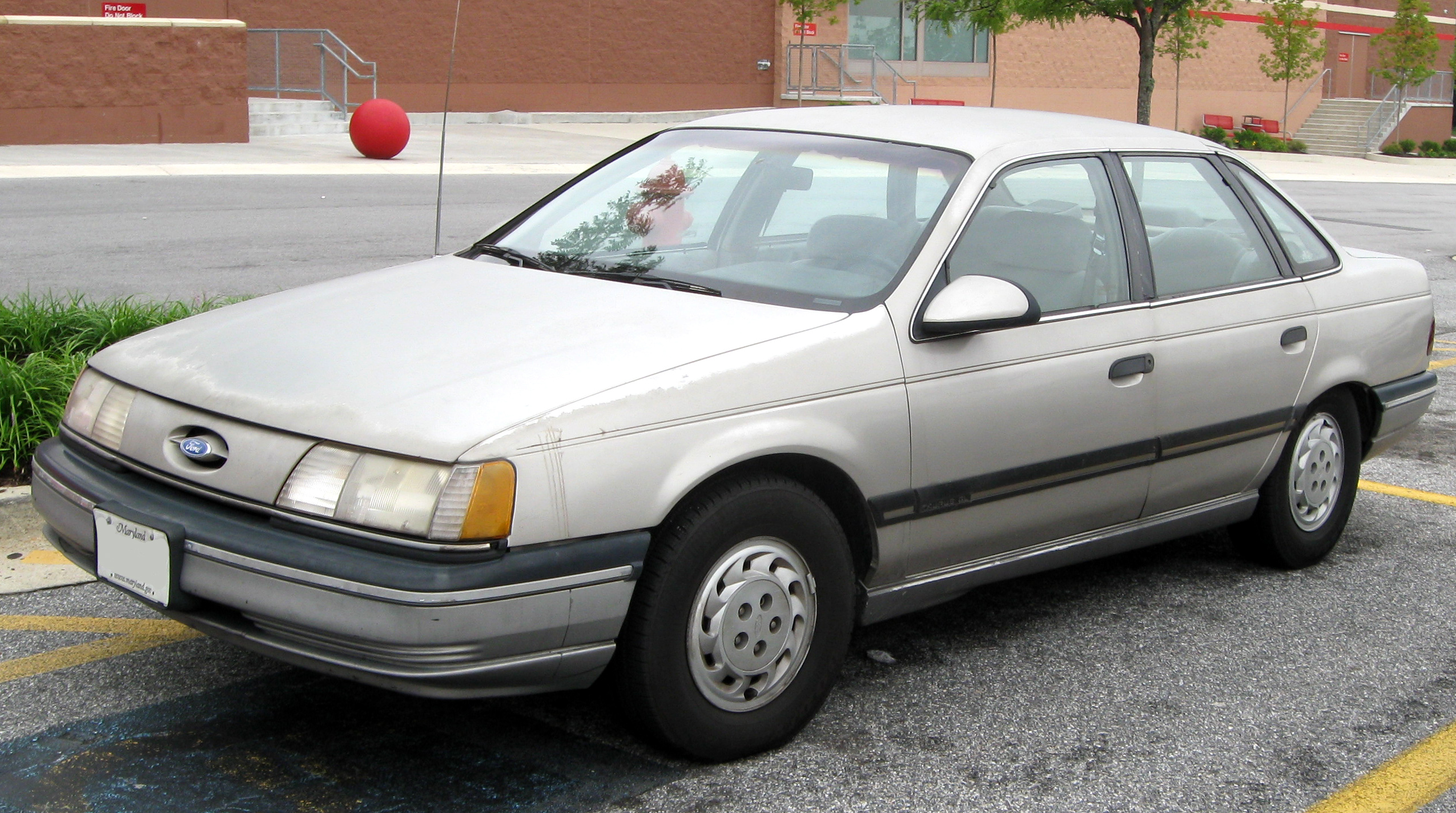
Ford Taurus (1985—1991)
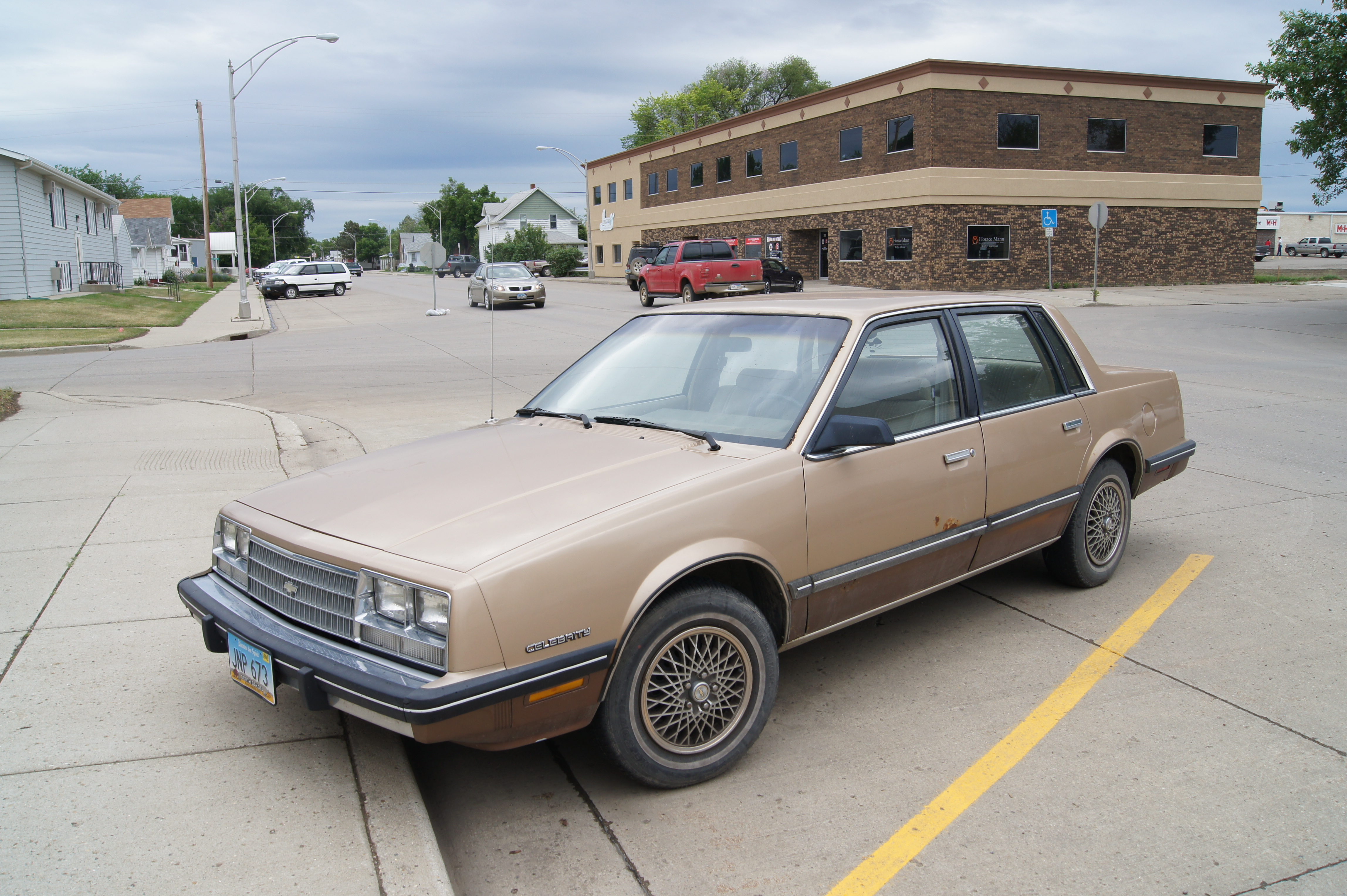
Chevrolet Celebrity (1982—1990)
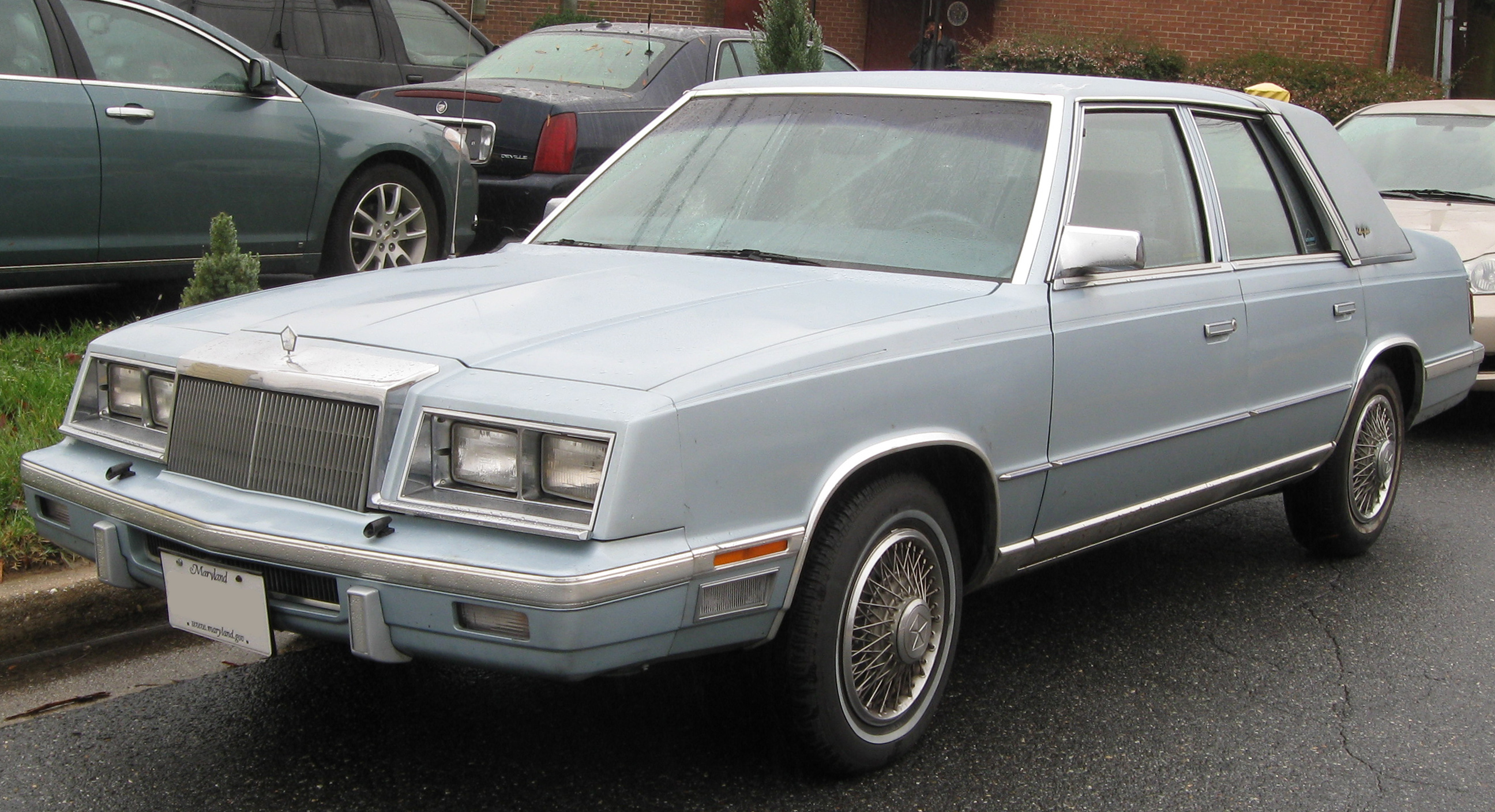
Chrysler New Yorker (1983—1988)
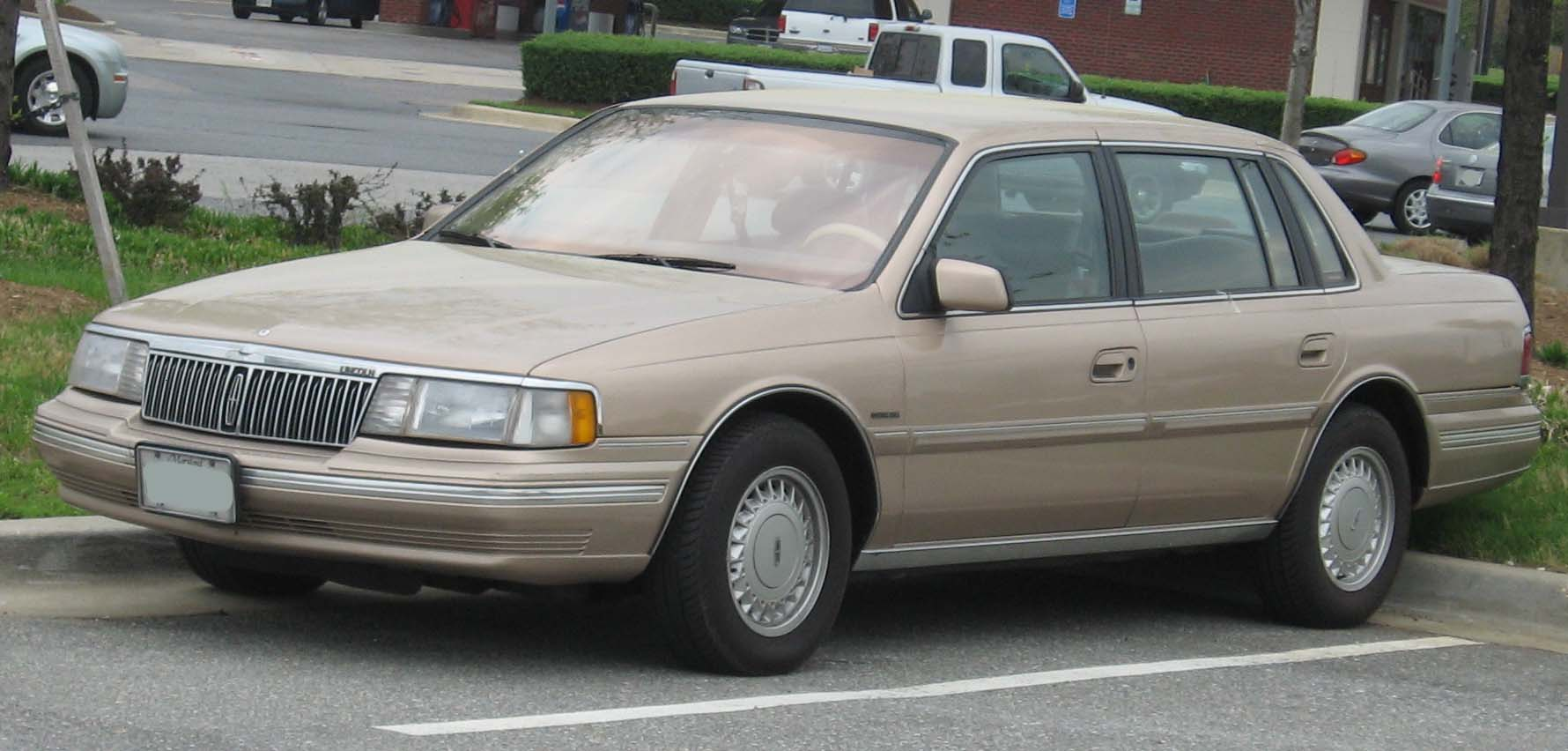
Lincoln Continental (1988—1994)
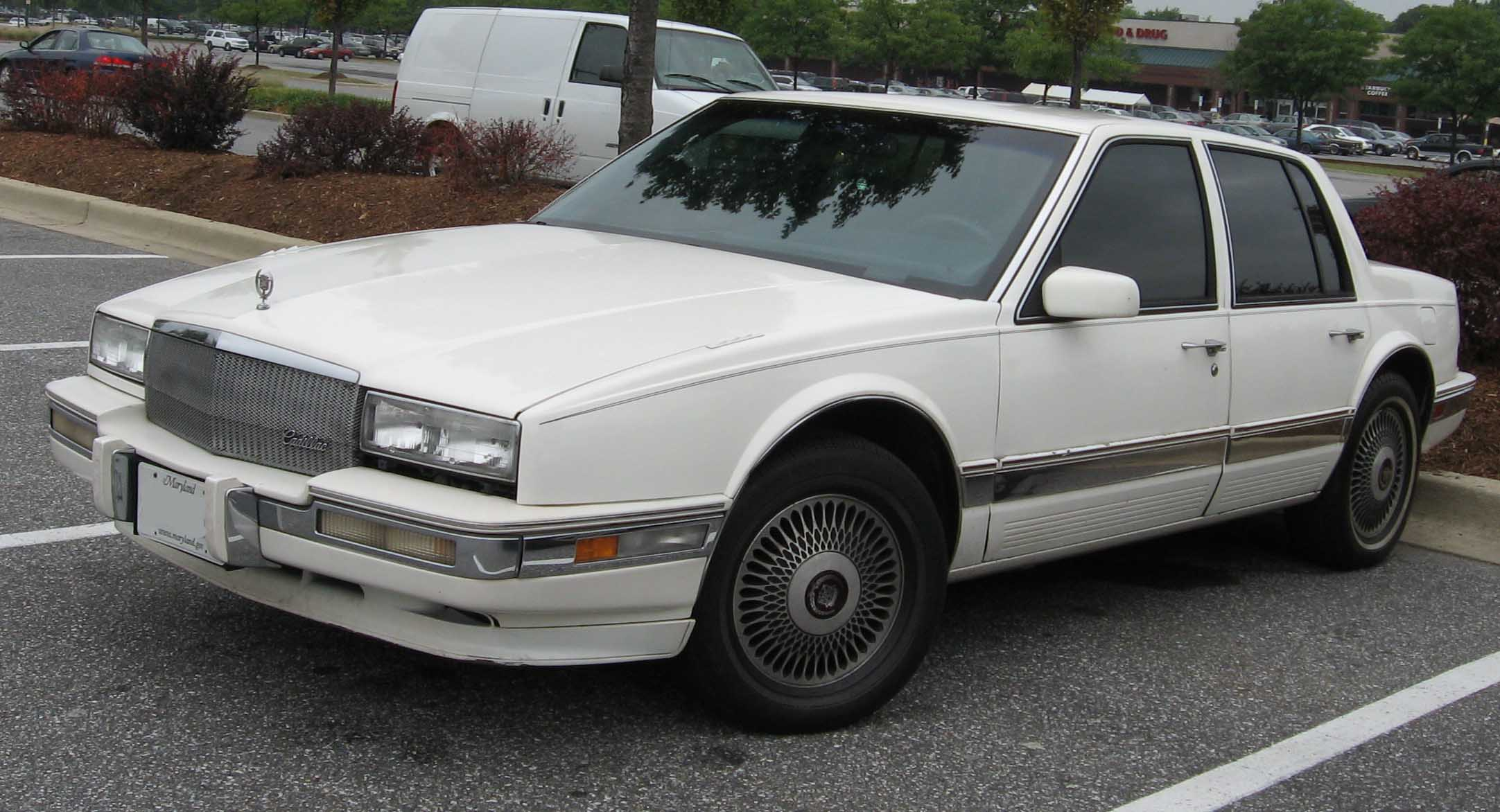
Cadillac Seville (1986—1991)
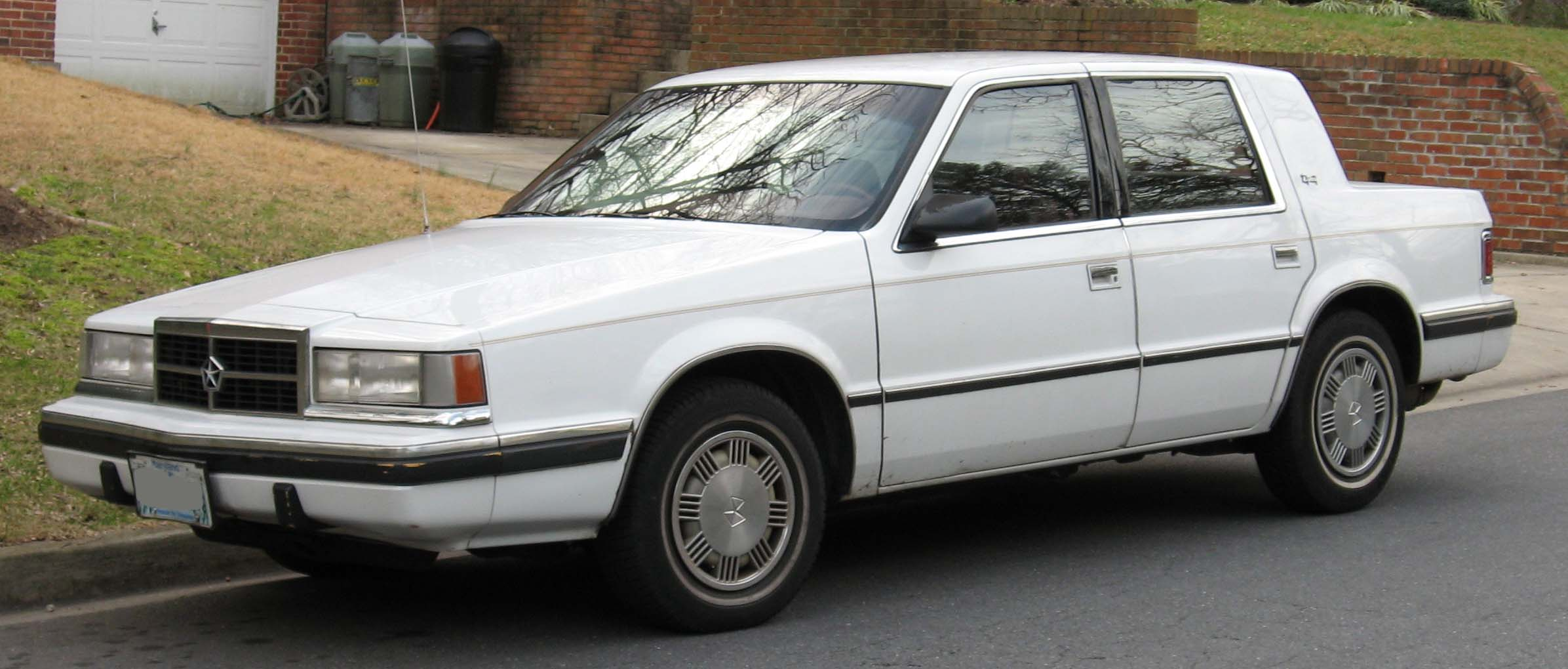
Dodge Dynasty (1987—1993)

### 1990-ті роки
У 1990-ті роки почалося десятиліття в рецесії, що призвело до слабких продажів автомобілів і операційних втрат. Проте, автовиробники оговтались досить швидко.
Автовиробники також продовжили тенденцію покупки або інвестицій в зарубіжних автовиробників. Корпорація GM придбала контрольний пакет акцій Saab в 1990 році і Daewoo Motors в 2001 році. Ford купив Volvo в 1999 році і Land Rover в 2000 році.
У 1990-х престижними стали позашляховики і пікапи, які в 2000-х серйозно потіснили легкові моделі. Також з кінця 1990-х в США почалися продажі гібридних легкових автомобілів Honda Insight і Honda Civic Hybrid, Toyota Prius і Toyota Camry Hybrid.

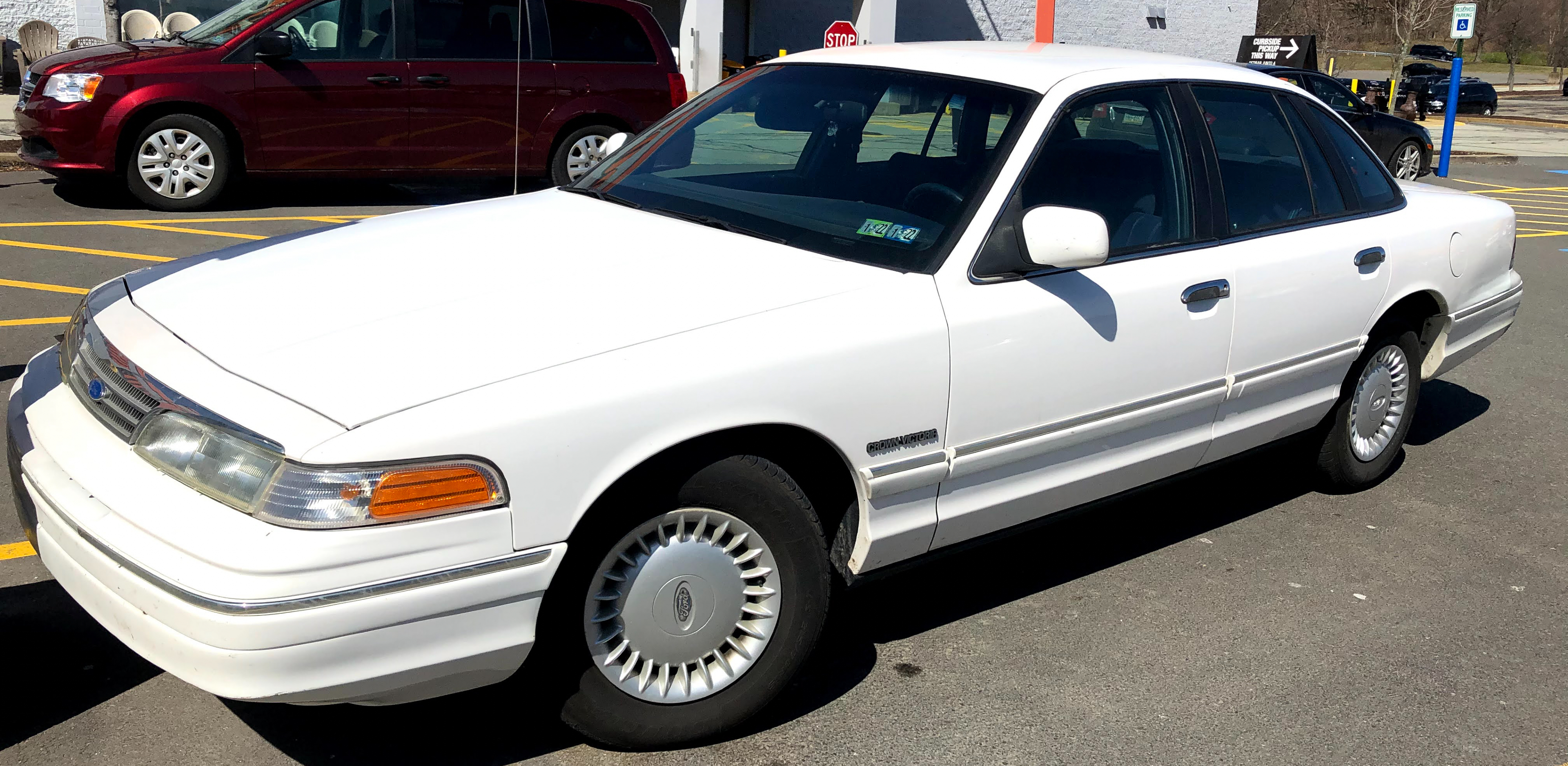
Ford Crown Victoria (1992—1997)
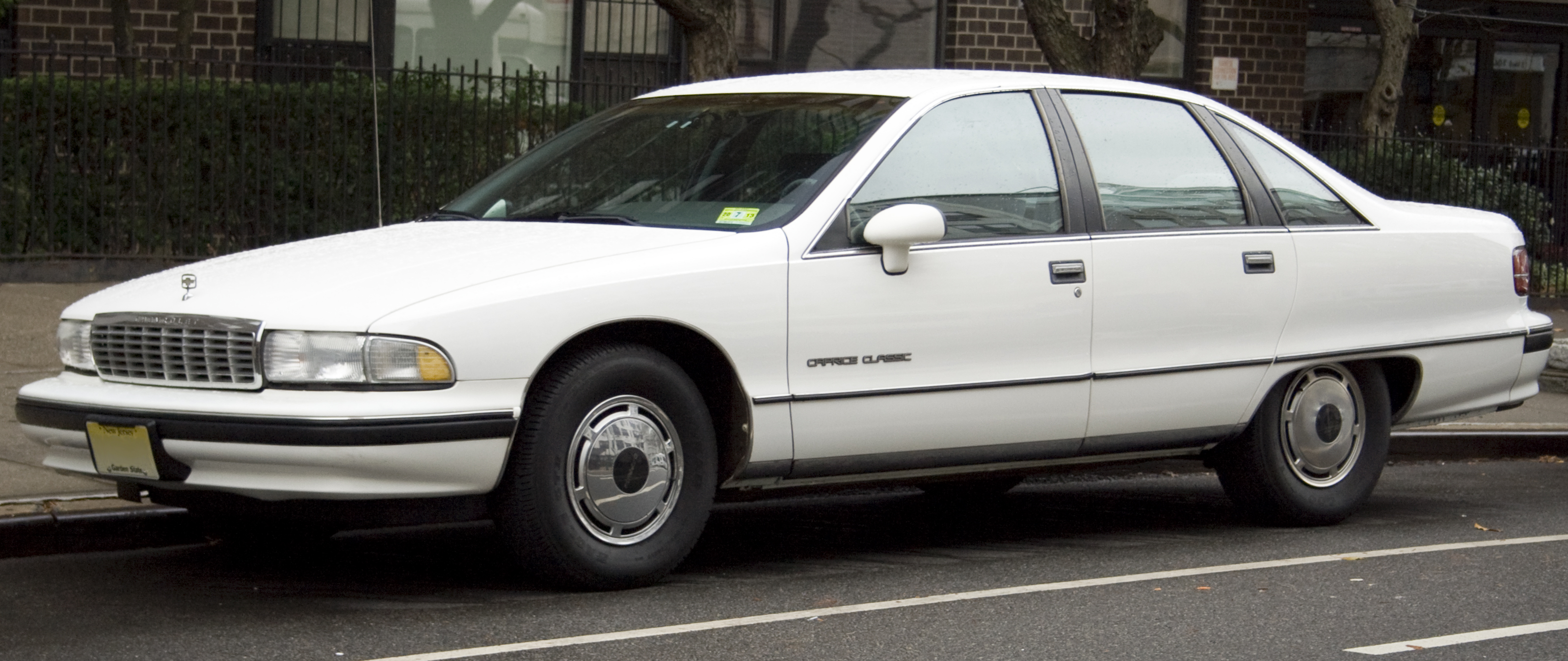
Chevrolet Caprice Classic (1991—1996)
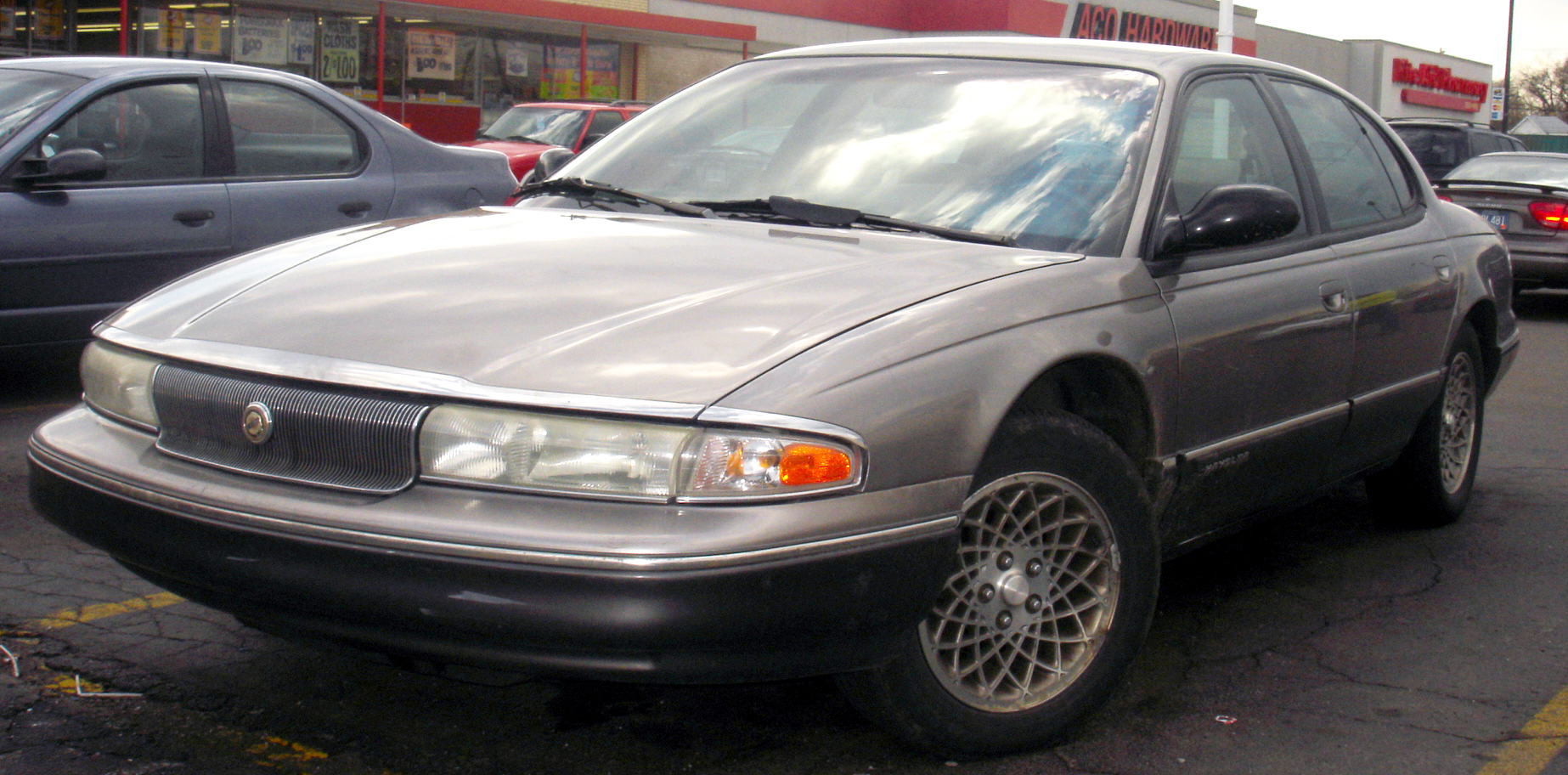
Chrysler New Yorker (1994—1997)
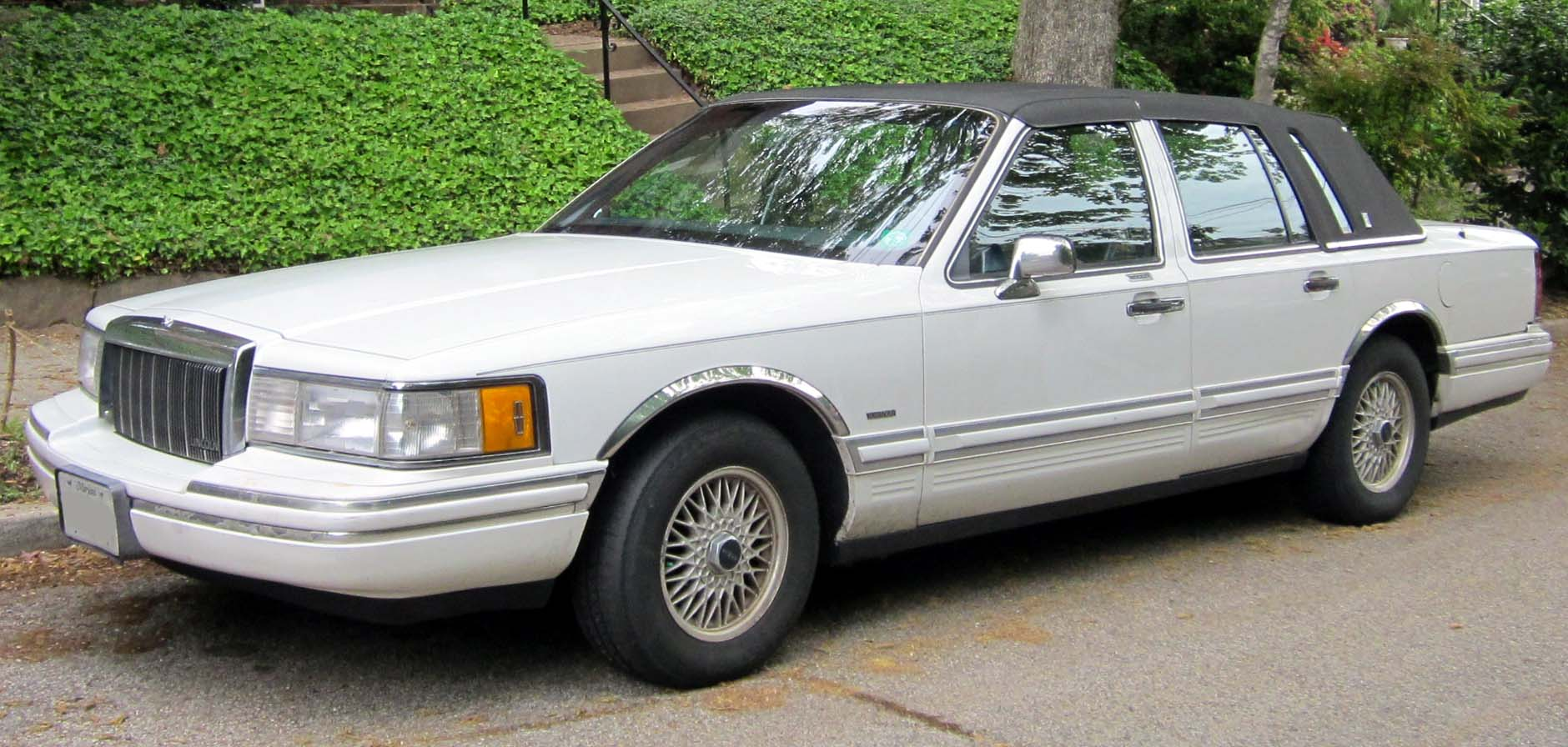
Lincoln Town Car (1990—1997)
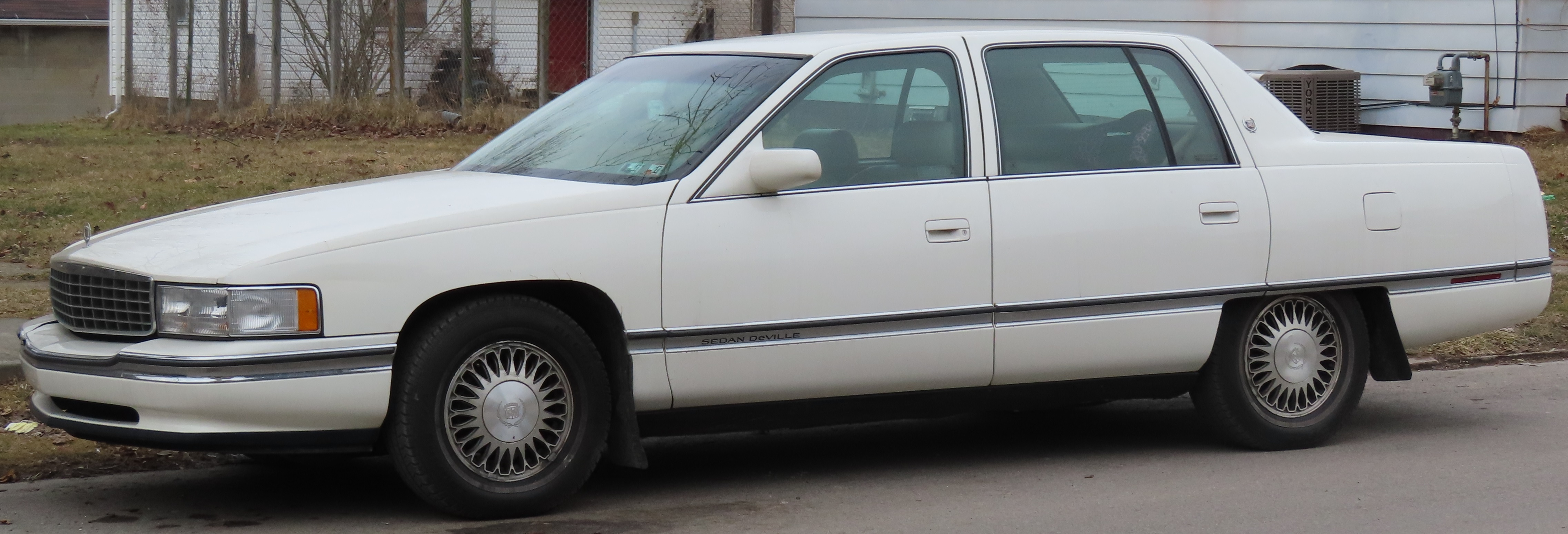
Cadillac DeVille (1994—1999)
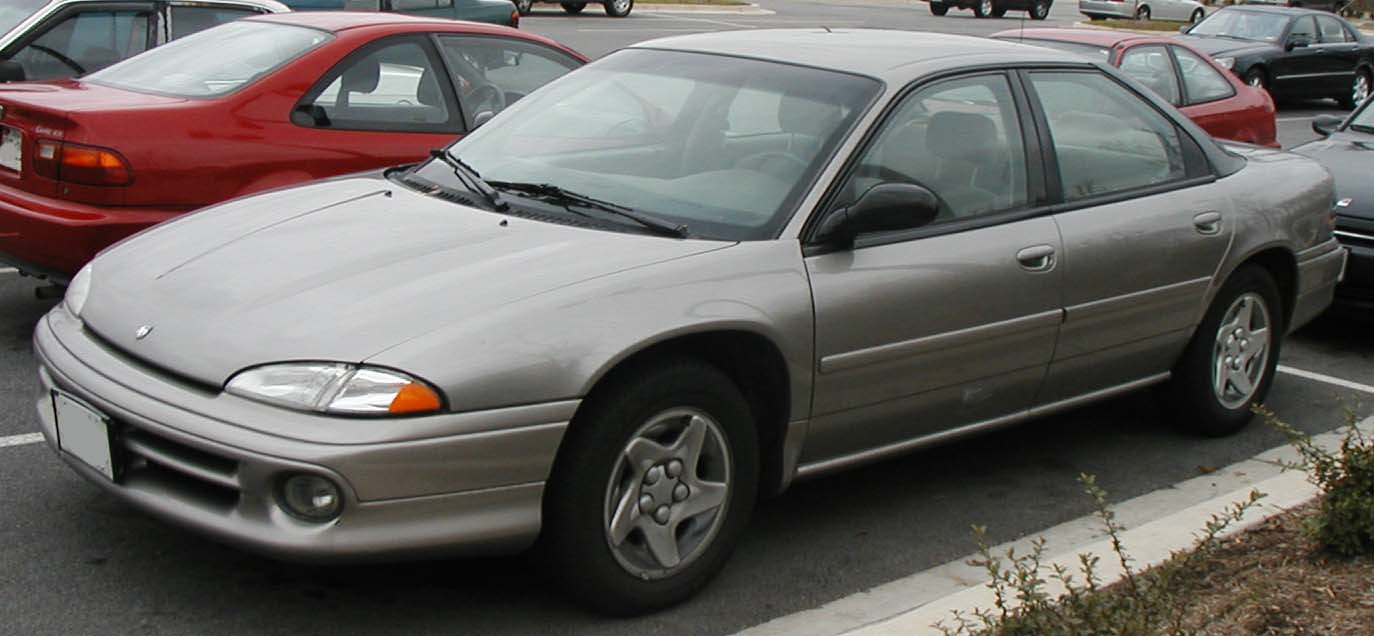
Dodge Intrepid (1993—1997)

### 2000-ні роки
2000-ні роки почались зі спаду на початку 2001 року. У 2001 році Chrysler закрив свій бренд Plymouth, а в 2004 році GM закрив свій підрозділ Oldsmobile.
У 2000-х в автомобілебудуванні отримали значний розвиток різні електронні системи підвищення безпеки, економічності і комфорту.
До 2008 року галузь опинилася в кризі. В результаті General Motors і Chrysler навіть були оголошені банкрутами, але завдяки державним позикам і реструктуризації, а у випадку з Chrysler і черговий продажу іноземної власнику (Fiat) змогли вижити і знову почати розвиватися.

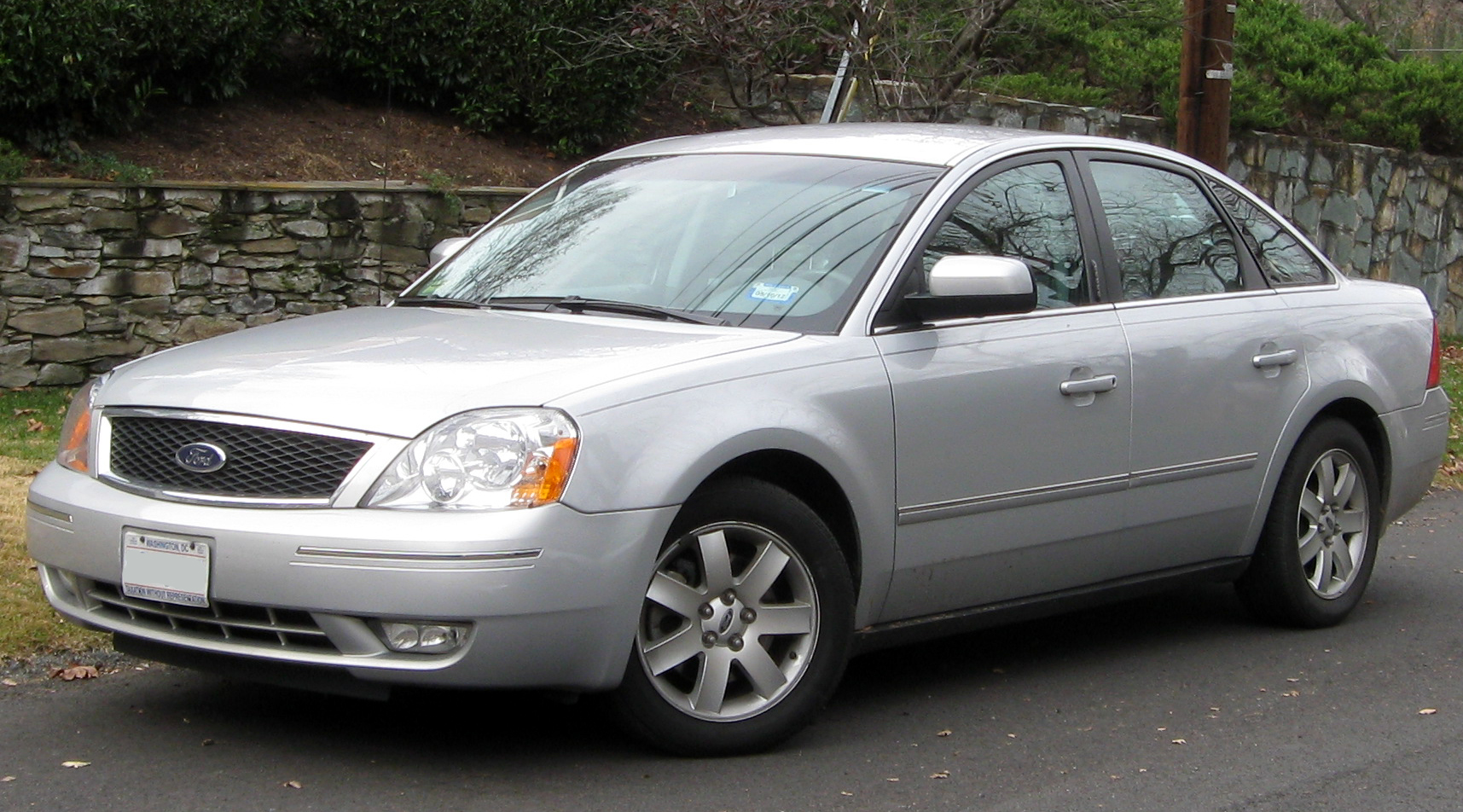
Ford Five Hundred (2004—2007)
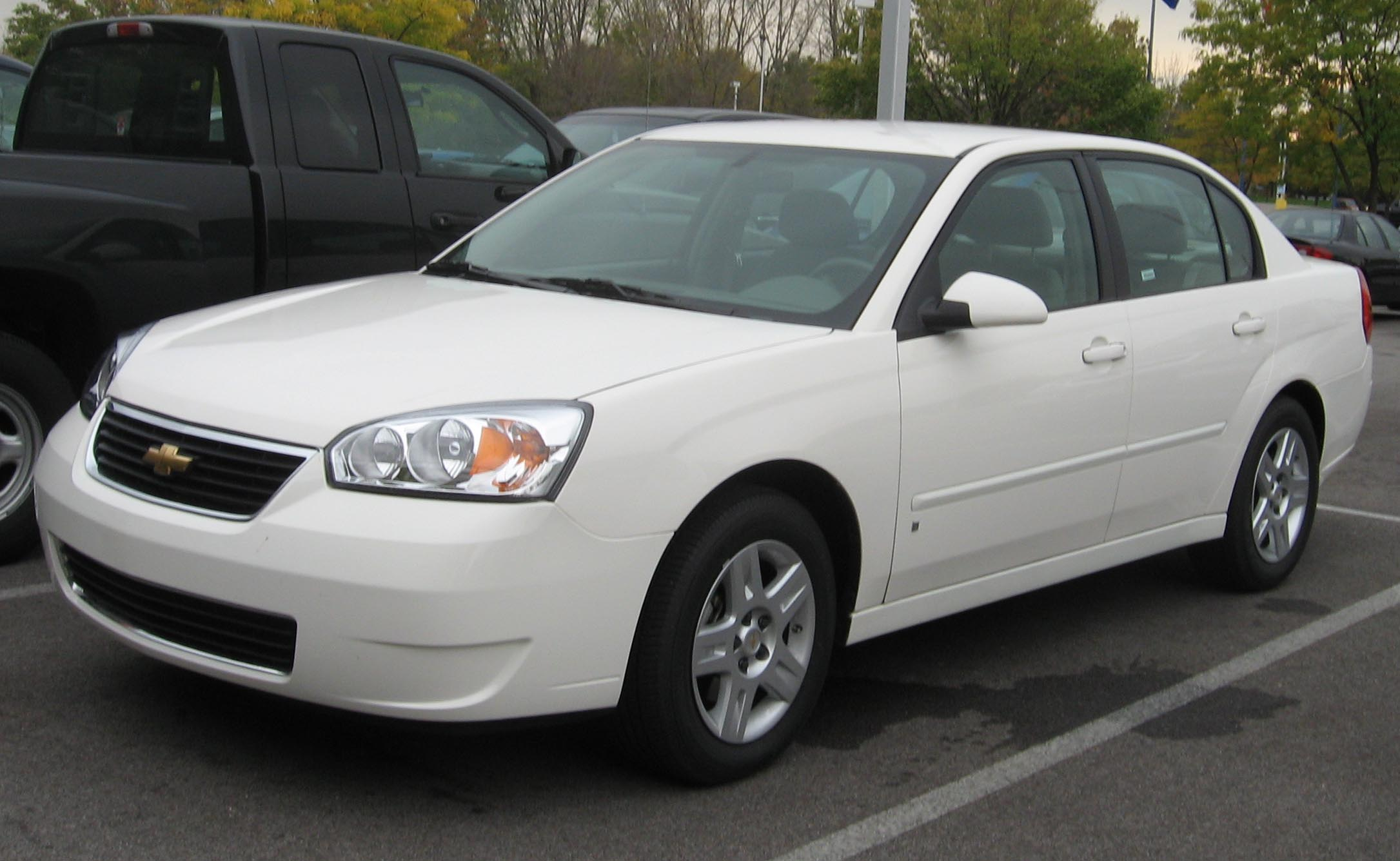
Chevrolet Malibu (2004—2007)
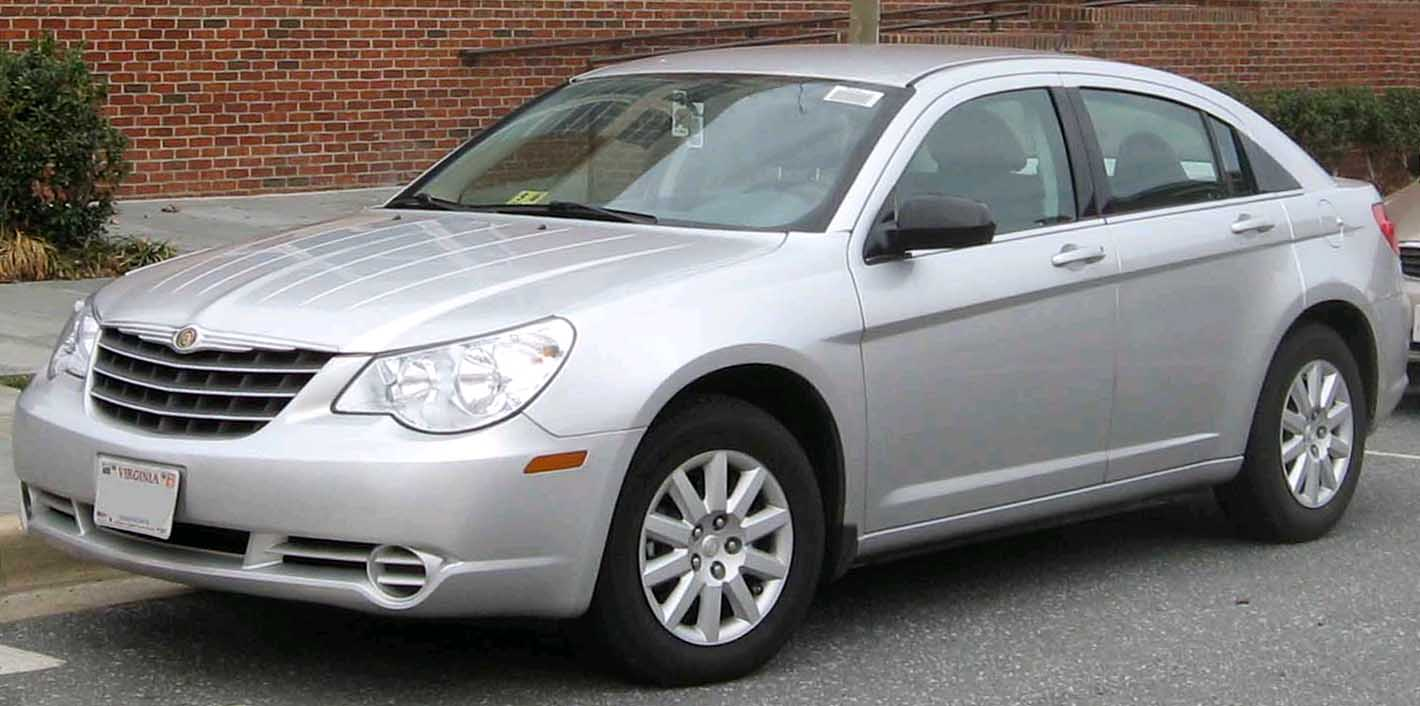
Chrysler Sebring (2006—2010)
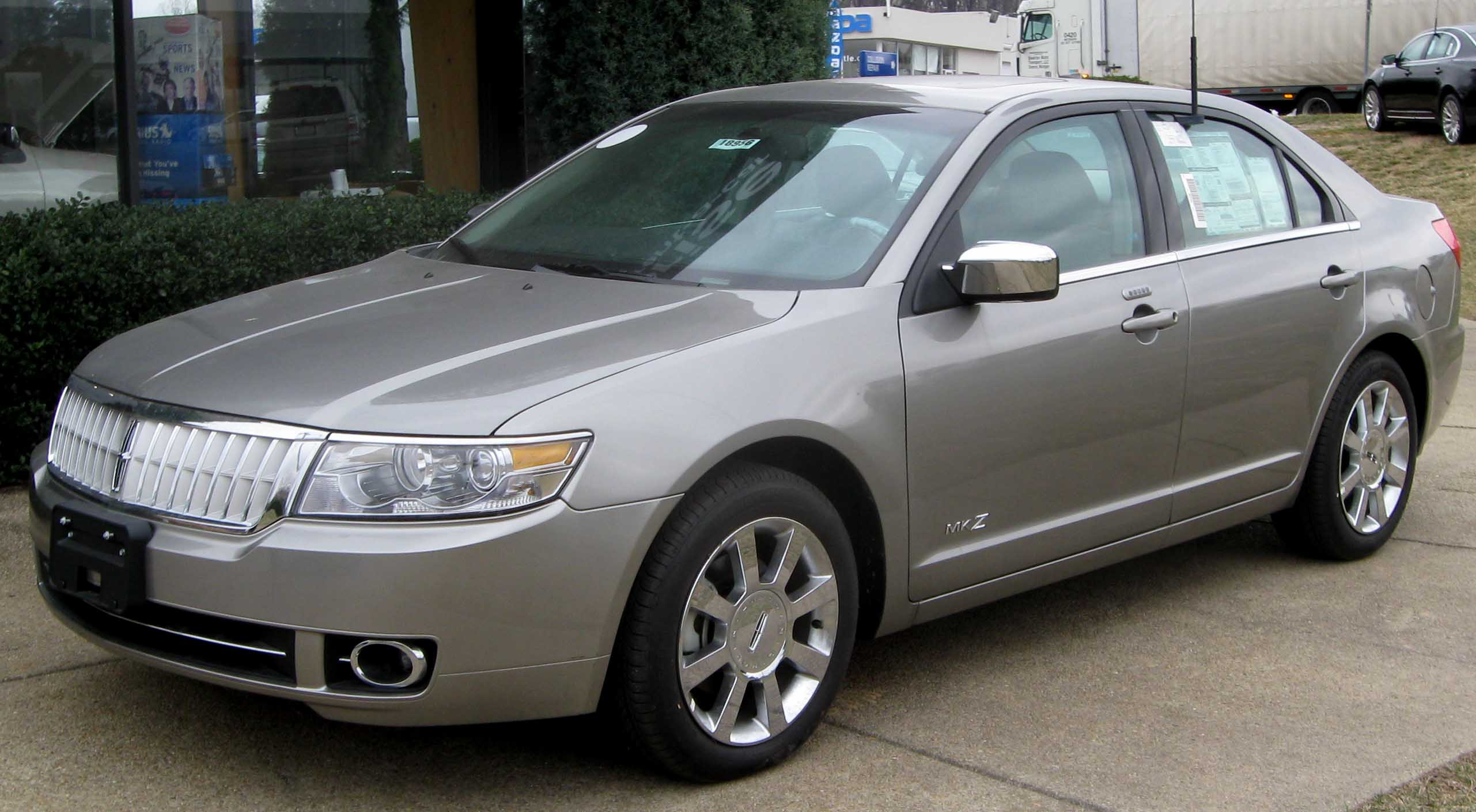
Lincoln MKZ (2005—2012)
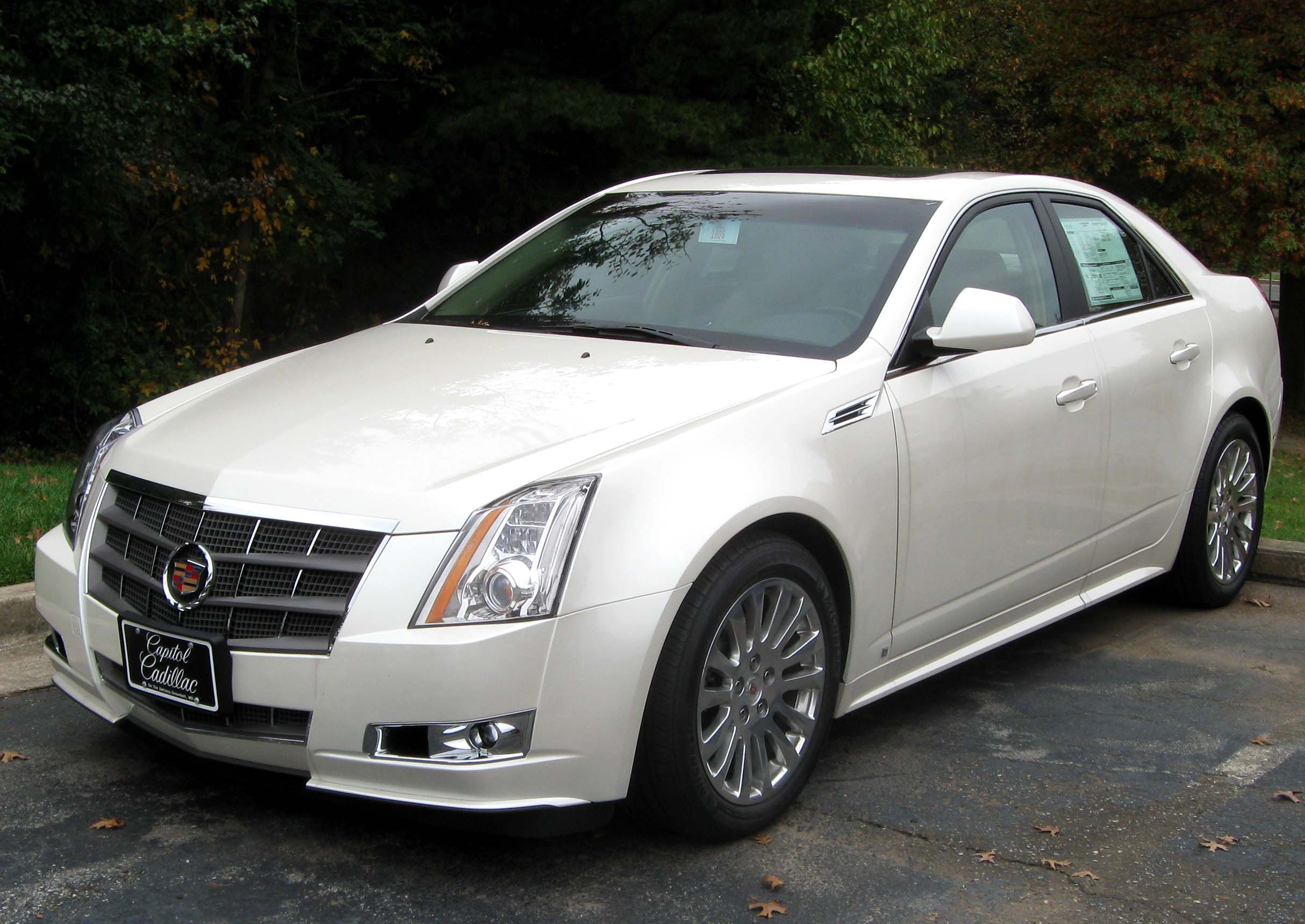
Cadillac CTS (2007—2014)
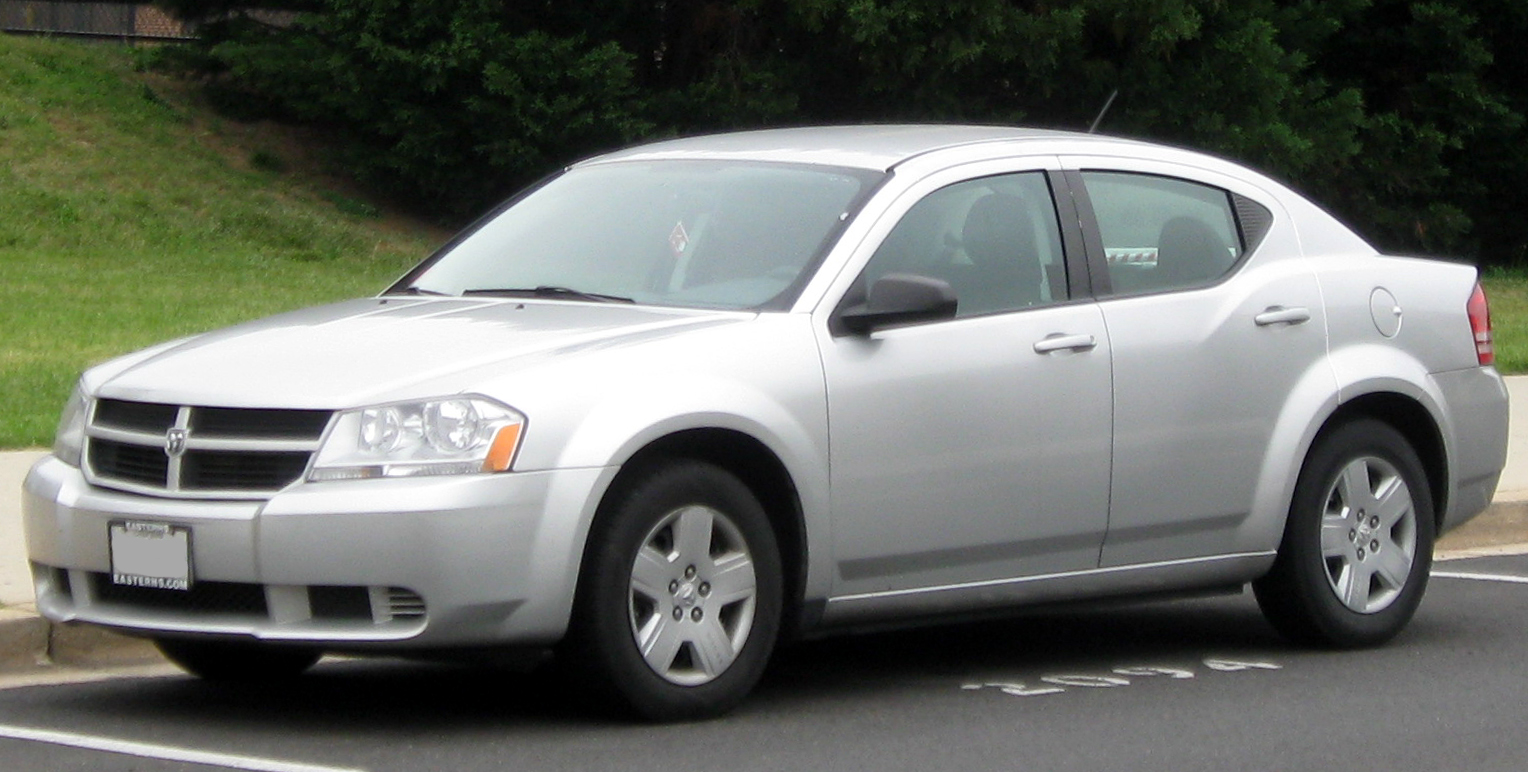
Dodge Avenger (2007—2014)

### 2010-ті роки
У 2010-х на відновленому американському ринку з'явилися серійні електромобілі, наприклад, помітного прогресу досягла фірма Tesla підприємця Ілона Маска. Так в 2017 році капіталізація компанії Tesla Inc. виросла на 46% і склала $ 52,3 млрд, випередивши капіталізацію концерну Ford Motor і поступаючись тільки концерну GM, при тому що фізичні продажу електромобілів Tesla на американському ринку склали лише 55,12 тисячі (+13,1%) (світові поставки електромобілів Tesla в 2017 році склали 104 тисячі, що на 33% більше, ніж в 2016 році) проти 2 млн 575,2 тисячі (-0,9%) реєстрацій у Ford і 3 млн 2,2 тисячі (-1,3%) реєстрацій у GM. Активно розвивається напрямок безпілотних автомобілів, які можуть почати серійно виготовлятися вже з кінця 2010-х.

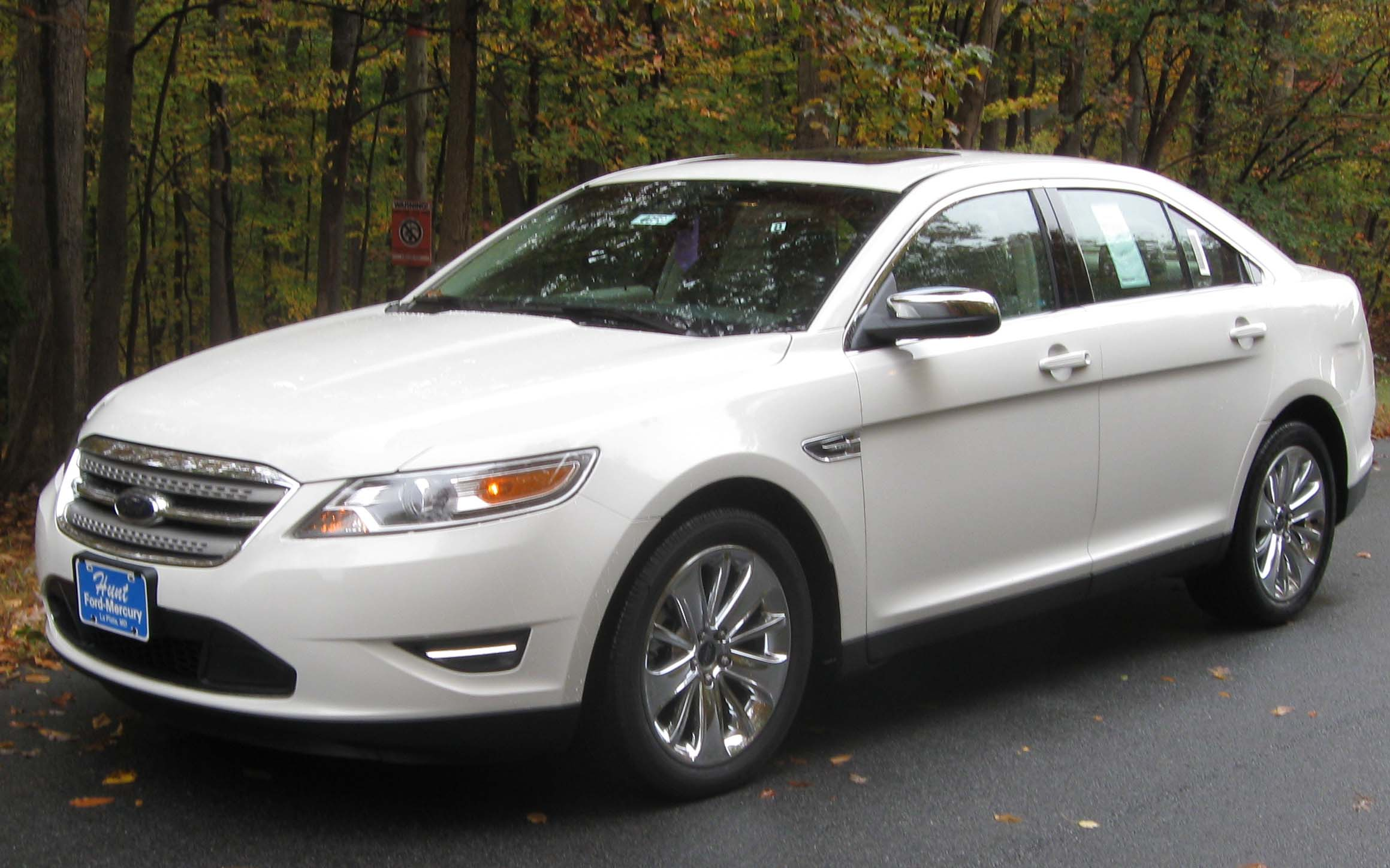
Ford Taurus (2009—2019)
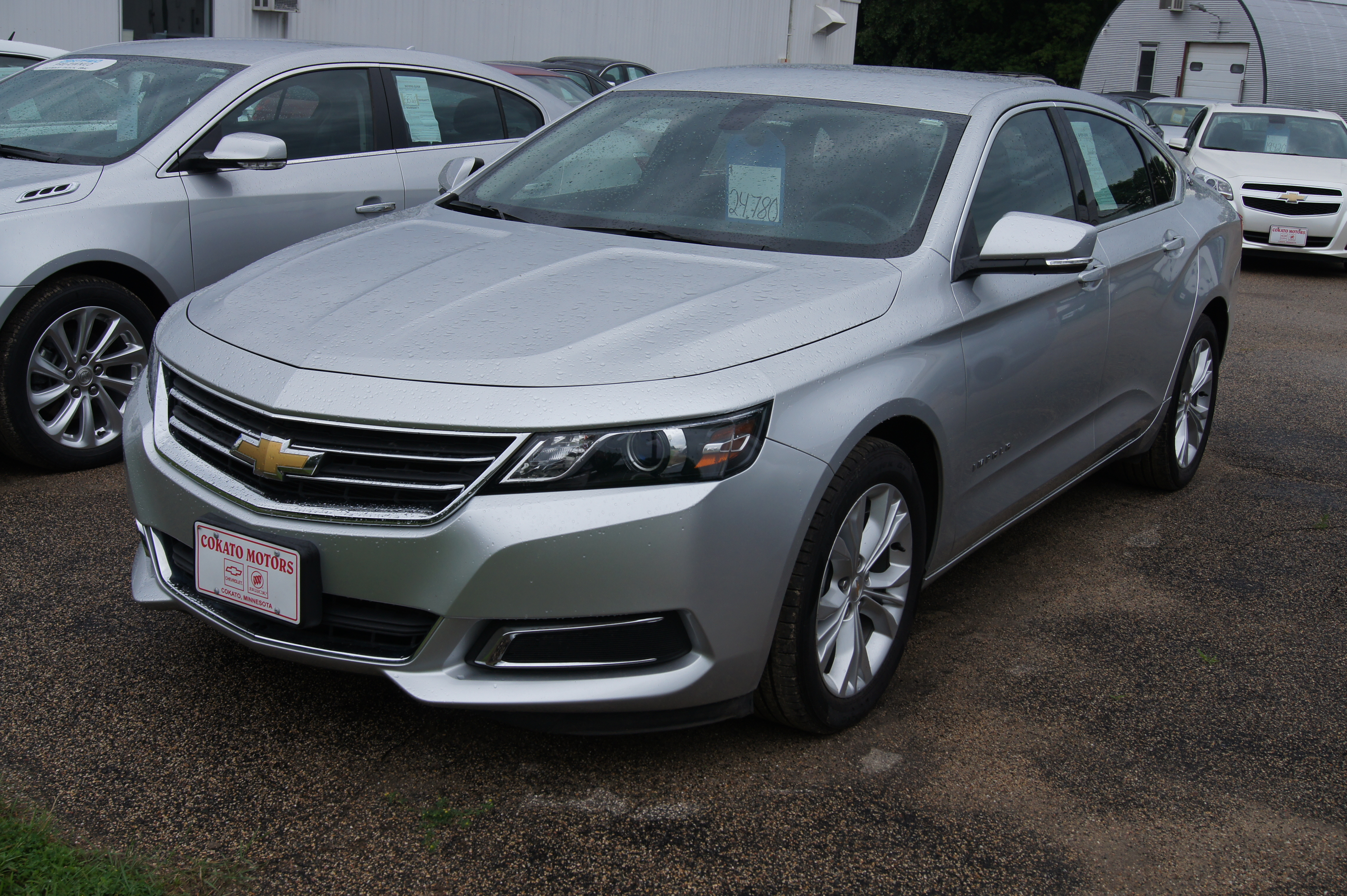
Chevrolet Impala (2013—2020)
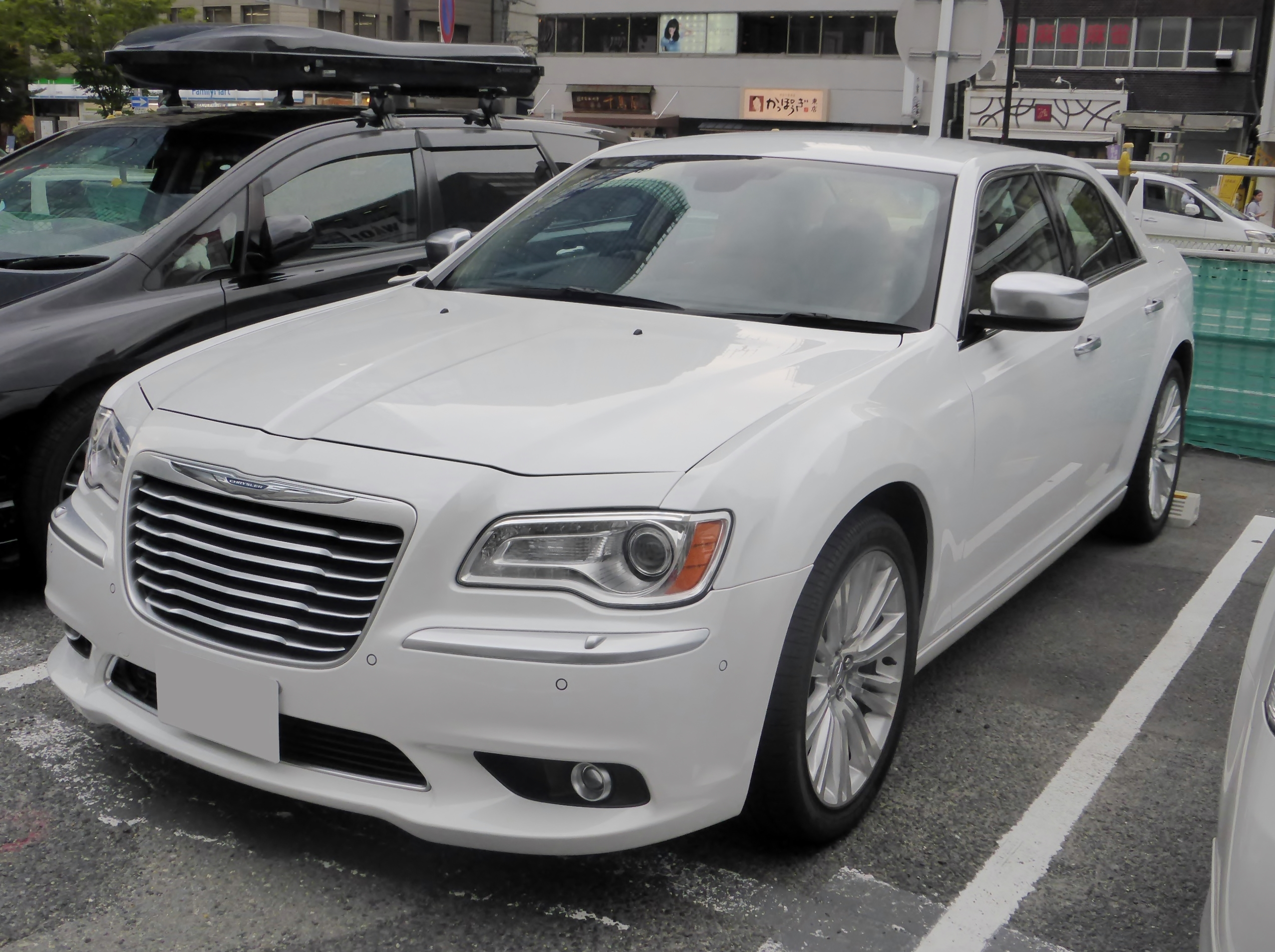
Chrysler 300 (2010—2023)
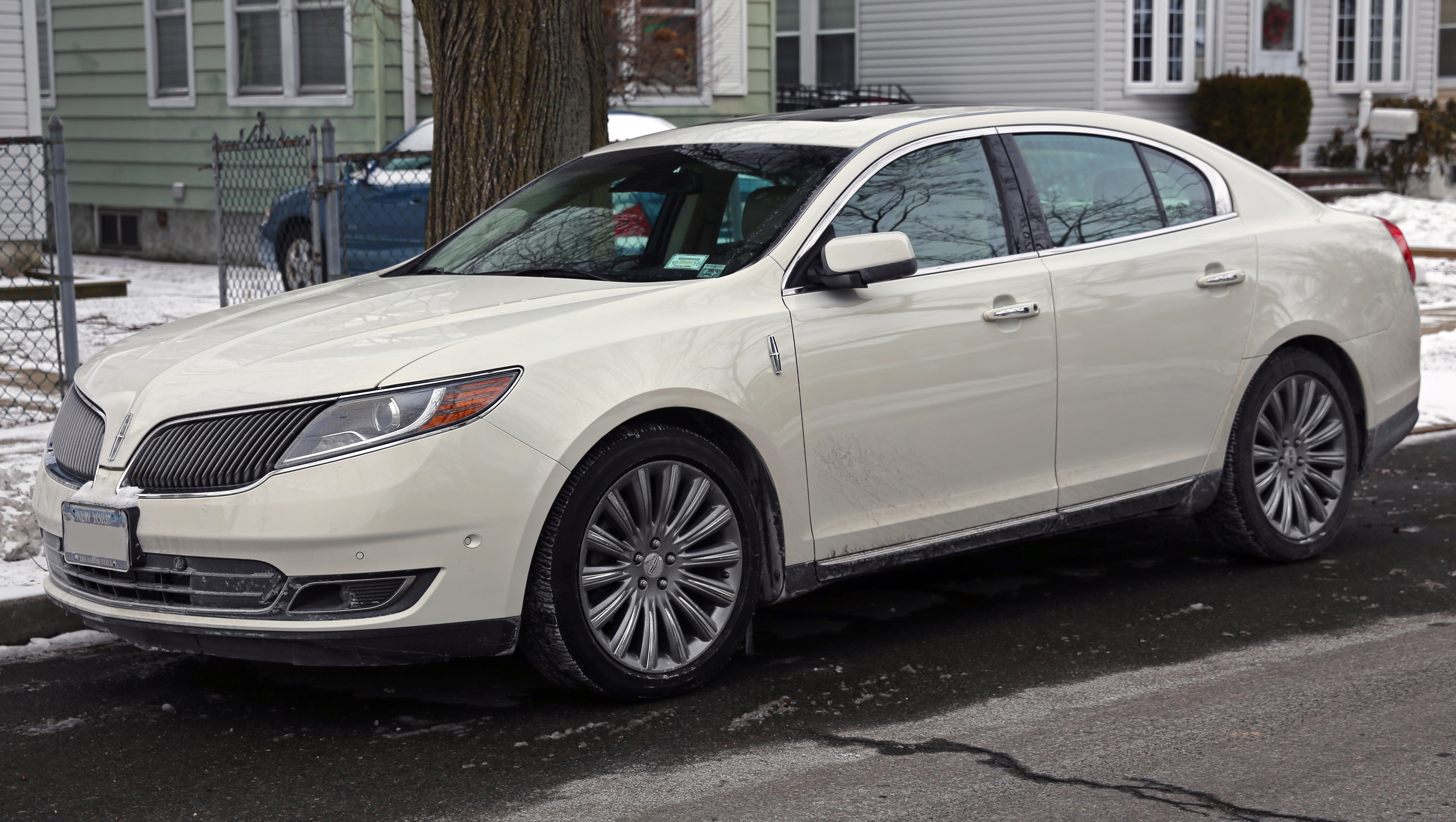
Lincoln MKS (2008—2016)
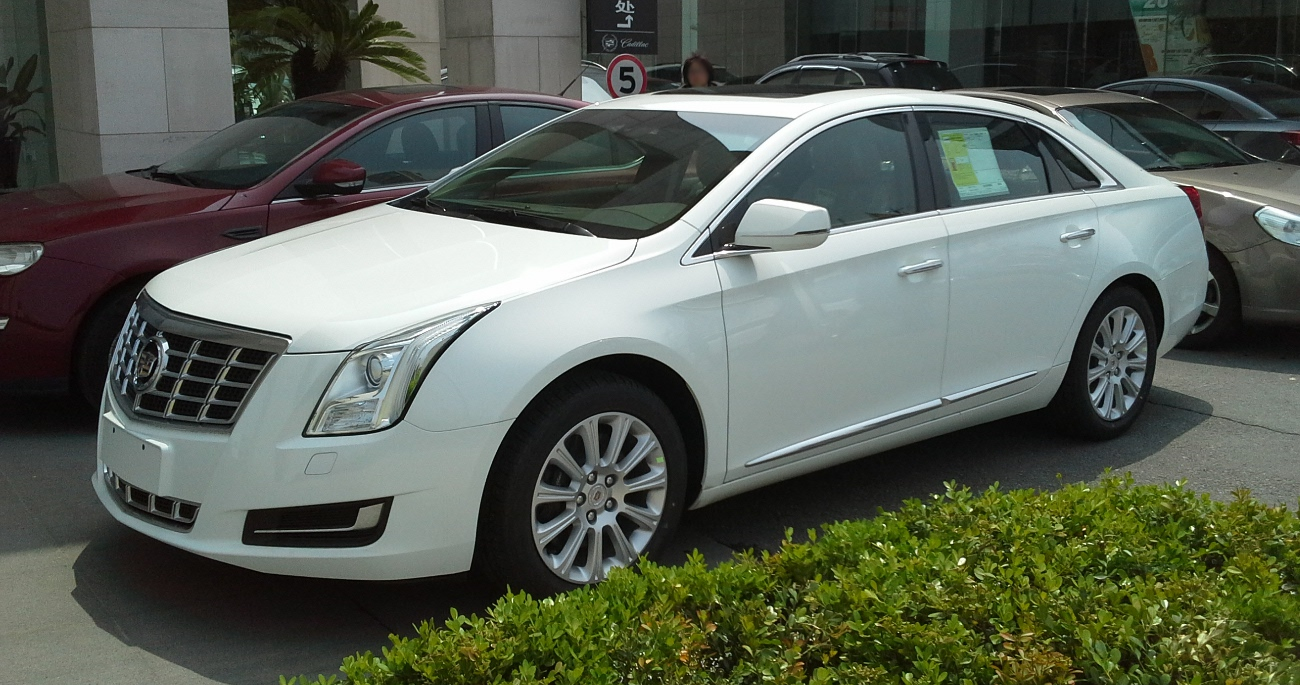
Cadillac XTS (2012—2019)
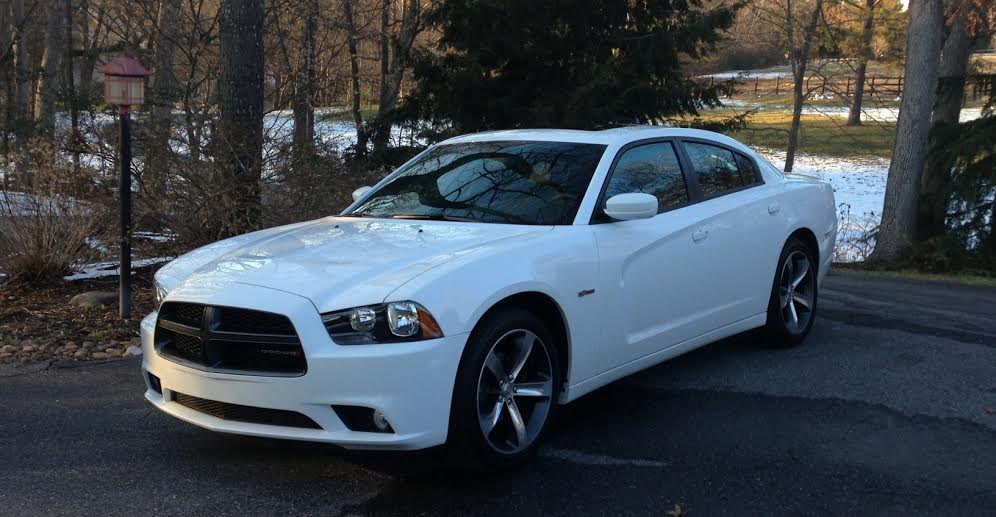
Dodge Charger (2010—2023)

## Виробники

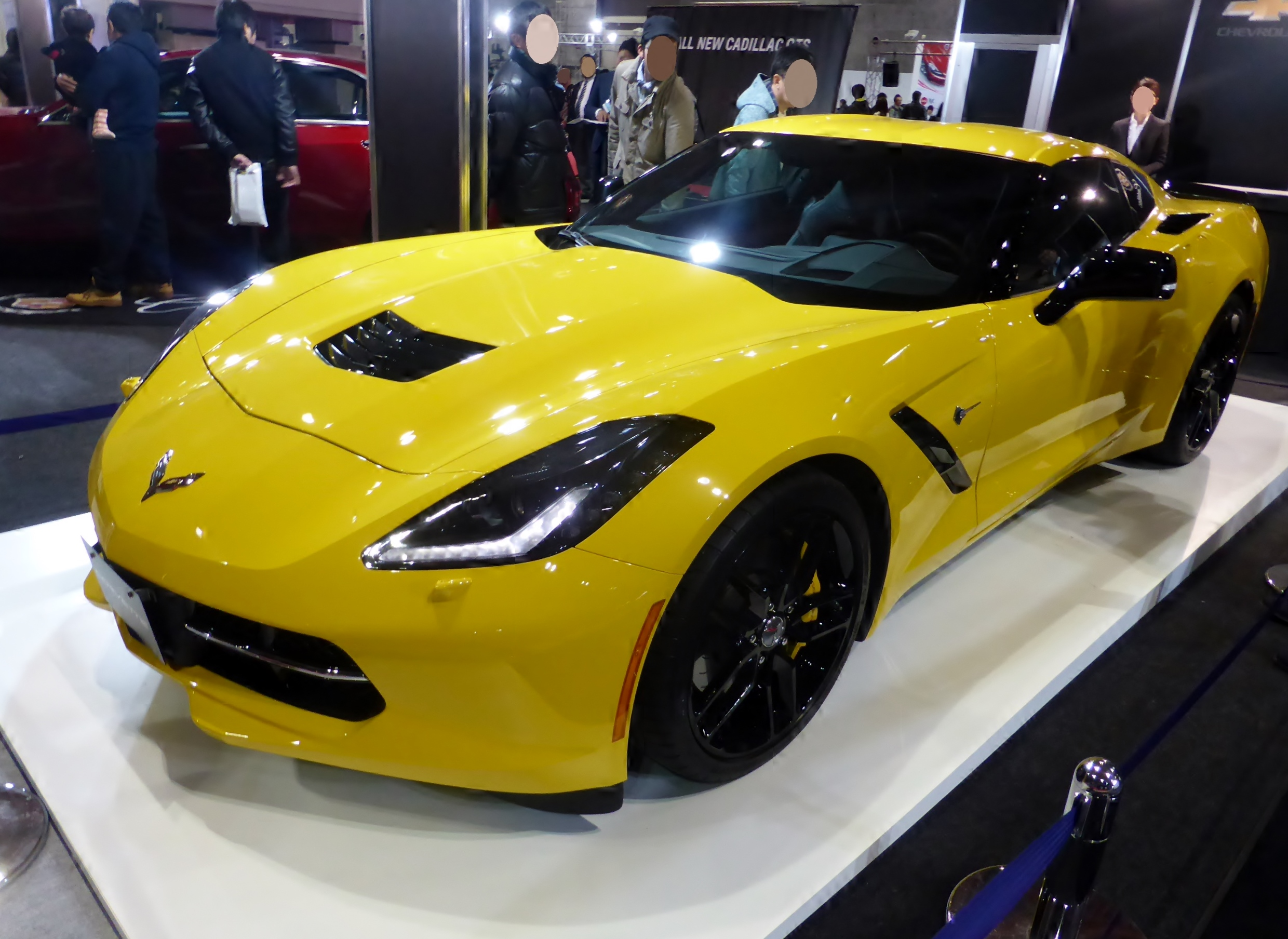
Chevrolet Corvette

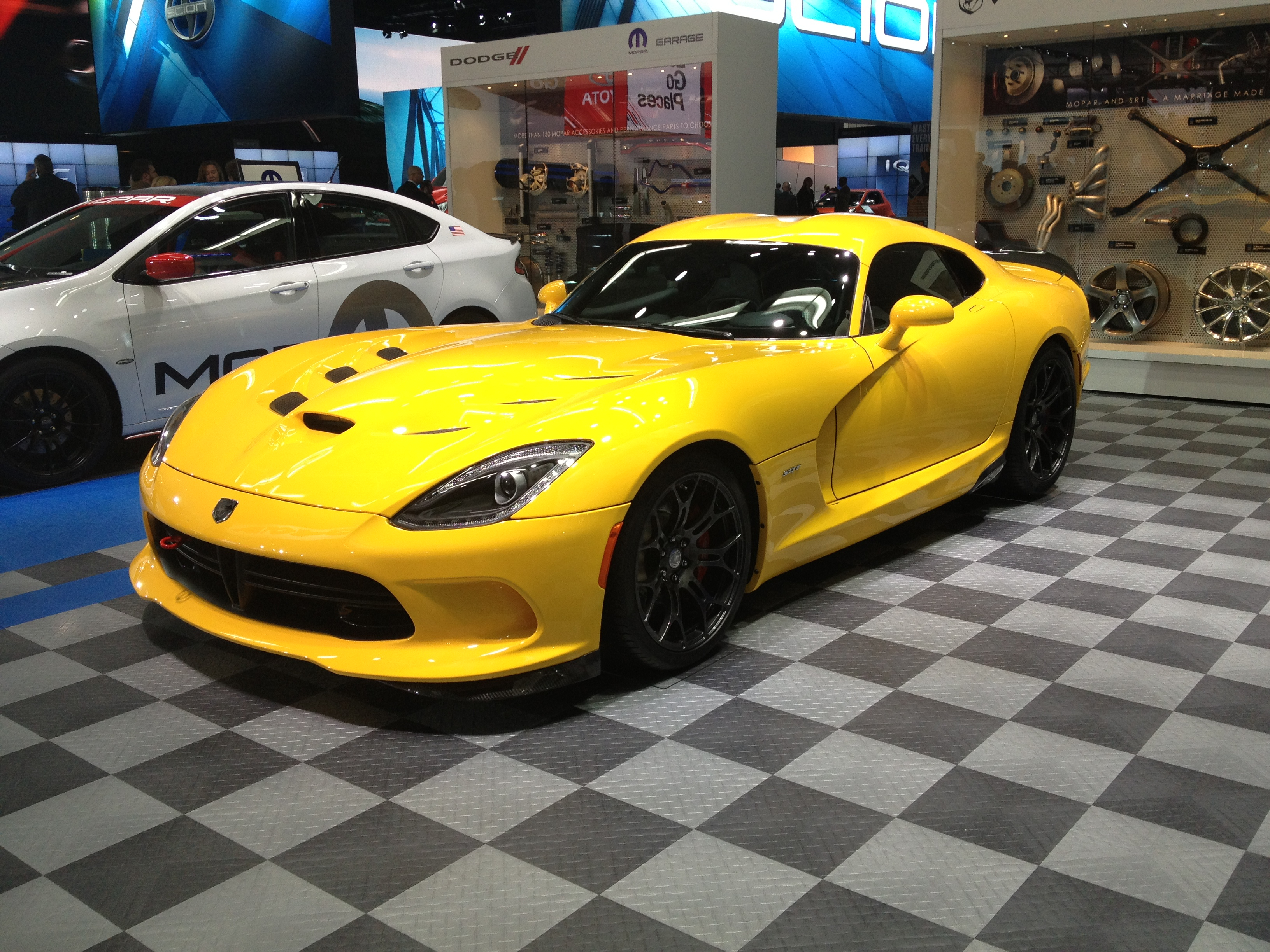
Dodge Viper

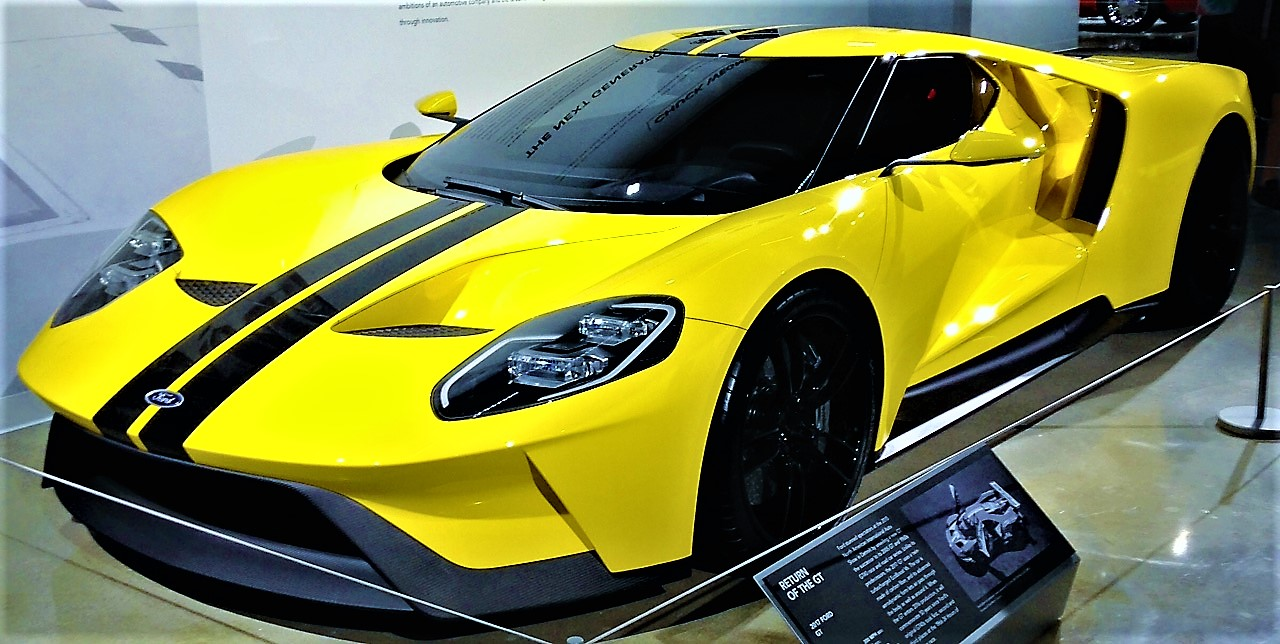
Ford GT

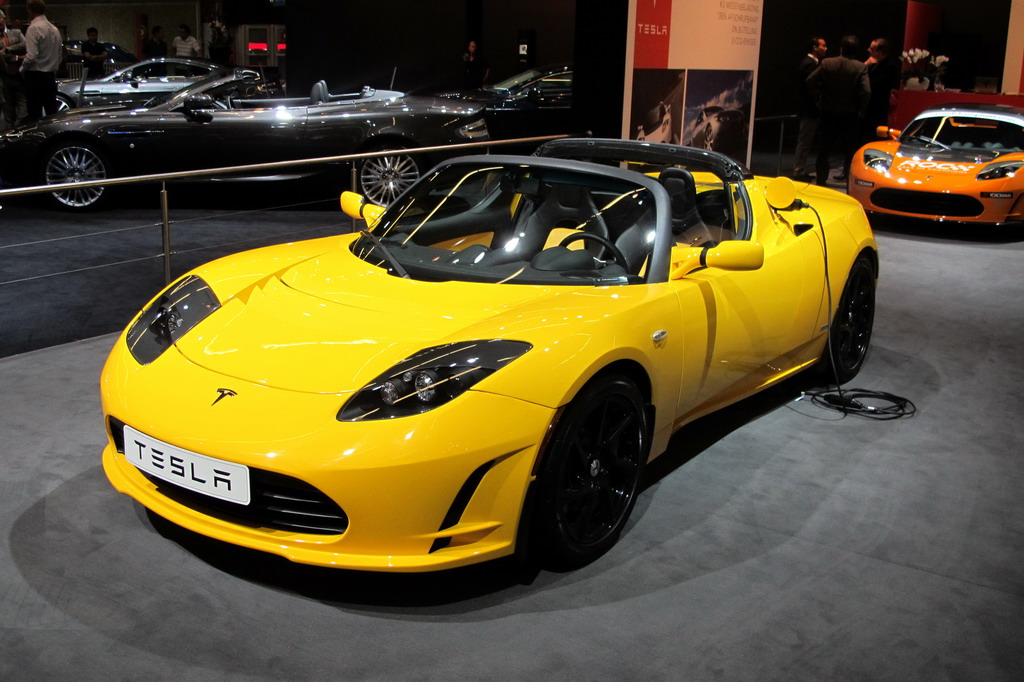
Tesla Roadster

### Великі
- FCA US LLC
  - Chrysler
  - Dodge
  - Jeep
  - Ram Trucks
  - SRT
- Ford Motor Company
  - Ford
  - Lincoln
- General Motors Corporation
  - Buick
  - Cadillac
  - Chevrolet
  - GMC
- Tesla Motors

### Малі
- AM General
- Fisker
- Hennessey
- Karma
- Local Motors
- Mosler[6]
- Panoz
- Rossion
- Saleen Automotive
- Shelby American
- SSC North America
- Studebaker
- Vector

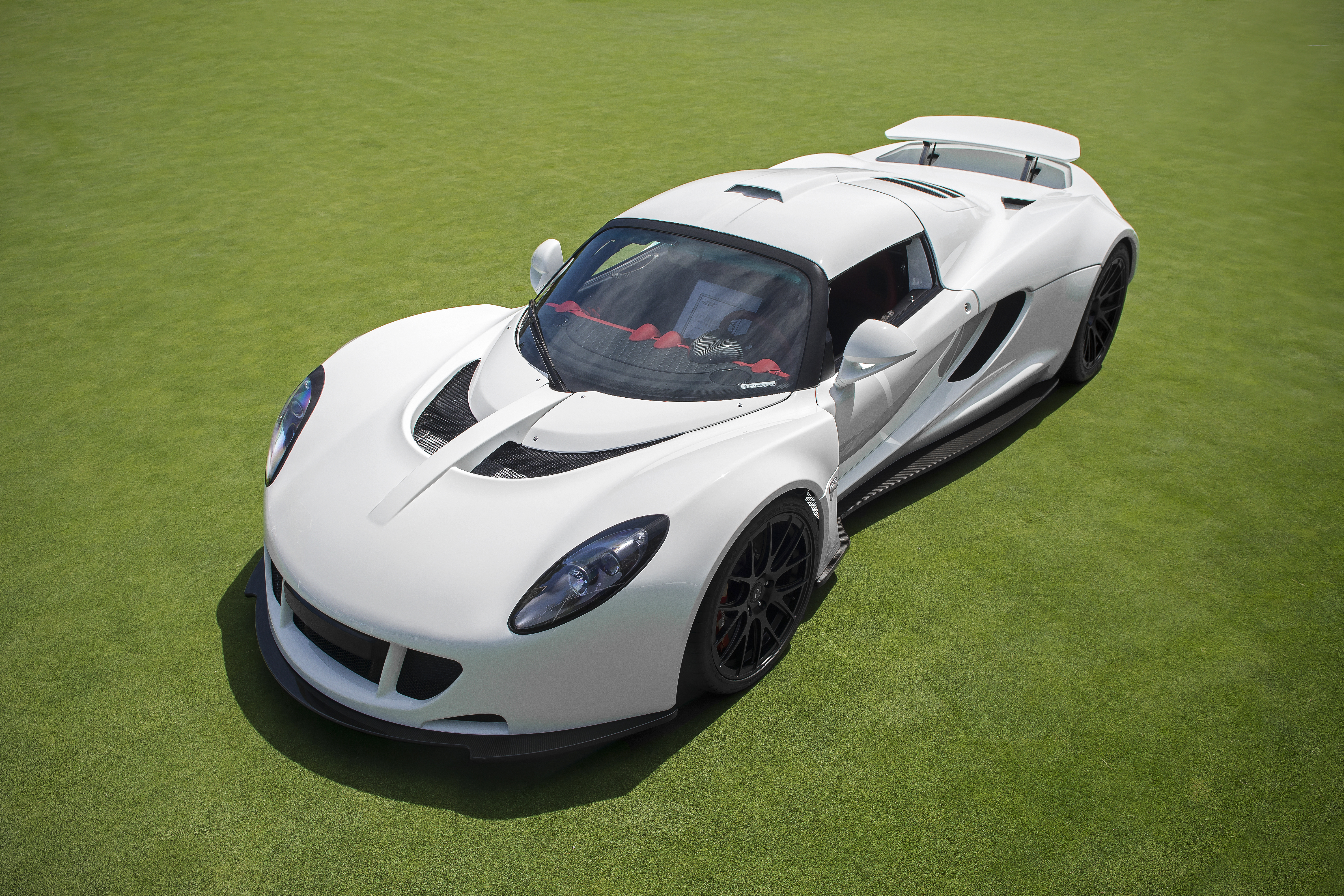
Hennessey Venom GT
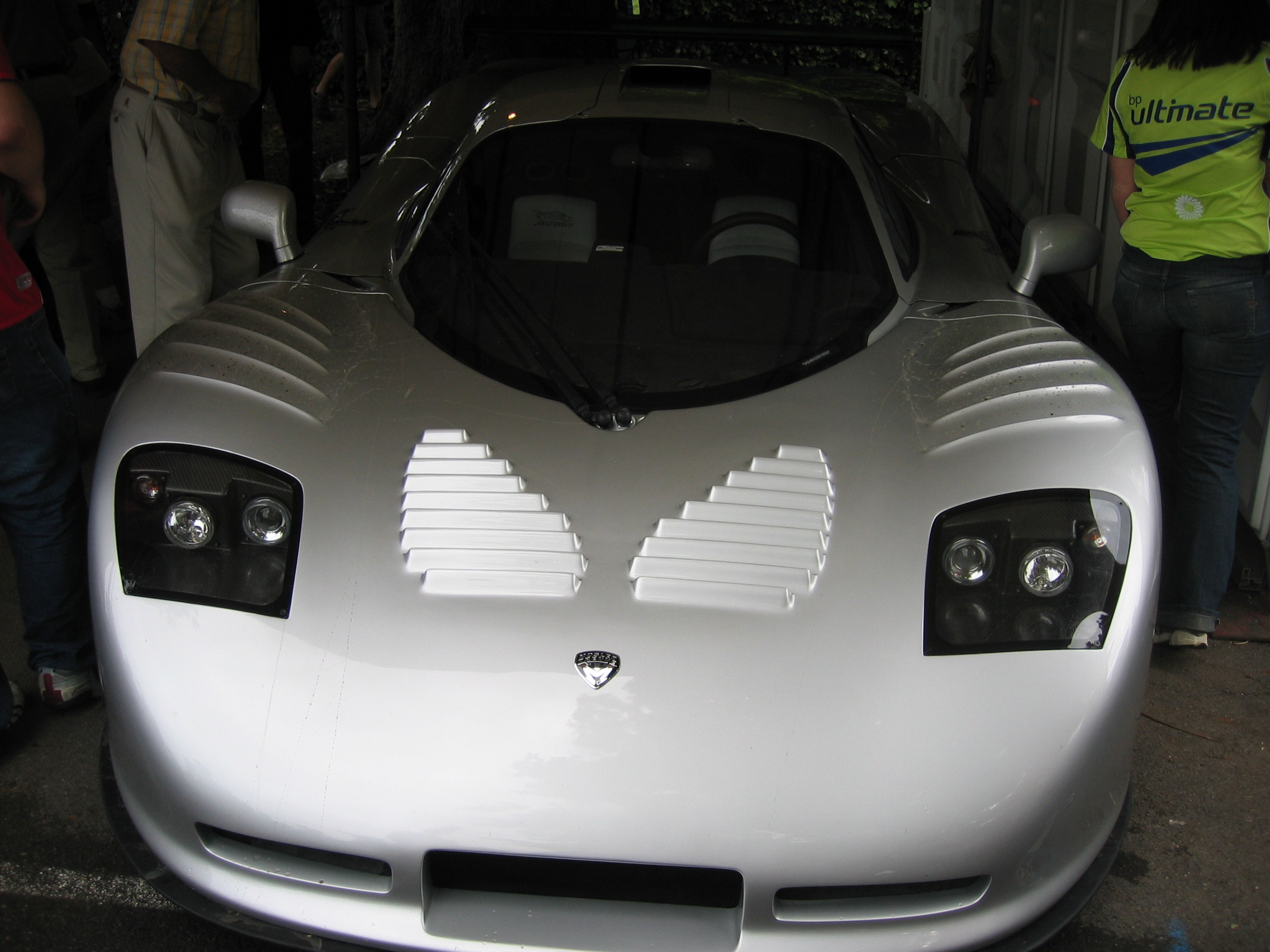
Mosler MT900
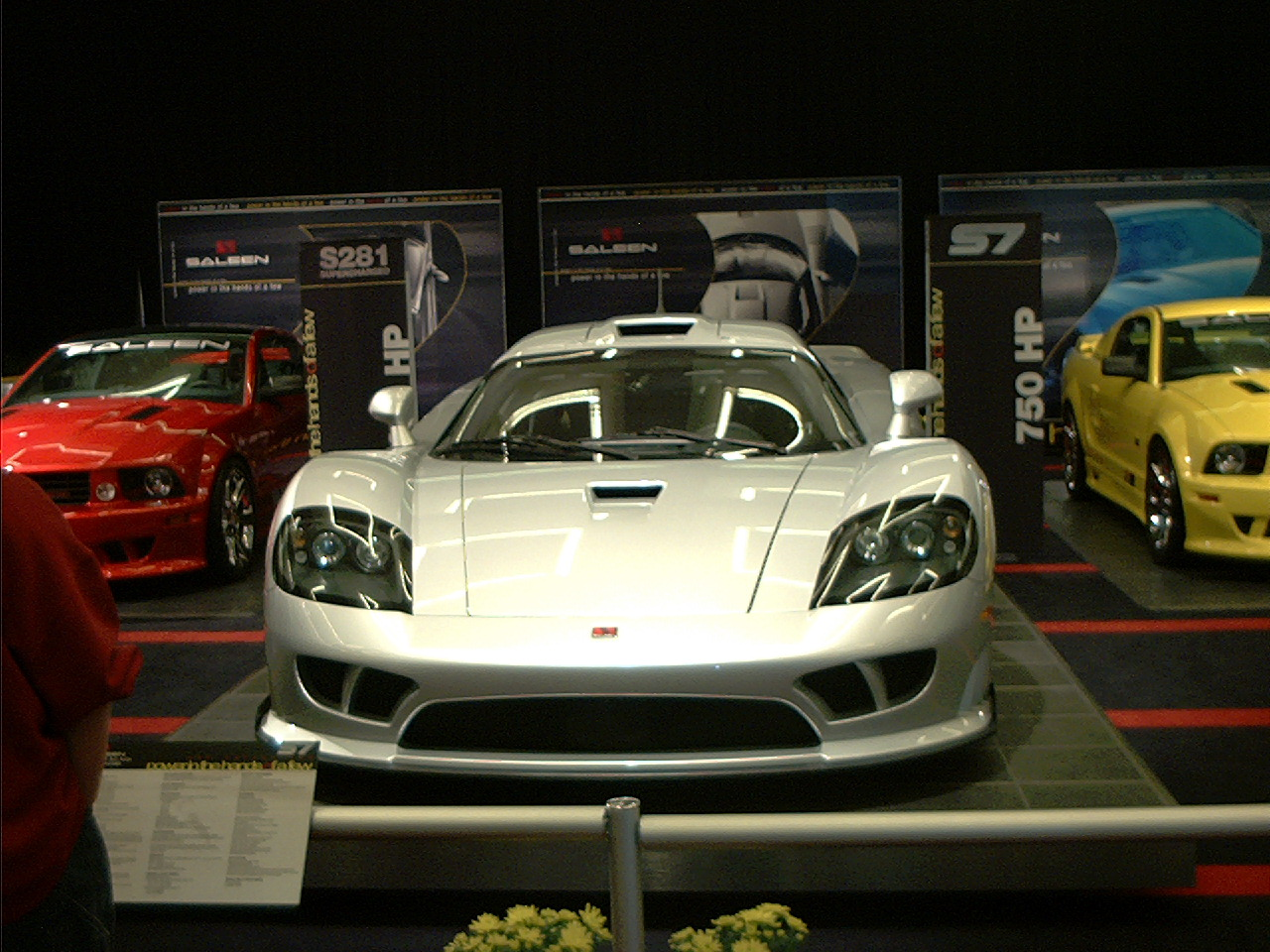
Saleen S7
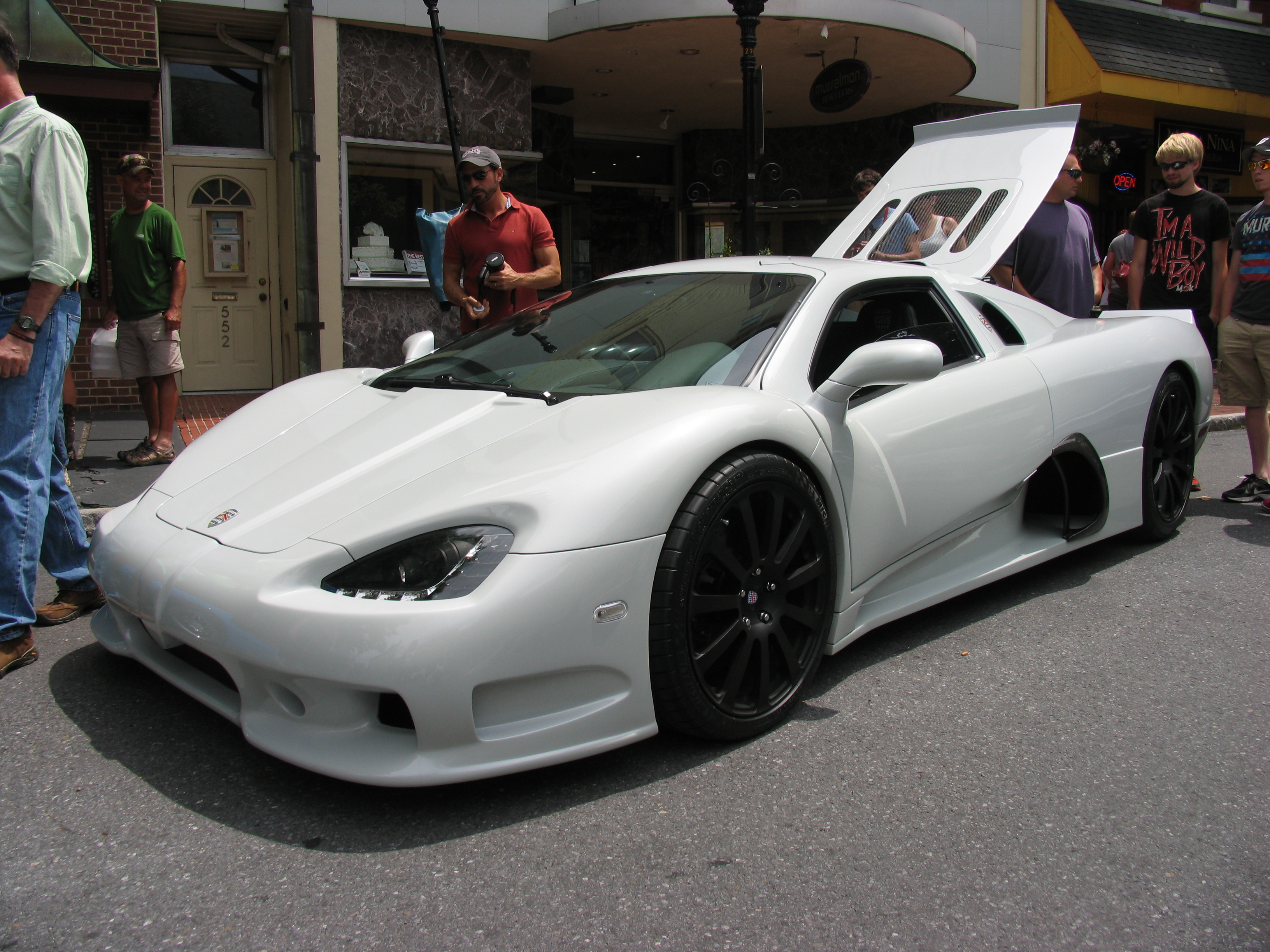
SSC Ultimate Aero

## Обсяг виробництва

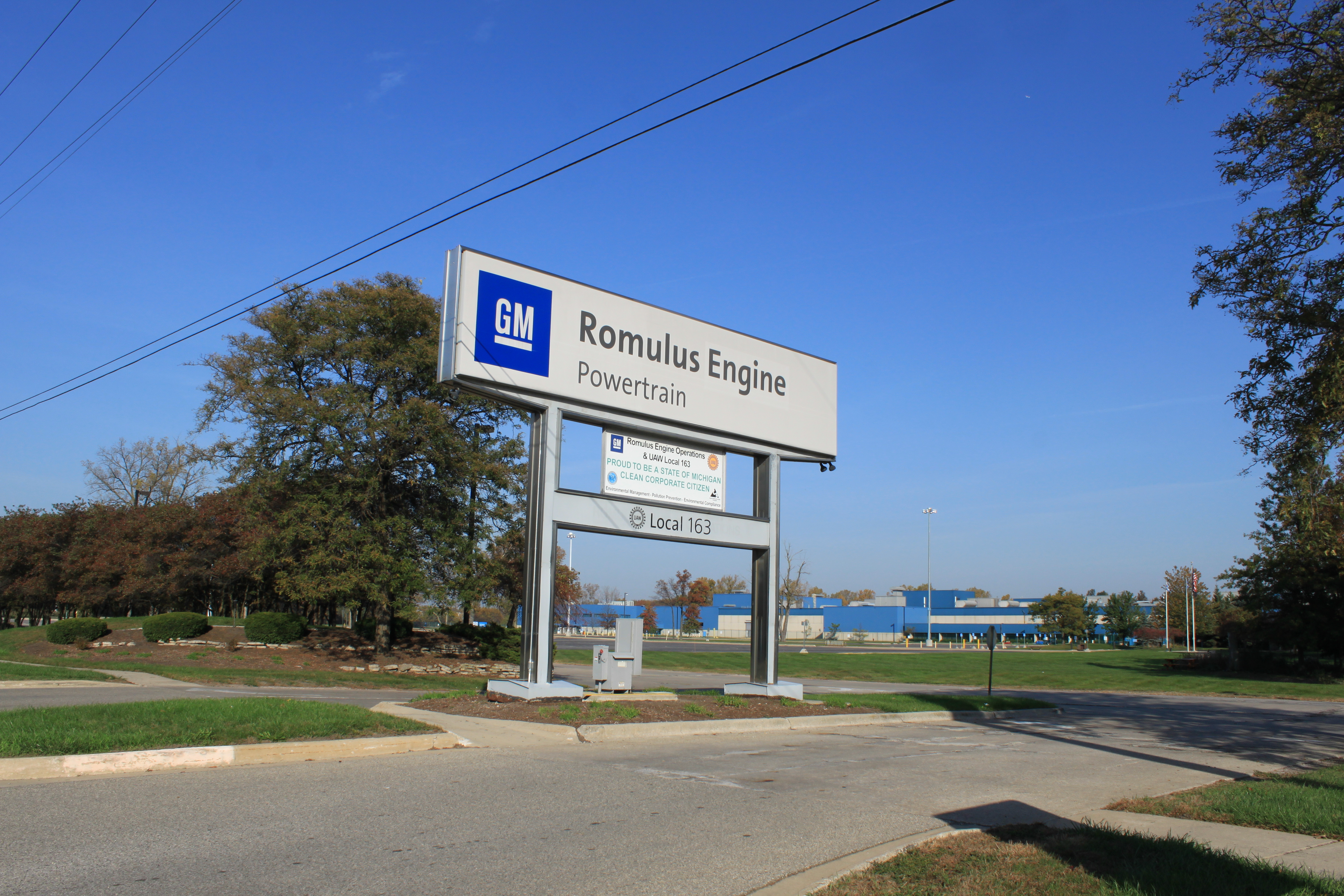
Romulus Engine (GM)

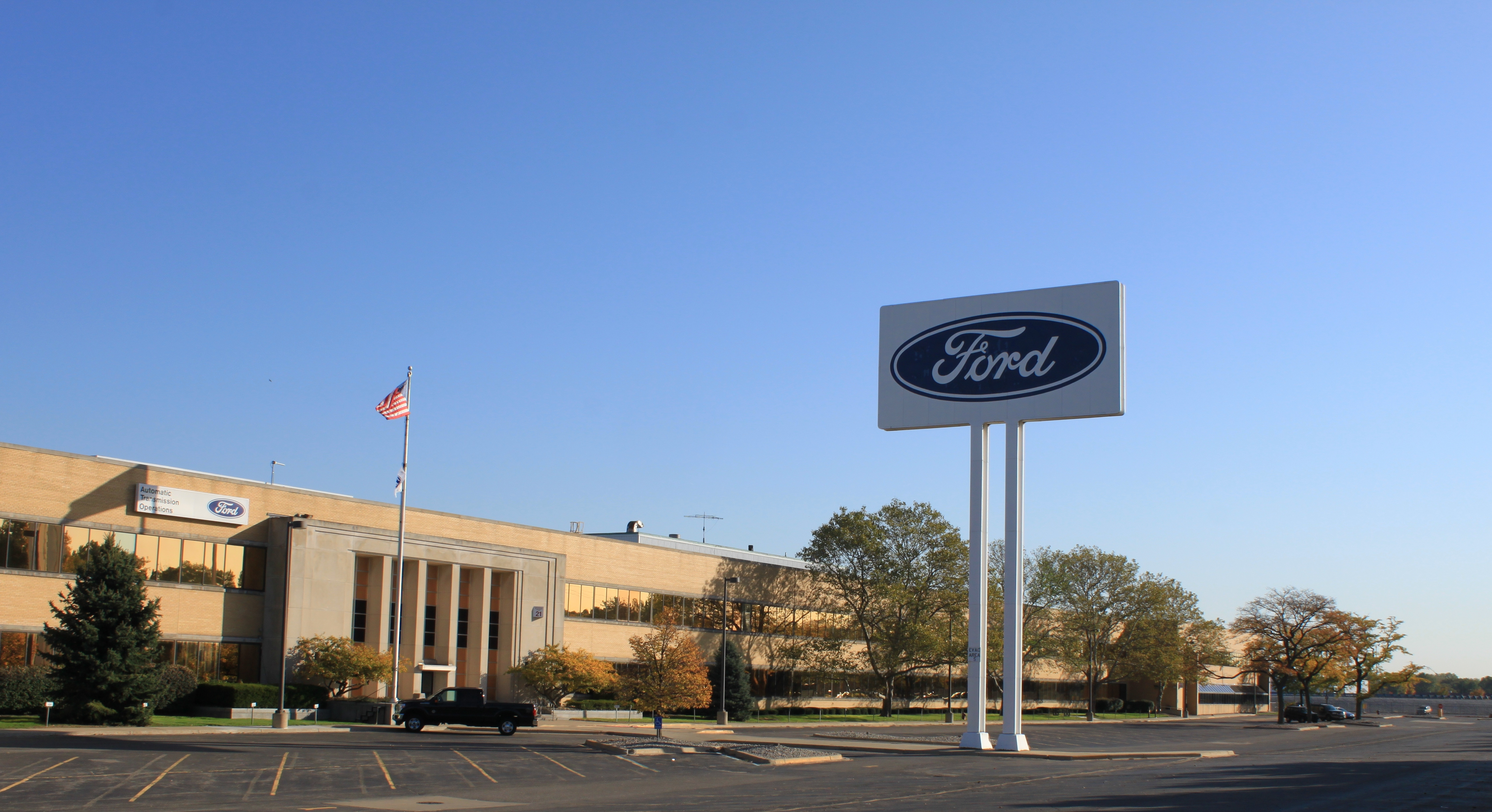
Livonia Transmission (Ford)

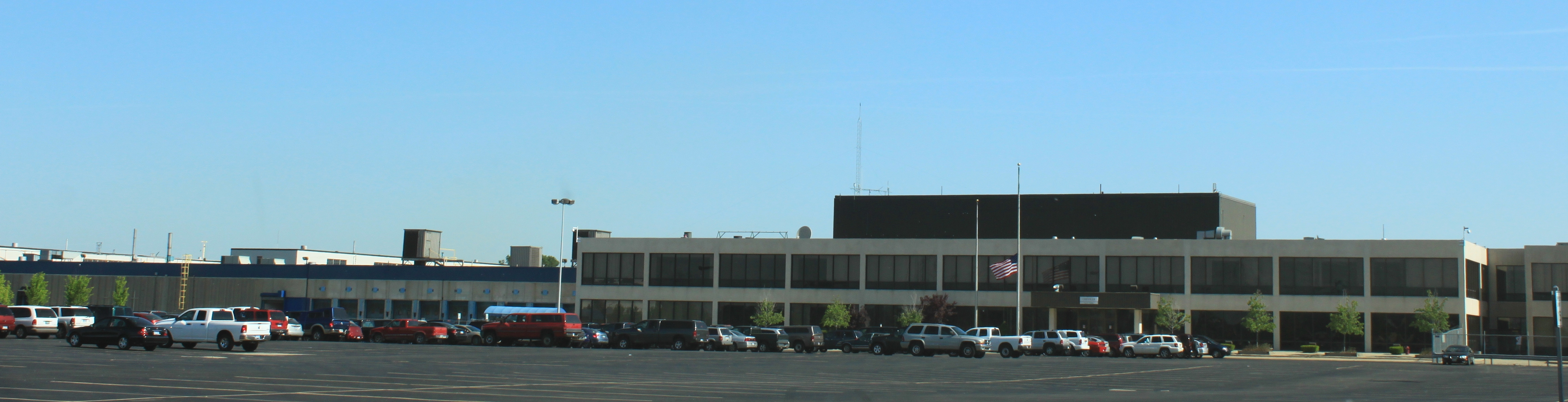
Trenton Engine (Chrysler)

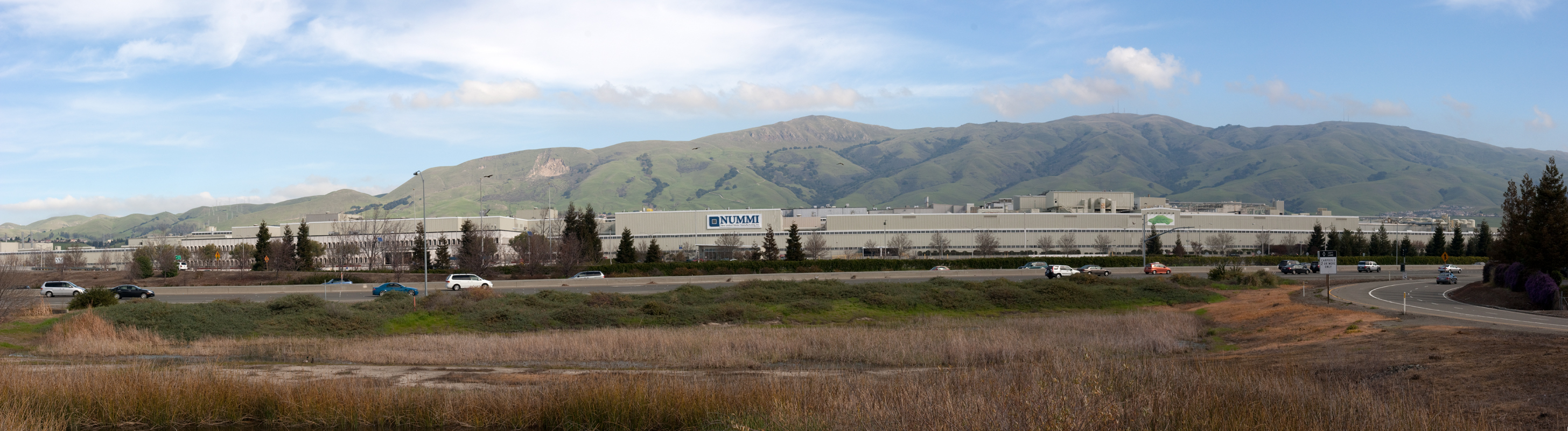
Tesla Factory

| Рік  | Обсяг виробництва |
| ---- | ----------------- |
| 1945 | 725,215           |
| 1950 | 8,005,859         |
| 1955 | 9,204,049         |
| 1960 | 7,905,119         |
| 1965 | 11,137,830        |
| 1970 | 8,283,949         |
| 1975 | 8,986,513         |
| 1980 | 8,009,841         |
| 1985 | 11,652,743        |
| 1990 | 9,782,997         |
| 1995 | 11,985,457        |
| 2000 | 12,799,857        |
| 2005 | 11,946,653        |
| 2006 | 11,263,986        |
| 2007 | 10,780,729        |
| 2008 | 8,705,239         |
| 2009 | 5,711,823         |
| 2010 | 7,761,443         |
| 2011 | 8,653,560         |
| 2012 | 10,328,884        |
| 2013 | 11,066,432        |
| 2014 | 11,660,699        |
| 2015 | 12,100,000        |
| 2016 | 12,232,605        |
| 2017 | 11,314,705        |
| 2018 | 11,189,985        |
| 2019 | 10,880,019        |
| 2020 | 8,822,399         |
| 2021 | 9,167,214         |
| 2022 | 10,060,339        |
| 2023 | 10,611,555        |